# Tarbes
Tarbes (['taʁbə] en français méridional, [taʁb] en standard) est une commune de la Bigorre, dans le Sud-Ouest de la France. C'est aussi la préfecture du département des Hautes-Pyrénées, en région Occitanie. La ville est située sur l'axe pyrénéen, qui va de l'Atlantique à la Méditerranée, non loin de la frontière franco-espagnole.
Sur le plan historique et culturel, la commune appartient à l’ancien comté de Bigorre, comté historique des Pyrénées françaises et de Gascogne. Exposée à un climat océanique altéré, elle est drainée par l'Adour, l'Échez, la Gespe et par divers autres petits cours d'eau. La commune possède un patrimoine naturel remarquable : un site Natura 2000 (la « vallée de l'Adour »), un espace protégé (l'« Adour et affluents ») et trois zones naturelles d'intérêt écologique, faunistique et floristique.
Tarbes est une commune urbaine qui compte 44 529 habitants en 2022. Elle est comprise dans l'agglomération de Tarbes et fait partie de l'aire d'attraction de Tarbes. Ses habitants sont appelés les Tarbais ou Tarbaises.
Capitale historique du comté de Bigorre, cette ville pyrénéenne de tradition industrielle s’étend, à une altitude moyenne de 304 mètres, au pied du massif des Pyrénées, dont les sommets (à commencer par le pic du Midi de Bigorre) se détachent nettement dans le paysage urbain.
La ville a une surface relativement réduite (15,33 km2). Certaines petites communes voisines, qui jouxtent Tarbes, ont une surface supérieure, c'est notamment le cas pour Ibos (32,88 km2) ou Ossun (27,59 km2).
Cette surface limitée explique en partie le nombre de ses habitants (42 426), appelés Tarbais et Tarbaises. En fait, Tarbes est au cœur d'une agglomération comprenant quatorze communes (notamment : Aureilhan, Séméac, Laloubère, Bordères-sur-l'Échez, Soues), constituant son unité urbaine et sa banlieue immédiate, qui représente environ 79 000 habitants. Tarbes constitue aussi la neuvième aire d'attraction urbaine de la région Occitanie (2018), avec 135 654 habitants.
Tournée vers les industries de pointe, notamment dans le domaine de l’aéronautique, elle dispose d'un pôle universitaire intégré dans le réseau de l’université de Pau et des pays de l'Adour, qui comprend quatre autres villes du Bassin de l'Adour : Pau, Bayonne, Anglet et Mont-de-Marsan. Le site universitaire de Tarbes accueille aussi plusieurs formations rattachées aux universités Toulouse II Jean-Jaurès / Le Mirail et Toulouse-III-Paul Sabatier. Le campus est situé face aux Pyrénées.
Célèbre pour des productions locales telles que le haricot tarbais, Tarbes est également une « ville-marché » et un pôle spécialisé dans l’industrie agroalimentaire.
Elle est la pierre d'angle de la nouvelle communauté d'agglomération Tarbes-Lourdes-Pyrénées, créée le 1er janvier 2017, qui comprend 86 communes réunissant environ 130 000 habitants sur une surface de 615 km2, ce qui en fait la cinquième plus grande agglomération de la région Occitanie.
La ville est le siège historique d'un diocèse catholique érigé au IVe siècle (aujourd'hui « de Tarbes et Lourdes ») correspondant au département des Hautes-Pyrénées.

## Géographie

### Localisation
La commune de Tarbes se trouve au nord-ouest du département des Hautes-Pyrénées, à une distance à vol d'oiseau de :
- 118 km au sud-ouest de Toulouse, chef-lieu de région,
- 63 km au sud-ouest d'Auch,
- 37 km à l'est de Pau, chefs-lieux des départements limitrophes.

En ce qui concerne les chefs-lieux des régions limitrophes, elle est distante de 186 km de Bordeaux, 430 km de Marseille et 472 km de Lyon. Enfin, elle se trouve à 650 km de Paris.
Tarbes est une ville du piémont pyrénéen (304 mètres d'altitude) sise à l'extrême sud-ouest de la région Occitanie (latitude : 43° 13' 58" nord, longitude : 00° 04' 28" est, donc très proche du Méridien de Greenwich), à la frontière sud-est de la région Nouvelle-Aquitaine. La ville est située pratiquement au centre de l'axe pyrénéen Bayonne - Toulouse, dans le département des Hautes-Pyrénées.
La situation géographique de Tarbes favorise, dans de nombreux domaines, des liens avec la région voisine de Nouvelle-Aquitaine, et notamment le département des Pyrénées-Atlantiques.
Sur le plan historique et culturel, Tarbes fait partie de l’ancien comté de Bigorre, comté historique des Pyrénées françaises et de Gascogne créé au IXe siècle puis rattaché au domaine royal en 1302, inclus ensuite au comté de Foix en 1425 puis une nouvelle fois rattaché au royaume de France en 1607. La commune est dans le pays de Tarbes et de la Haute Bigorre.
Les communes les plus proches sont : Aureilhan (2,2 km), Séméac (2,7 km), Laloubère (2,9 km), Bordères-sur-l'Échez (3,6 km), Soues (3,7 km), Odos (4,3 km), Sarrouilles (4,4 km), Horgues (5,1 km).
| Bordères-sur-l'Échez | Bours     | Aureilhan |
| Ibos                 | Tarbes    | Séméac    |
| Juillan, Odos        | Laloubère | Soues     |

### Hydrographie
La commune est dans le bassin de l'Adour, au sein du bassin hydrographique Adour-Garonne. Elle est drainée par l'Adour, l'Échez, la Gespe un bras de l'Echez et par divers petits cours d'eau, constituant un réseau hydrographique de 17 km de longueur totale,.
L'Adour, d'une longueur totale de 308,8 km, se forme dans la vallée de Campan en Haute-Bigorre de la réunion de trois torrents : l'Adour de Payolle, l'Adour du Tourmalet et l'Adour de Lesponne et s'écoule vers le nord. Il traverse la commune et se jette dans le golfe de Gascogne à Anglet, après avoir traversé 118 communes.
L'Échez, d'une longueur totale de 64,1 km, prend sa source dans la commune de Germs-sur-l'Oussouet et s'écoule vers le nord. Il traverse la commune et se jette dans l'Adour à Maubourguet, après avoir traversé 26 communes.

### Climat
Tarbes bénéficie, grâce à sa situation privilégiée dans le bassin de l'Adour, d'un microclimat plus doux qu'à Lourdes, d'une altitude plus élevée et plus ensoleillé. Les étés y sont chauds et souvent orageux, le printemps est pluvieux et frais alors que l'automne reste doux et ensoleillé ; l'hiver quant à lui est de moins en moins rigoureux mais peut quand même réserver des surprises. Le record de froid a été enregistré en janvier 1985 avec une température sous abri de −17,9 °C ; à l'inverse, on a enregistré +39,9 °C en août 2023.
| Ville             | Ensoleillement | Pluie     | Neige   | Orage   | Brouillard |
| ----------------- | -------------- | --------- | ------- | ------- | ---------- |
| Paris             | 1 630 h/an     | 642 mm/an | 15 j/an | 19 j/an | 13 j/an    |
| Nice              | 2 720 h/an     | 767 mm/an | 1 j/an  | 31 j/an | 1 j/an     |
| Toulouse          | 2 030 h/an     | 656 mm/an | 7 j/an  | 26 j/an | 44 j/an    |
| Tarbes            | 1 940 h/an     | 975 mm/an | 9 j/an  | 29 j/an | 31 j/an    |
| Moyenne nationale | 1 973 h/an     | 770 mm/an | 14 j/an | 22 j/an | 40 j/an    |

| Mois                                             | jan.          | fév.          | mars         | avril        | mai          | juin         | jui.         | août         | sep.         | oct.         | nov.         | déc.          | année      |
| ------------------------------------------------ | ------------- | ------------- | ------------ | ------------ | ------------ | ------------ | ------------ | ------------ | ------------ | ------------ | ------------ | ------------- | ---------- |
| Température minimale moyenne (°C)                | 1             | 1,5           | 3,7          | 5,6          | 9,5          | 12,8         | 14,9         | 14,9         | 11,9         | 8,7          | 4,3          | 1,8           | 7,6        |
| Température moyenne (°C)                         | 5,6           | 6,4           | 8,9          | 10,7         | 14,5         | 17,8         | 20           | 20,1         | 17,4         | 13,8         | 9            | 6,4           | 12,6       |
| Température maximale moyenne (°C)                | 10,3          | 11,3          | 14,2         | 15,8         | 19,5         | 22,8         | 25,1         | 25,2         | 22,8         | 19           | 13,7         | 11            | 17,6       |
| Record de froid (°C) date du record              | −17,9 08.1985 | −14,4 11.1956 | −9,8 06.1971 | −3,4 13.1958 | −1,8 01.1960 | 2,3 03.1962  | 5,9 08.1954  | 5,3 30.1956  | 0,7 25.2002  | −3,3 25.2003 | −9,6 23.1988 | −13,4 28.1962 | −17,9 1985 |
| Record de chaleur (°C) date du record            | 23 25.2024    | 29,2 29.1960  | 29,1 17.1947 | 30,5 06.2024 | 34,1 22.2022 | 39,2 18.2022 | 38,8 18.2022 | 39,9 24.2023 | 37,3 12.2022 | 33,8 02.1985 | 27,6 23.1992 | 26,1 24.1983  | 39,9 2023  |
| Ensoleillement (h)                               | 118,3         | 129,2         | 169,2        | 170,2        | 189,1        | 197,9        | 204,9        | 206          | 189,8        | 150,6        | 117,5        | 108,7         | 1 951,2    |
| Précipitations (mm)                              | 95            | 81,1          | 87           | 111,7        | 111,6        | 78           | 56           | 68,1         | 71,6         | 88,1         | 102,5        | 96,7          | 1 047,4    |
| dont nombre de jours avec précipitations ≥ 1 mm  | 10,6          | 9,4           | 10,2         | 12,5         | 13,1         | 9,5          | 7,1          | 8,5          | 8,6          | 10,6         | 10           | 10,3          | 120,3      |
| dont nombre de jours avec précipitations ≥ 5 mm  | 6             | 4,5           | 5,3          | 7,2          | 6,9          | 4,5          | 3,2          | 3,9          | 4,4          | 5,6          | 6,2          | 5,9           | 63,6       |
| dont nombre de jours avec précipitations ≥ 10 mm | 3,5           | 2,7           | 2,7          | 4,1          | 3,8          | 2,6          | 1,6          | 2,1          | 2,4          | 3            | 3,8          | 3,4           | 35,8       |

### Paysages

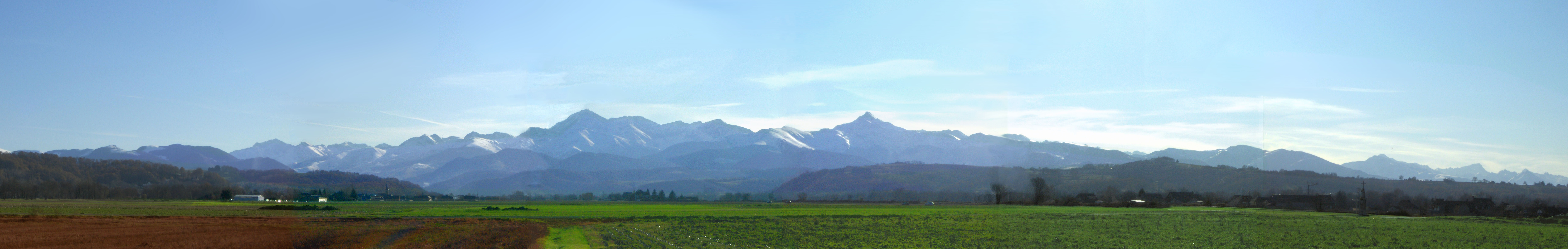
La chaîne des Pyrénées vue de Tarbes.

### Milieux naturels et biodiversité

#### Espaces protégés
La protection réglementaire est le mode d’intervention le plus fort pour préserver des espaces naturels remarquables et leur biodiversité associée,. Dans ce cadre, la commune fait partie[De quoi ?]. Un  espace protégé est présent sur le territoire de la commune : l'« Adour et affluents », objet d'un arrêté de protection de biotope, d'une superficie de 215,8 ha.

#### Réseau Natura 2000

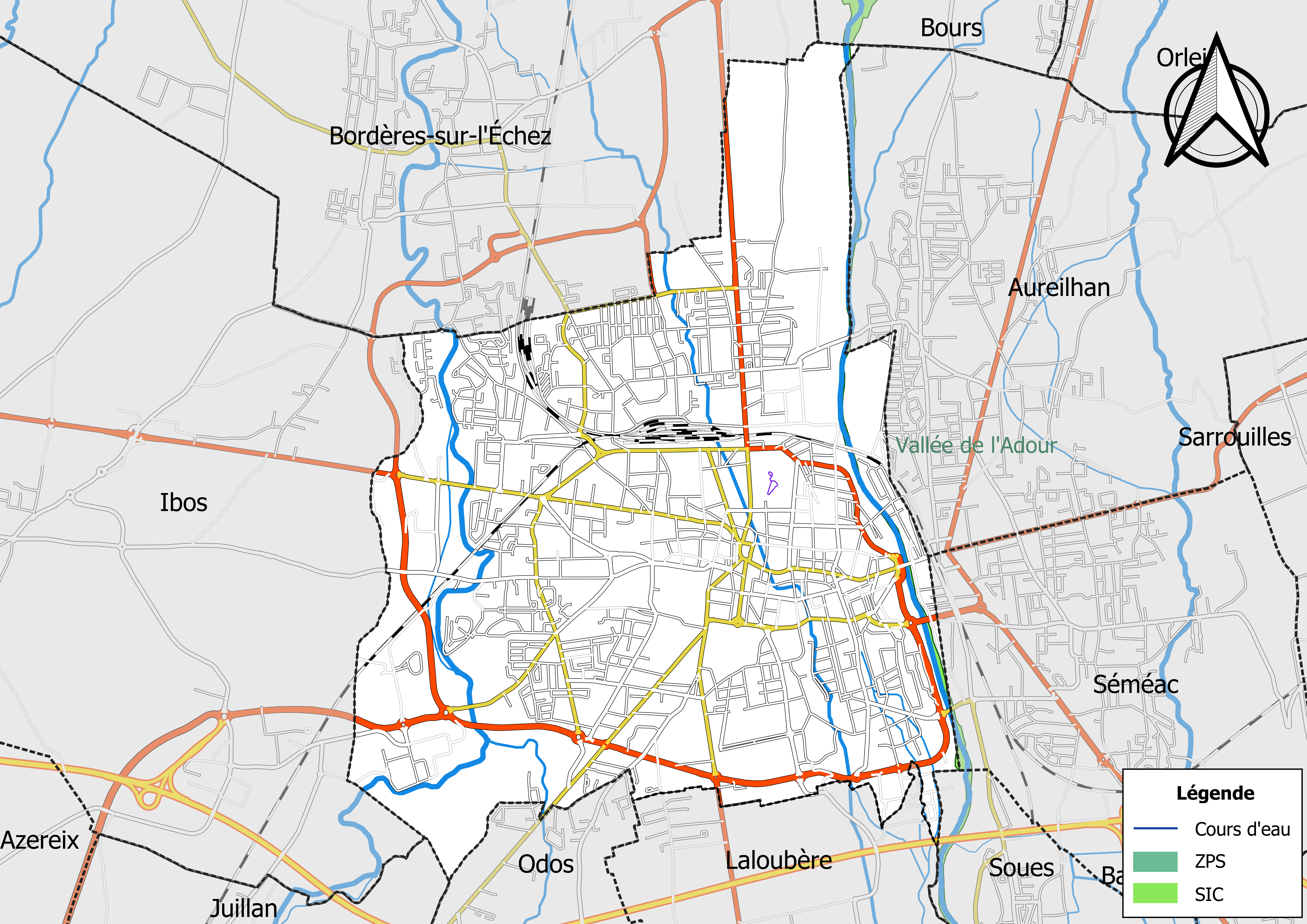
Site Natura 2000 sur le territoire communal.

Le réseau Natura 2000 est un réseau écologique européen de sites naturels d'intérêt écologique élaboré à partir des directives habitats et oiseaux, constitué de zones spéciales de conservation (ZSC) et de zones de protection spéciale (ZPS). Un site Natura 2000 a été défini dans la commune au titre de la directive habitats : la « vallée de l'Adour », d'une superficie de 2 694 ha, un espace où les habitats terrestres et aquatiques abritent une flore et une faune remarquable et diversifiée, avec la présence de la loutre et de la Cistude d'Europe.

#### Zones naturelles d'intérêt écologique, faunistique et floristique
L’inventaire des zones naturelles d'intérêt écologique, faunistique et floristique (ZNIEFF) a pour objectif de réaliser une couverture des zones les plus intéressantes sur le plan écologique, essentiellement dans la perspective d’améliorer la connaissance du patrimoine naturel national et de fournir aux différents décideurs un outil d’aide à la prise en compte de l’environnement dans l’aménagement du territoire. Deux ZNIEFF de type 1 sont recensées dans la commune : « l'Adour, de Bagnères à Barcelonne-du-Gers » (2 786 ha), couvrant 59 communes dont 18 dans le Gers, une dans les Landes et 40 dans les Hautes-Pyrénées et le « réseau hydrographique de l'Échez » (392 ha), couvrant 26 communes dont trois dans les Pyrénées-Atlantiques et 23 dans les Hautes-Pyrénées et une ZNIEFF de type 2, : l'« Adour et milieux annexes » (3 634 ha), couvrant 60 communes dont 18 dans le Gers, une dans les Landes et 41 dans les Hautes-Pyrénées.

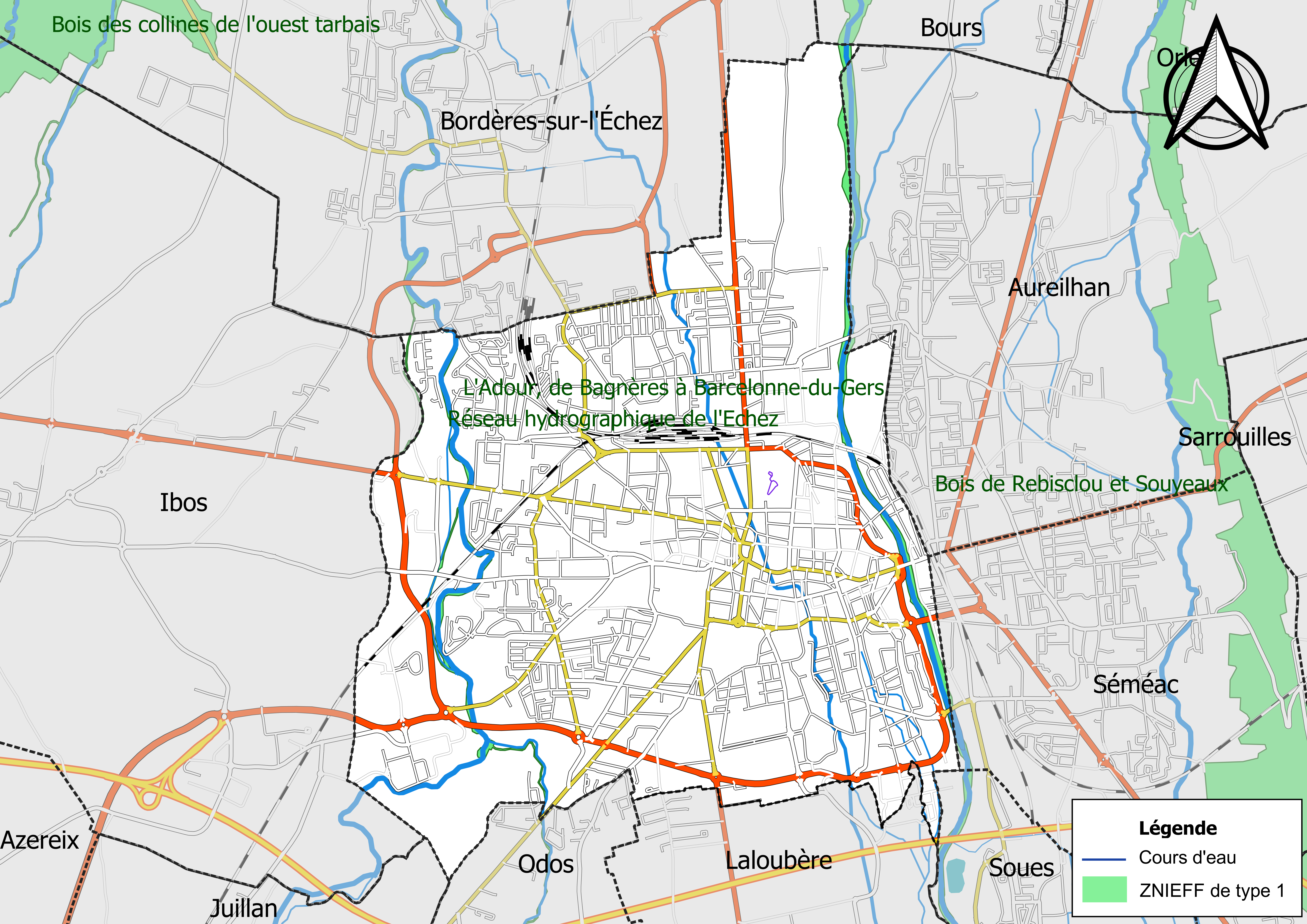
Carte des ZNIEFF de type 1 sur le territoire de la commune.
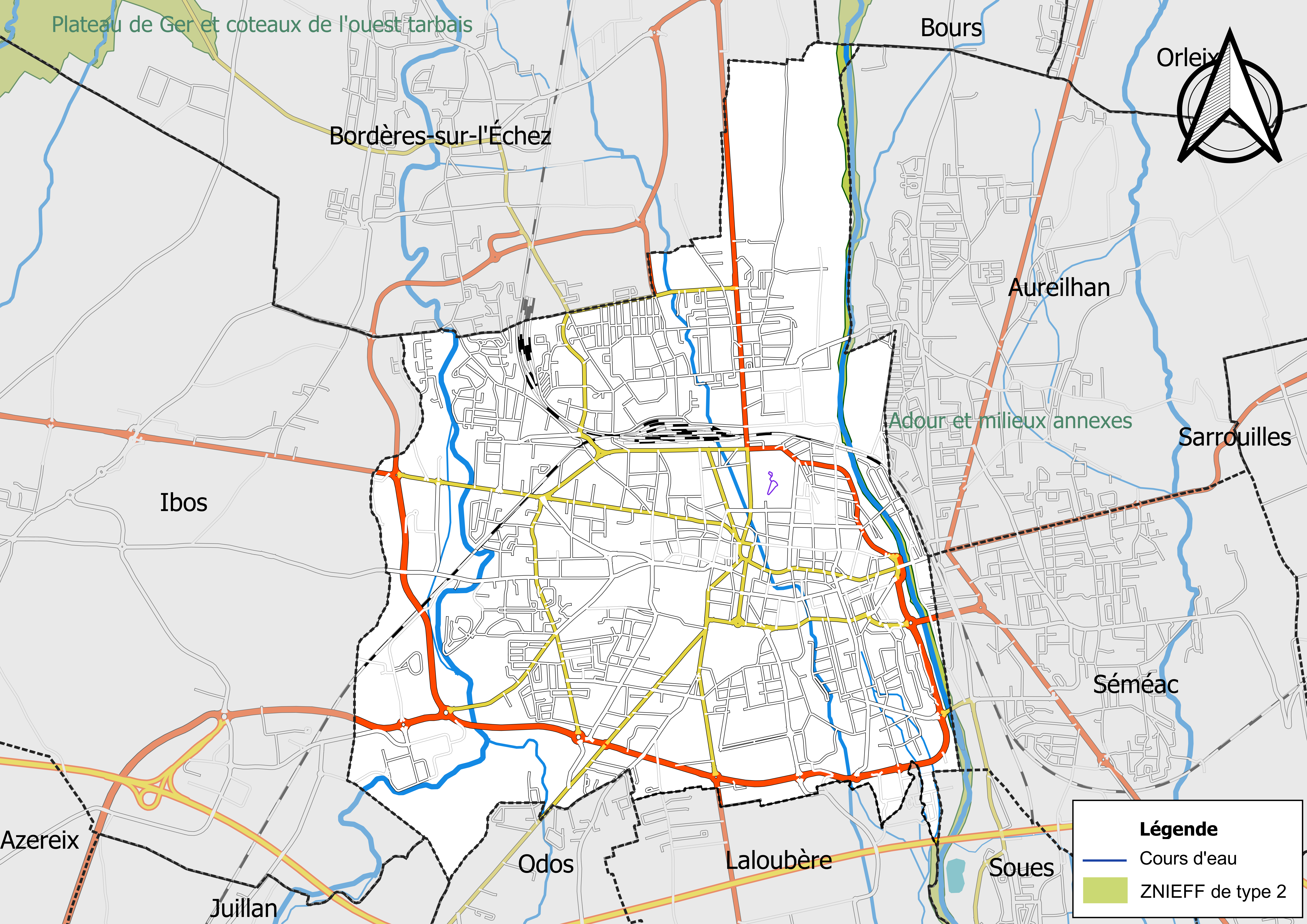
Carte de la ZNIEFF de type 2 sur le territoire de la commune.

## Urbanisme

### Typologie
Au 1er janvier 2024, Tarbes est catégorisée centre urbain intermédiaire, selon la nouvelle grille communale de densité à sept niveaux définie par l'Insee en 2022.
Elle appartient à l'unité urbaine de Tarbes, une agglomération intra-départementale regroupant 15  communes, dont elle est ville-centre,,. Par ailleurs la commune fait partie de l'aire d'attraction de Tarbes, dont elle est la commune-centre,. Cette aire, qui regroupe 153 communes, est catégorisée dans les aires de 50 000 à moins de 200 000 habitants,.

### Occupation des sols
L'occupation des sols de la commune, telle qu'elle ressort de la base de données européenne d’occupation biophysique des sols Corine Land Cover (CLC), est marquée par l'importance des territoires artificialisés (88,6 % en 2018), en augmentation par rapport à 1990 (85,6 %). La répartition détaillée en 2018 est la suivante : zones urbanisées (67 %), zones industrielles ou commerciales et réseaux de communication (19,2 %), zones agricoles hétérogènes (6,9 %), prairies (3,4 %), espaces verts artificialisés, non agricoles (2,4 %), terres arables (1,1 %).
L'IGN met par ailleurs à disposition un outil en ligne permettant de comparer l’évolution dans le temps de l’occupation des sols de la commune (ou de territoires à des échelles différentes). Plusieurs époques sont accessibles sous forme de cartes ou photos aériennes : la carte de Cassini (XVIIIe siècle), la carte d'état-major (1820-1866) et la période actuelle (1950 à aujourd'hui).

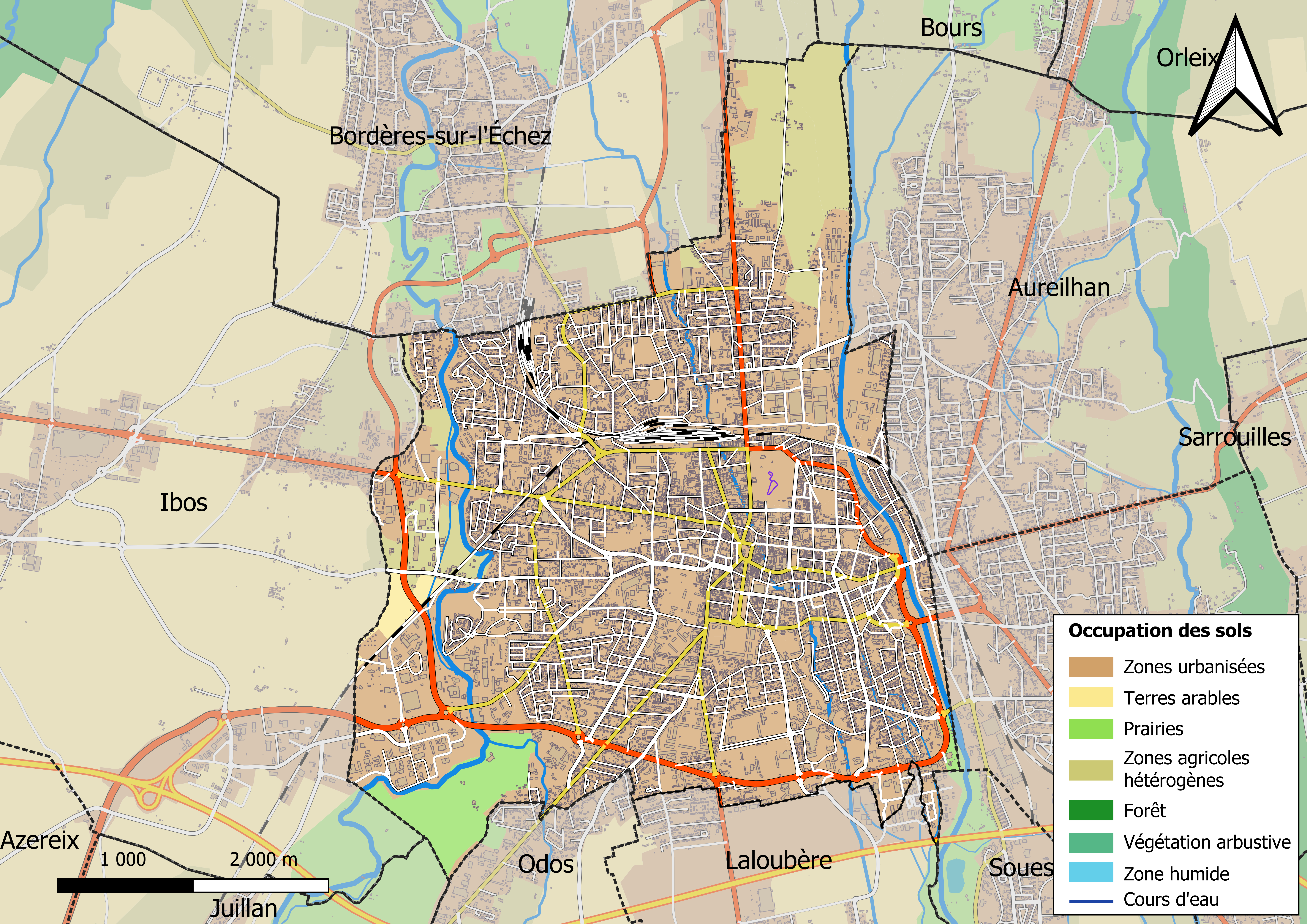
Carte des infrastructures et de l'occupation des sols en 2018 (CLC) de la commune.
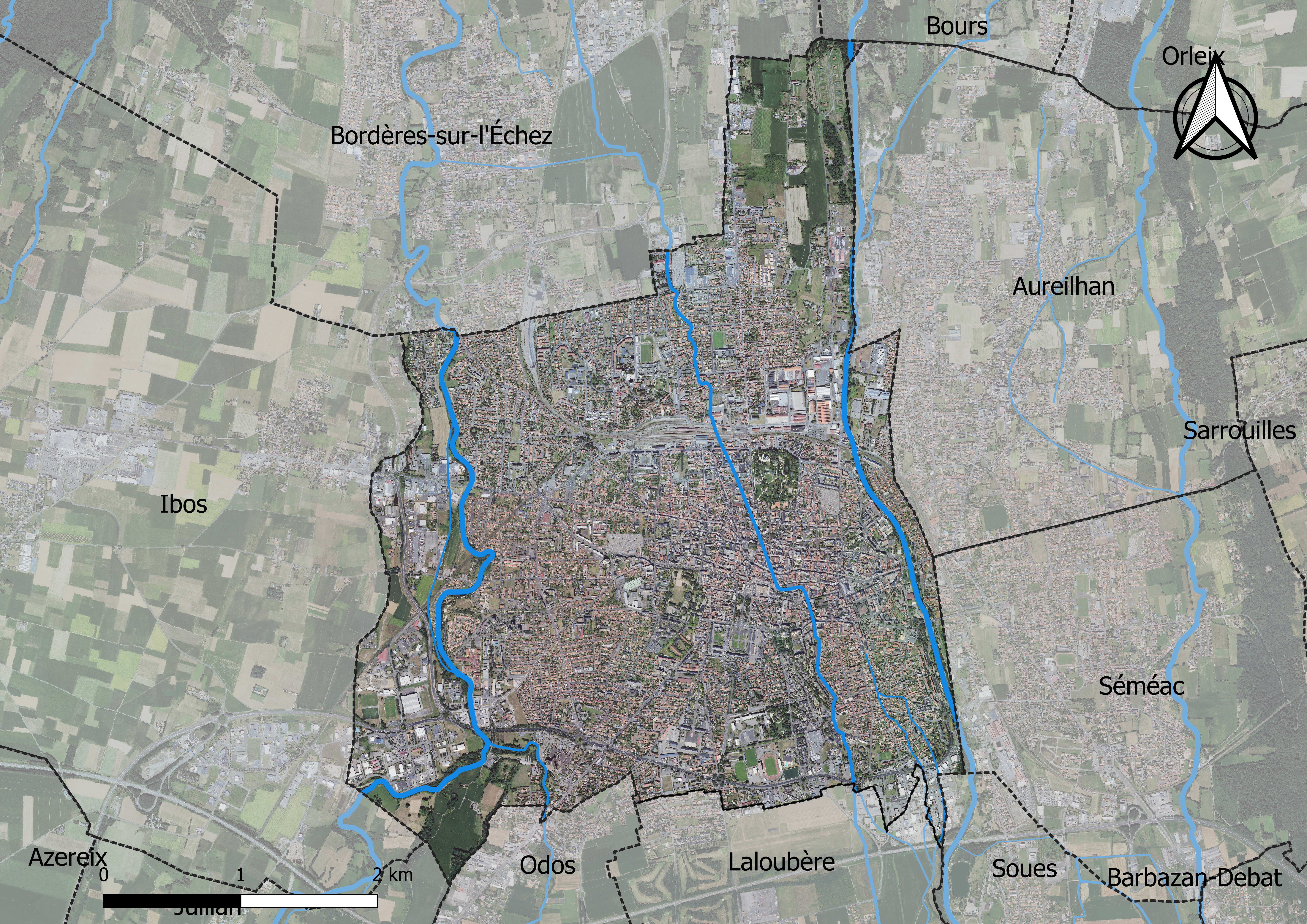
Carte orthophotogrammétrique de la commune.

### Quartiers
La ville est découpée en treize grands quartiers, et propose une mairie annexe (Laubadère) et pour des raisons de statistiques et de recensement de la population, Tarbes est divisée par l'INSEE en 24 sous quartiers.

#### Grands quartiers

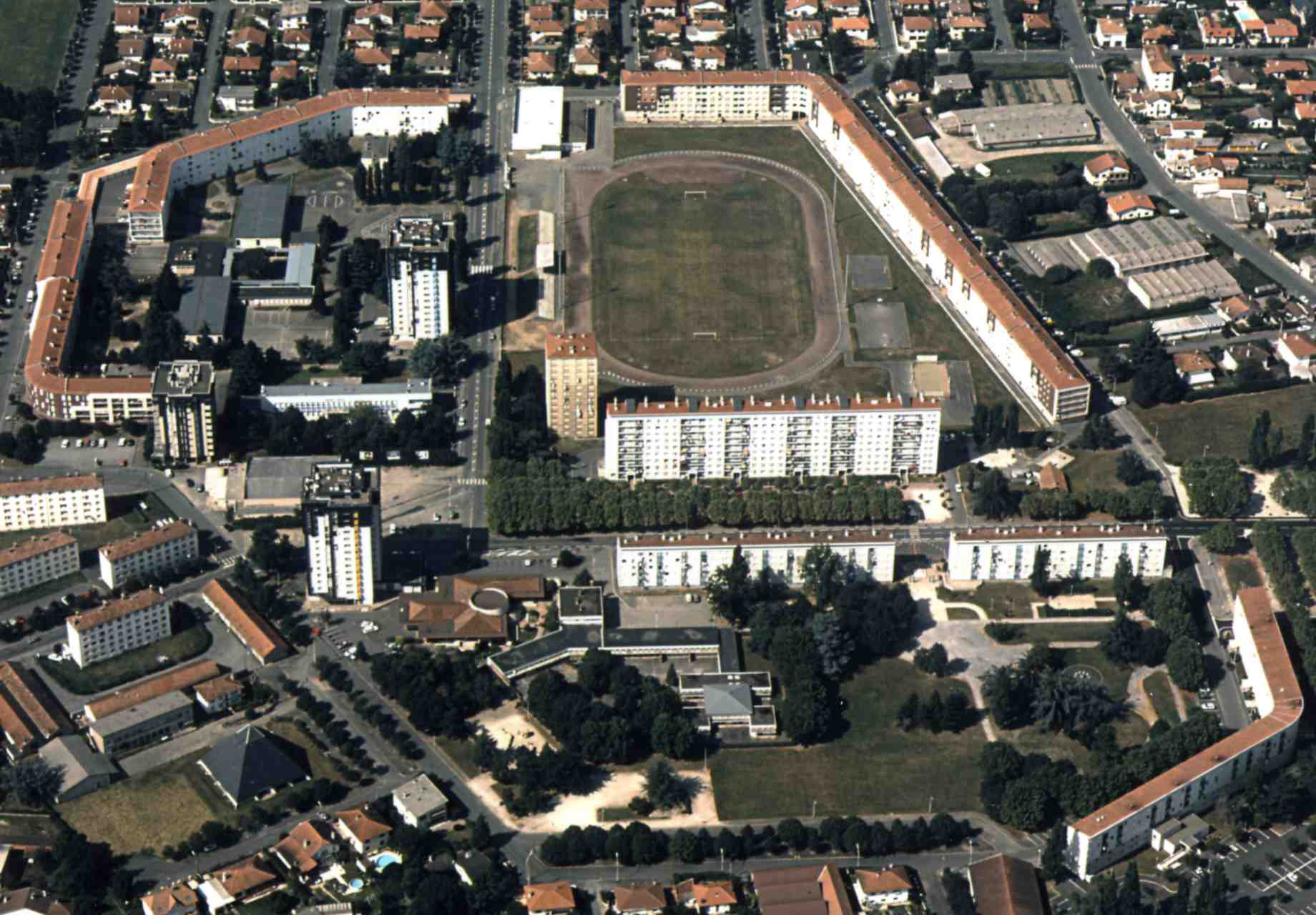
Grand ensemble du quartier Laubadère, en 1987.

1. Sainte-Anne
2. Centre-ville
3. Ormeau-Figarol
4. La Gespe
5. Solazur
6. Zone d'activité Bastillac-Cognac
7. Urac-Sendère
8. Laubadère
9. Saint-Antoine
10. Arsenal
11. Martinet
12. Mouysset
13. Zone d'activité Kennedy

### Voies de communication et transports
- Rues de Tarbes
- Place de Verdun
- Place Marcadieu
- Rue du Maréchal-Foch
- Rue Brauhauban
- Rue Larrey
- Avenue Bertrand-Barère
- Rue Massey
- Rue Georges-Clemenceau

#### Transports et activités aériens
Tarbes bénéficie de deux plateformes aériennes.
- L'aéroport international de Tarbes-Lourdes-Pyrénées[26] (code AITA : LDE • code OACI : LFBT). Situé à 10 km du centre de Tarbes, il comprend une grande aérogare principale sur deux niveaux et, à proximité de celle-ci, une aérogare de 500 m2 consacrée à l'aviation d'affaire et privée. L'aéroport est desservi par Volotea[27] qui assure deux liaisons aériennes par jour (semaine et week-end) avec Paris-Orly. Brussels Airlines assure, elle, deux vols hebdomadaires sur Bruxelles. Ryanair dessert Londres-Stansted (5 vols hebdomadaires), Milan (3 vols hebdomadaires), Cracovie, Rome (2 vols hebdo. chacune), et enfin Albastar[28] propose quant à elle 2 vols par semaine vers Rome, Naples et Palerme. L'aéroport propose également des vols charters saisonniers en provenance et à destination, principalement, des plus grandes villes européennes. L’aéroport a été géré de 2017 jusqu'à 2021 par le groupe EDEIS[29],[30]. Il est maintenant géré par la Société Publique Locale Aéroportuaire Régionale. L'aéroport est propriété de  Pyrenia, un syndicat mixte composée du Conseil régional Occitanie, du Conseil départemental des Hautes-Pyrénées et de la Communauté d'agglomération Tarbes-Lourdes-Pyrénées[31].

Aéroport de Tarbes
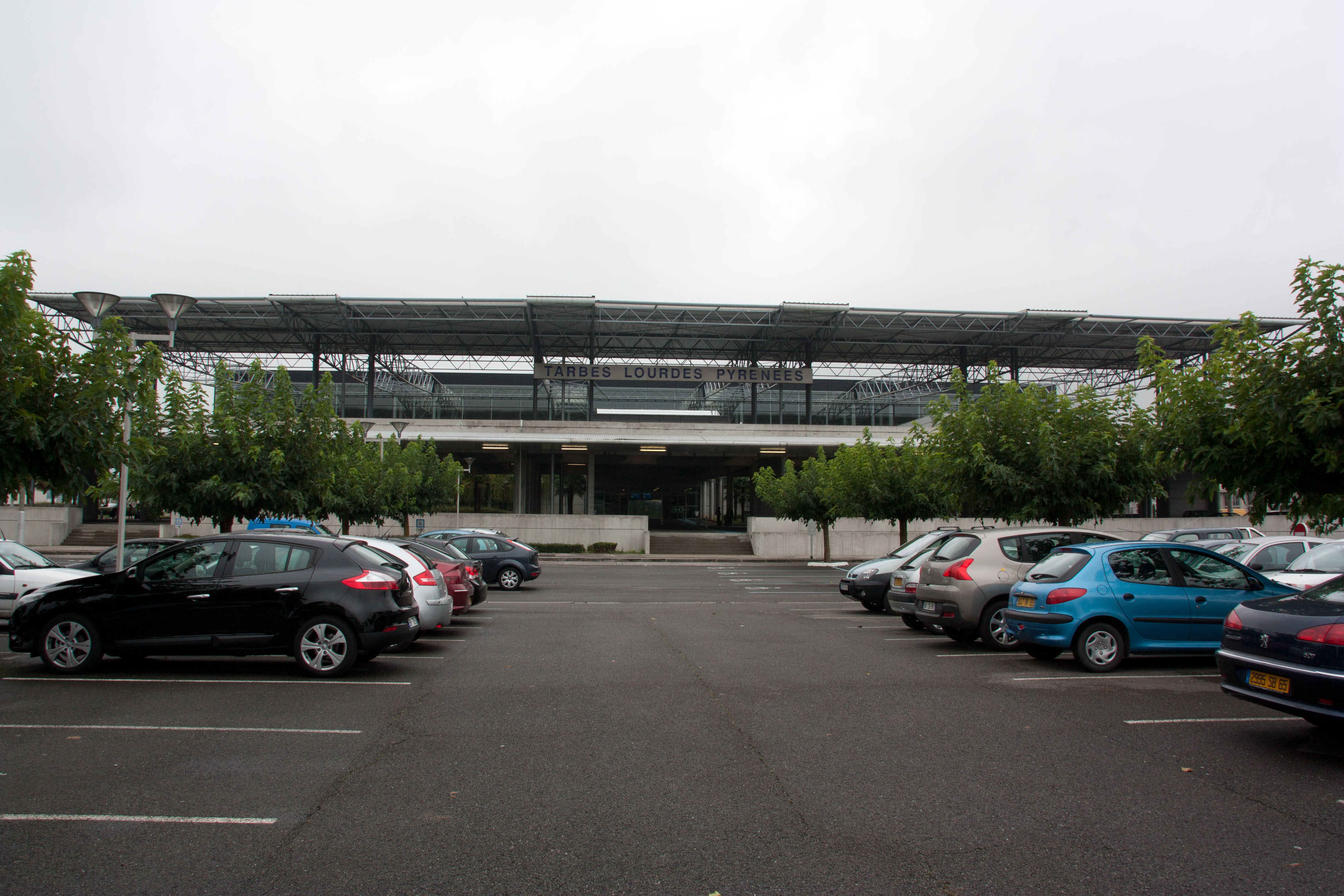
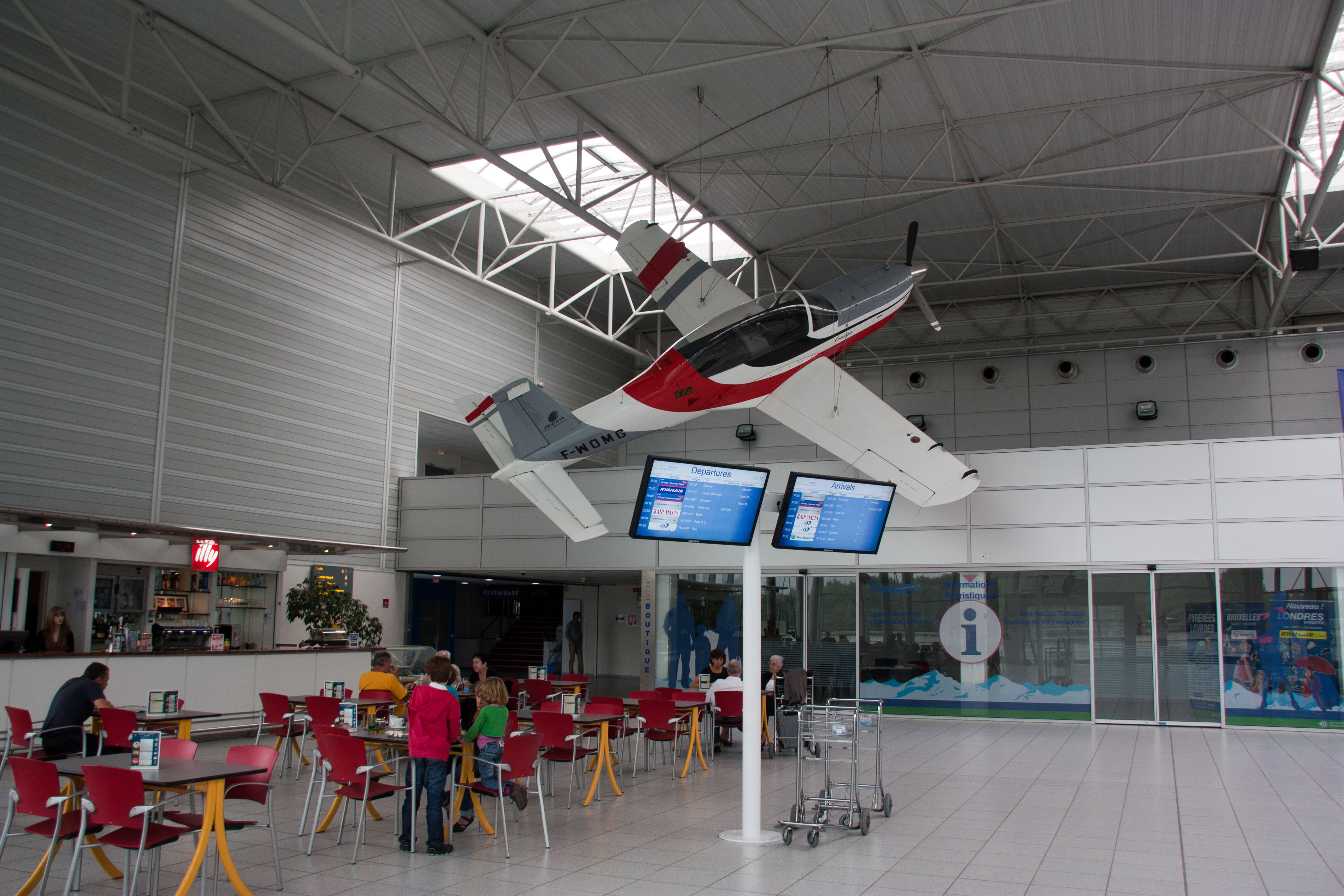
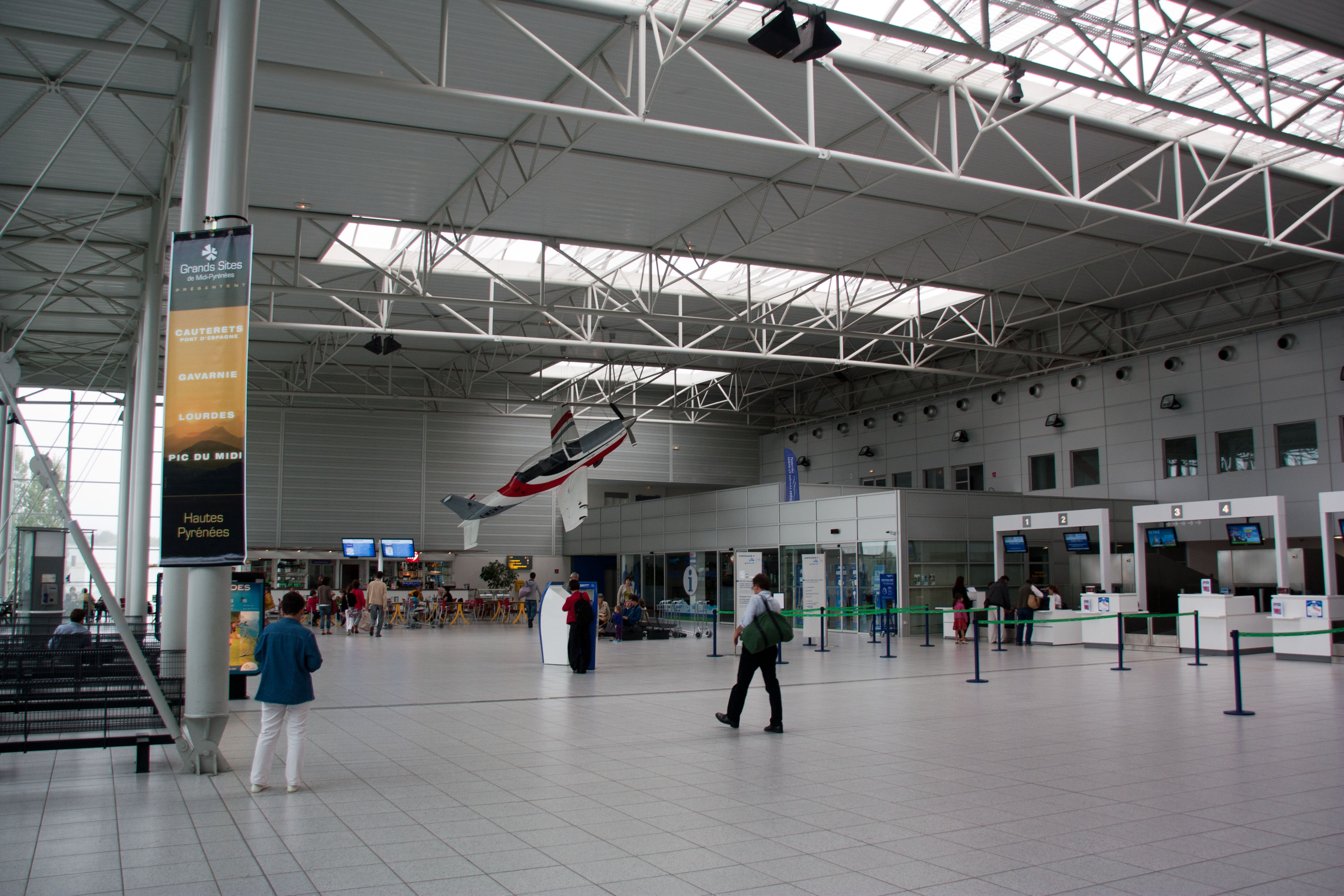
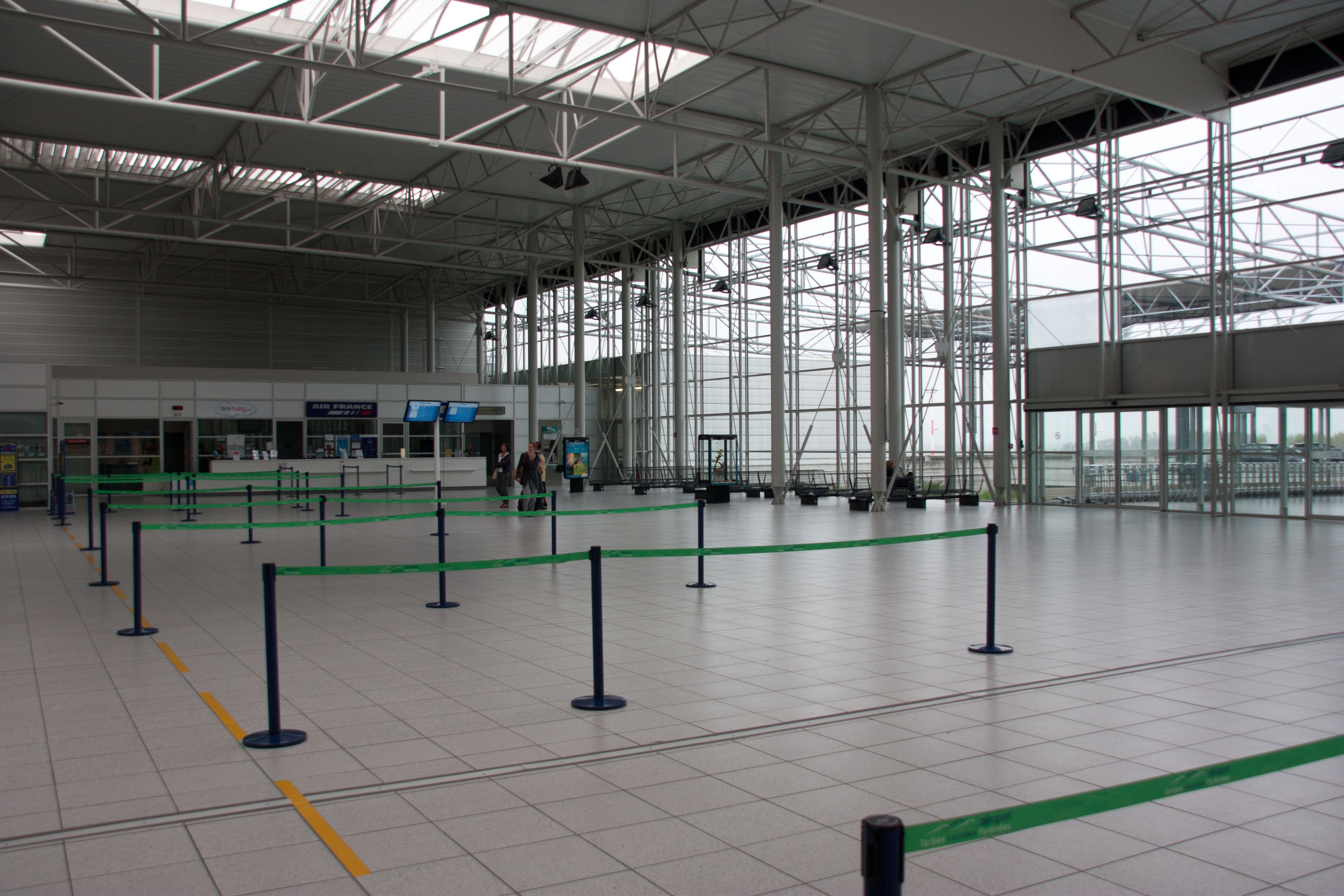
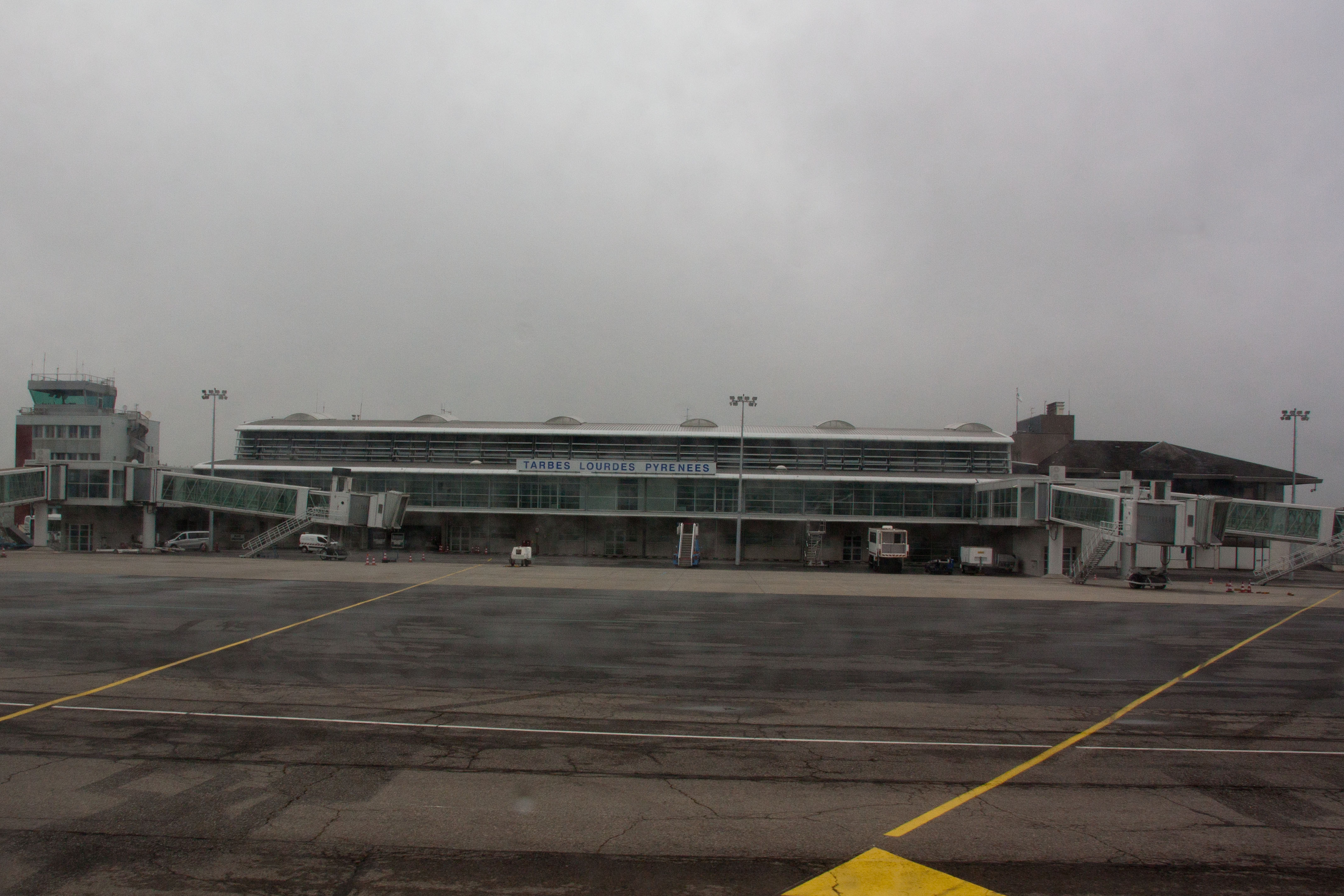

- L'aérodrome de Tarbes-Laloubère[32] (code OACI : LFDT). Situé au sud, face aux Pyrénées, à deux kilomètres du centre de Tarbes, il est réservé à la pratique d’activités de loisirs et de tourisme. L'aérodrome accueille plusieurs structures, notamment : l’aéro-club de Bigorre[33], l'association d'aéromodélisme Tarbes-Bigorre, l'association vélivole de Tarbes (vol à voile)[34], le Centre école de parachutisme de la Bigorre[35], l'Association tarbaise de constructeurs amateurs d'aéronefs.

La plateforme abrite également le détachement aérien de gendarmerie de Tarbes chargé, entre autres missions, du secours en montagne, avec son hélicoptère EC 145.
Les unités commandos des deux régiments parachutistes basés à Tarbes, le 1er RHP et le 35e RAP, l'utilisent aussi ponctuellement pour leurs sauts de précision en chute libre.

#### Transport ferroviaire - SNCF
Le TGV relie plusieurs fois par jour la gare de Tarbes à celle de Paris-Montparnasse moyennant un voyage de six heures. Il permet également de rallier Bordeaux en trois heures. Cette offre est complétée par celle des TER (Nouvelle-Aquitaine et Occitanie) et Intercités de nuit (ex-Lunéa) permettant des échanges importants avec Toulouse, Pau, Bayonne et la côte basque. Ces derniers assurent encore des liaisons sans changement de train entre Paris-Austerlitz et Irun, en Espagne.
Une navette électrique et gratuite relie la gare à l'hypercentre, place de Verdun, puis rue Maréchal-Foch.

#### Autoroute et routes
Tarbes est desservie par l'autoroute A64 (« La Pyrénéenne » ; code européen E80), qui relie l'Atlantique (Briscous) à Toulouse. Elle est accessible de Tarbes par deux échangeurs Tarbes-Ouest (no 12) et Tarbes-Centre / Tarbes-Est (no 13).
En direction de Toulouse (155 km), elle permet de rallier gratuitement Tournay ou Capvern et, en direction de Bayonne (154 km), de rejoindre Pau (45 km) qui est aussi accessible depuis la RD 817. Notons qu'à la hauteur de Pau, un échangeur permet de rejoindre Langon et Bordeaux par l'autoroute A65 (autoroute de Gascogne, code européen E7)
Tarbes-Ouest (no 12) est la bretelle de sortie qui permet un accès direct à Lourdes (21 km de Tarbes) et aux Pyrénées, par la RN 21.
En grande partie réalisée en 2×2 voies entre Tarbes et Lourdes, la RN 21 est prolongée, au sud, par une autre 2x2 voies (RD 821) entre Lourdes et Argelès-Gazost (14 km), dans les Pyrénées. D'Argelès-Gazost, on a un accès direct à Luz-Saint-Sauveur (à 53 km de Tarbes) et au cirque de Gavarnie et la Brèche de Roland (72 km de Tarbes), à proximité de la frontière espagnole, dans le parc national des Pyrénées. La RN 21 a donc une grande importance sur le plan économique et touristique.
La RD 935 et la RD 8 permettent, elles, de se rendre à Bagnères-de-Bigorre (22 km) et à des stations de sports d'hiver comme La Mongie (47 km).

##### Périphérique/rocades
À Tarbes même, les déplacements sont facilités par un boulevard faisant le tour de ville ; le développement récent des différents pôles d'activité autour de Tarbes a favorisé la création de la rocade Sud-Ouest qui a été prolongée au nord jusqu'à la D 935 (route de Bordeaux) et la RN 21 (route d'Auch) ; une rocade Sud-Est également en projet entre l'échangeur de Tarbes-Est vers Juillan et l'aéroport. Enfin une rocade Est est à l'étude, qui reliera Séméac à Orleix.

#### Réseaux de bus
La gare routière de Tarbes est située à proximité de la gare SNCF et bénéficie de la navette électrique gratuite de celle-ci pour l'accès à l'hypercentre.

##### Réseau de bus nationaux et internationaux
Tarbes est l'une des étapes des réseaux de bus nationaux et internationaux (Loi Macron) sur la ligne Saint-Sébastien (Espagne), Hendaye, Bayonne, Toulouse.

##### Réseau régional «liO»
Les lignes intermodales d'Occitanie constituent le réseau de transport interurbain de la région Occitanie. Le réseau liO relie plusieurs communes du département des Hautes-Pyrénées (notamment, Bagnères-de-Bigorre, Lourdes, Luz-Saint-Sauveur, Barèges, Gavarnie, Lannemezan, Saint-Lary, Vic-en-Bigorre, Maubourguet) ainsi que la commune de Pontacq dans le département des Pyrénées-Atlantiques.

##### Réseau de bus urbains «TLP Mobilités»

TLP Mobilités.

Les communes de Tarbes et de sa banlieue sont desservies par un réseau de bus dénommé TLP Mobilités. Une navette électrique gratuite relie la gare SNCF et la gare routière à l'hypercentre.

### Risques majeurs
Le territoire de la commune de Tarbes est vulnérable à différents aléas naturels : météorologiques (tempête, orage, neige, grand froid, canicule ou sécheresse), inondations, mouvements de terrains et séisme (sismicité moyenne). Il est également exposé à deux risques technologiques, le transport de matières dangereuses et  le risque industriel. Un site publié par le BRGM permet d'évaluer simplement et rapidement les risques d'un bien localisé soit par son adresse soit par le numéro de sa parcelle.

#### Risques naturels
Certaines parties du territoire communal sont susceptibles d’être affectées par le risque d’inondation par débordement de cours d'eau, notamment l'Adour et l'Échez. La cartographie des zones inondables en ex-Midi-Pyrénées réalisée dans le cadre du XIe contrat de plan État-région, visant à informer les citoyens et les décideurs sur le risque d’inondation, est accessible sur le site de la DREAL Occitanie. La commune a été reconnue en état de catastrophe naturelle au titre des dommages causés par les inondations et coulées de boue survenues en 1982, 1989, 1997, 1999, 2005, 2009, 2014, 2019 et 2021,.
Tarbes est exposée au risque de feu de forêt. Un plan départemental de protection des forêts contre les incendies a été approuvé par arrêté préfectoral le 21 avril 2020 pour la période 2020-2029. Le précédent couvrait la période 2007-2017. L’emploi du feu est régi par deux types de réglementations. D’abord le code forestier et l’arrêté préfectoral du 27 octobre 2014, qui réglementent l’emploi du feu à moins de 200 m des espaces naturels combustibles sur l’ensemble du département. Ensuite celle établie dans le cadre de la lutte contre la pollution de l’air, qui interdit le brûlage des déchets verts des particuliers. L’écobuage est quant à lui réglementé dans le cadre de commissions locales d’écobuage (CLE).

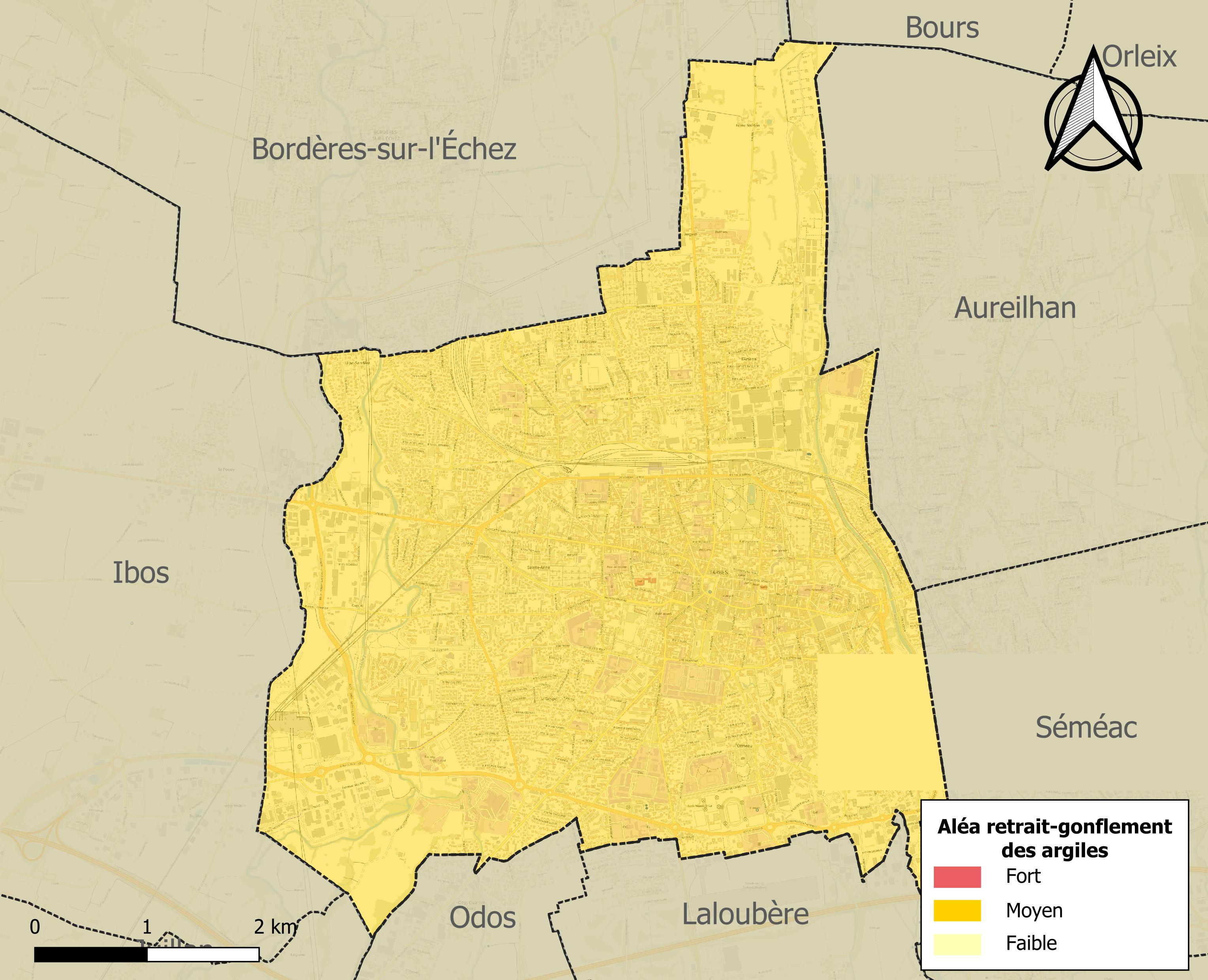
Carte des zones d'aléa retrait-gonflement des sols argileux de Tarbes.

Les mouvements de terrains susceptibles de se produire sur le territoire de la commune sont des tassements différentiels.
Le retrait-gonflement des sols argileux est susceptible d'engendrer des dommages importants aux bâtiments en cas d’alternance de périodes de sécheresse et de pluie. La totalité de la commune est en aléa moyen ou fort (44,5 % au niveau départemental et 48,5 % au niveau national). Sur les 6 966 bâtiments dénombrés sur le territoire de la commune en 2019, 6 966 sont en aléa moyen ou fort, soit 100 %, à comparer aux 75 % au niveau départemental et 54 % au niveau national. Une cartographie de l'exposition du territoire national au retrait gonflement des sols argileux est disponible sur le site du BRGM,.
Par ailleurs, afin de mieux appréhender le risque d’affaissement de terrain, l'inventaire national des cavités souterraines permet de localiser celles situées sur le territoire de la commune.
Concernant les mouvements de terrains, la commune a été reconnue en état de catastrophe naturelle au titre des dommages causés par la sécheresse en 1989, 2002 et 2003 et par des mouvements de terrain en 1999.

#### Risques technologiques
La commune est exposée au risque industriel du fait de la présence sur son territoire d'une entreprise soumise à la directive européenne SEVESO.
Le risque de transport de matières dangereuses dans la commune est lié à sa traversée par une ligne de chemin de fer et une canalisation de transport d'hydrocarbures. Un accident se produisant sur de telles infrastructures est susceptible d’avoir des effets graves sur les biens, les personnes ou l'environnement, selon la nature du matériau transporté. Des dispositions d’urbanisme peuvent être préconisées en conséquence.

## Toponymie

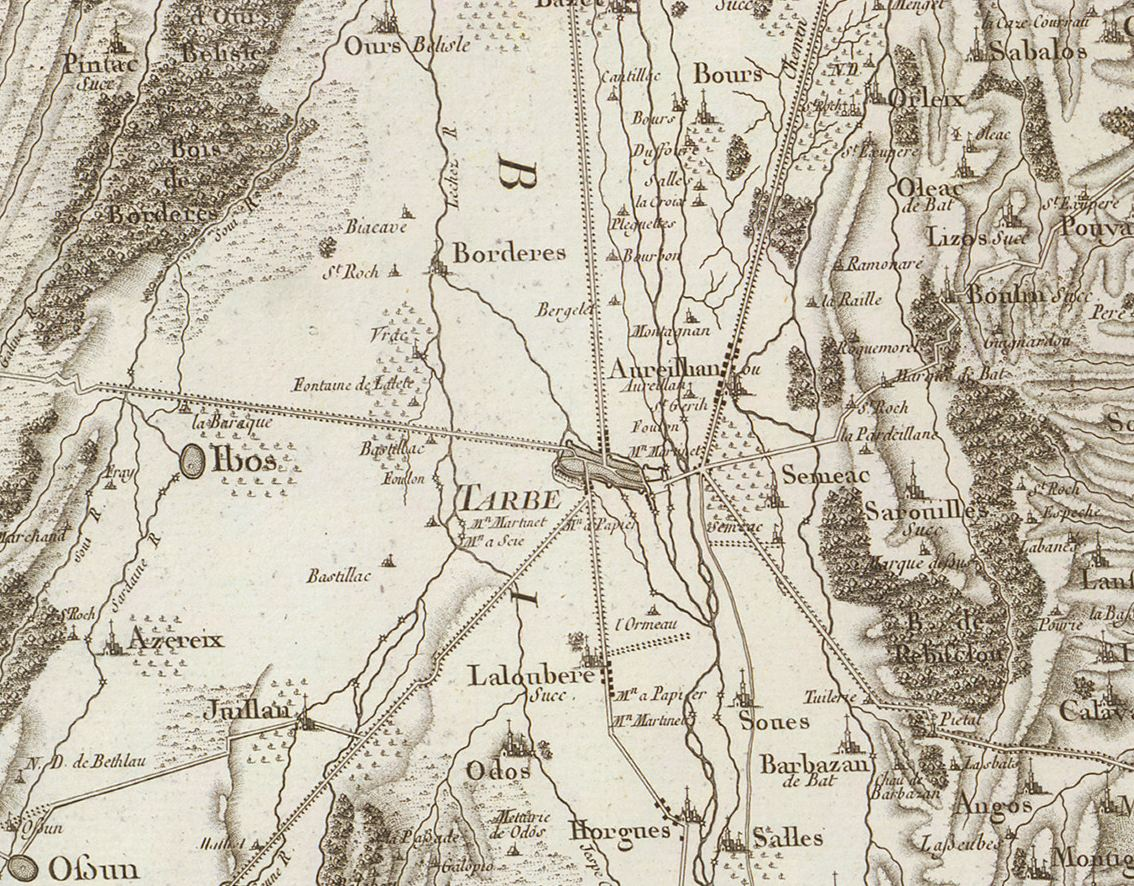
Extrait de la carte de Cassini (entre 1756 et 1789) situant Tarbes.

La ville est nommée pour la première fois au Ve siècle comme Civitas Turba ubi castrum Bigorra, puis sous le nom de Turba au Ve siècle (sans doute une erreur pour Tarba) sans doute une déformation arabe pour la tourbe. C’était une cité importante de la Novempopulanie. Grégoire de Tours au VIe siècle la nomme Talvam vicum. Au Moyen Âge, elle fut appelée Tarbe (1214), Tursa, Tarvia (1284) ou encore Tarbia. À ne pas confondre avec les Tarbelles, dont la capitale était Dax.
Selon une carte de la Bigorre aux premiers siècles de l'occupation romaine, Tarbes se nommait Vicus Talva, posée dans le sillon du fleuve Atur (Adour).
En occitan, la commune porte le nom de Tarba.

### Origine légendaire du nom
La légende veut que la reine d'Éthiopie, Tarbis, proposa son amour à Moïse et que celui-ci le refusa. Inconsolable, elle décida de quitter son trône et de cacher au loin sa déception. Après bien des pérégrinations, elle arriva en Bigorre et fit construire au bord de l'Adour sa demeure pour fonder la ville de Tarbes, et sa sœur, sur les bords du Gave, fit surgir Lourdes.

## Histoire

### Protohistoire

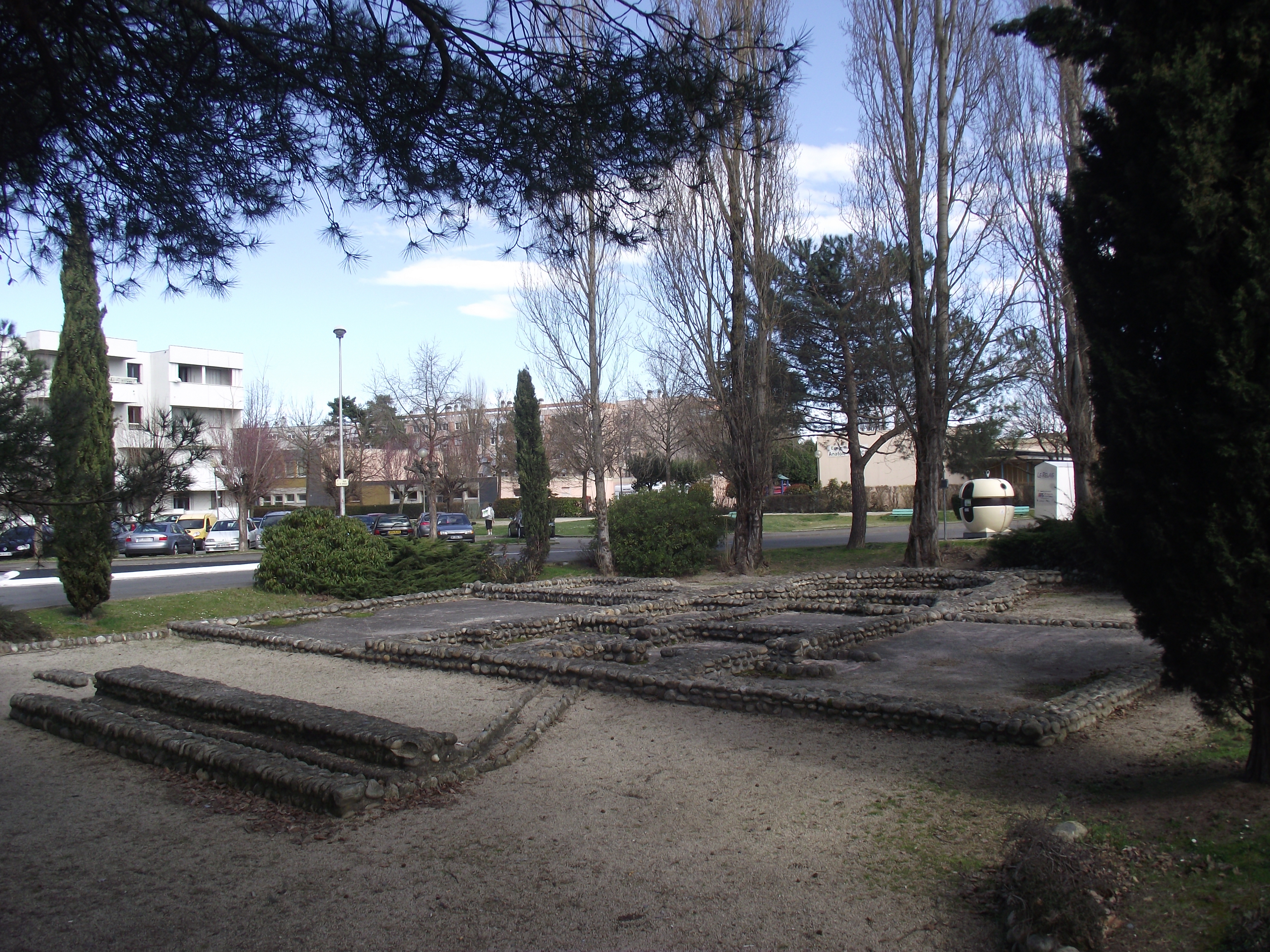
Fondation de villa antique au quartier de l’Ormeau.

Au IIIe siècle av. J.-C., les fondations de la cité tarbaise voient le jour, d'après les témoignages des vestiges exhumés du sous-sol. Par nécessité pour le commerce du sel, des marchands vraisemblablement aquitains cheminaient sur le piémont pyrénéen. Pour continuer leur route, ils devaient emprunter un gué afin de franchir l'Adour descendu de la montagne. Il était plus prudent de fractionner les charges pour franchir le gué à la suite duquel une pause était nécessaire. Le fond de la vallée était dominé par une émergence sablonneuse qui incita les hommes à s'y établir.

### Antiquité
Puis, Tarba ou Turba connaît une colonisation romaine et se dote de villas antiques et de grands domaines agricoles, découverts notamment dans le quartier de l'Ormeau. L'existence d'un artisanat se vérifie par les restes d'ateliers de potiers et de tisserands. Le noyau urbain, quant à lui, assume des fonctions administratives et sera doté d'une église paléo-chrétienne dès le IVe siècle.

### Moyen Âge

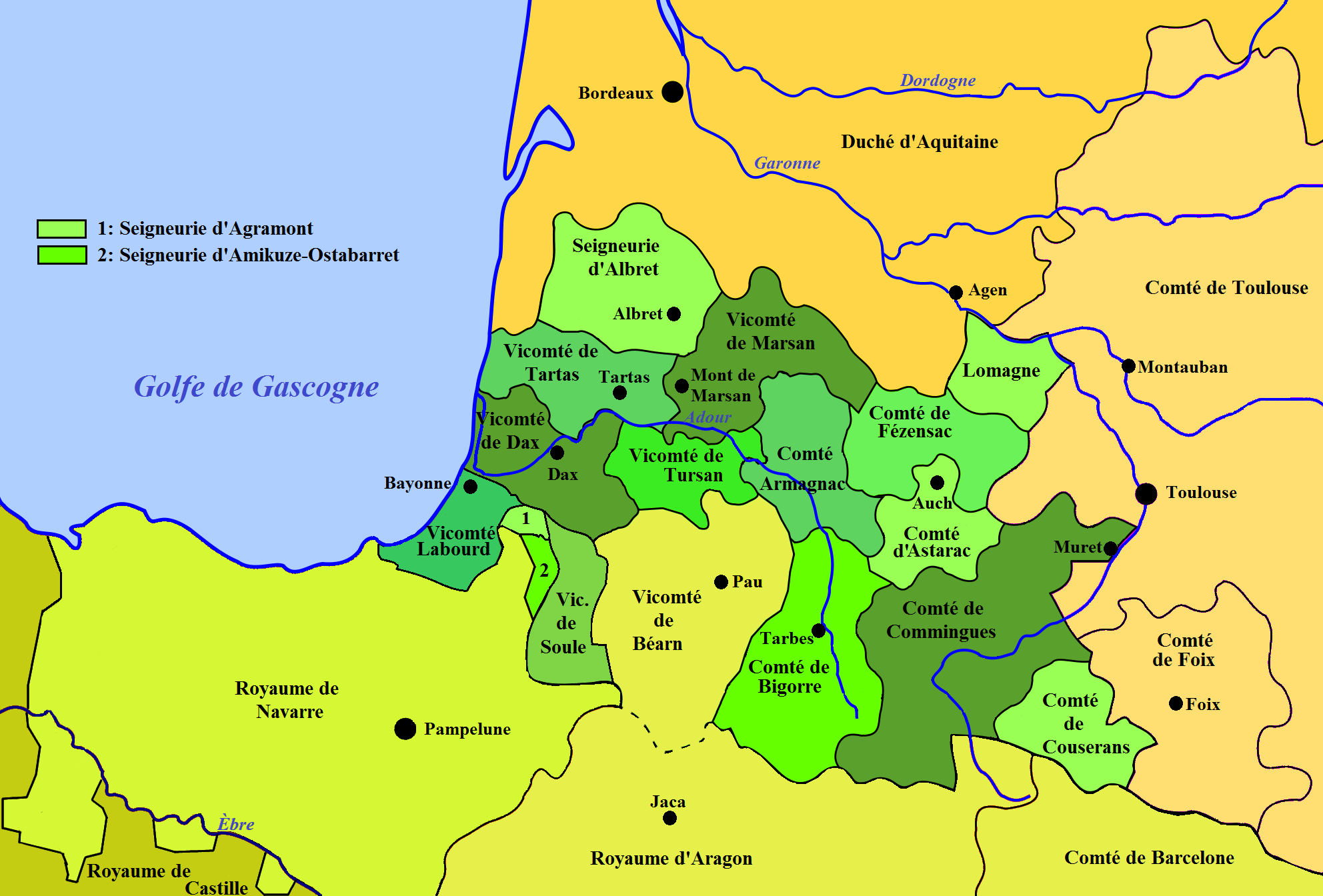
Carte des fiefs de Gascogne vers 1150.

Aux Ve et VIe siècles, sous l'effet des invasions barbares qui déferlent par vagues successives, la ville se rétracte autour du castrum, dont un vestige subsiste dans la cour arrière de la préfecture.
Vers 840, les Vikings mènent un raid dévastateur à la suite duquel l'évêque de Bigorre relève la ville en commençant par la cathédrale, appelée avec originalité, la Sède.
À la fin du XIIe siècle, le comte de Bigorre s'installe dans son château fort de Tarbes, entraînant à sa suite la cour de justice. Puis la capitale de la Bigorre reçoit une sénéchaussée royale.
Deux maisons nobles fondent au XIIIe siècle, hors les murs, l'une le couvent des cordeliers près de Carrère Longue, l'autre celui des Carmes au voisinage du Bourg Crabé.
À la fin des siècles médiévaux, la ville se compose de six bourgs fortifiés séparément, juxtaposés et alignés sur un axe ouest-est, dont le noyau primitif est ordonné autour de la cathédrale. On dénombre ainsi la Sède, Carrère Longue, Maubourguet, Bourg Vieux flanqué à l'est du château comtal, Bourg Neuf, Bourg Crabé, chacun entouré de ses propres murailles.
Durant les guerres de Religion, en 1569, les troupes de Jeanne d'Albret incendient la cathédrale, les couvents et autres églises ainsi que l'évêché. Malgré les destructions stratégiques pour tenter d'assurer la défense du Bourg Vieux, les habitants sont massacrés.

### Époque moderne
Au XVIIe siècle, après la peste et les problèmes de logement des gens de guerre, Tarbes assure son renouveau avec la reconstruction du palais épiscopal en 1652 (hôtel de la préfecture aujourd'hui), la fondation d'un troisième hôpital en 1690 et de deux nouveaux couvents (capucins et ursulines). L'irrigation des terres et la force hydraulique utilisée par les artisans sont produites par le système de canaux dérivés de l'Adour.
Le XVIIIe siècle annonce un essor démographique, le développement de l'agriculture, de l'artisanat et du commerce. La ville s'étend et des quartiers nouveaux apparaissent (comme l'actuelle rue Maréchal-Foch). Ensuite, l'Assemblée constituante dont fait partie Bertrand Barère de Vieuzac (député de la Bigorre aux États Généraux) décide de la réforme administrative et Tarbes en bénéficie en devenant chef-lieu du département des Hautes-Pyrénées.

### XIXesiècle

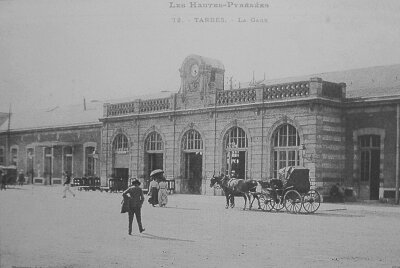
Gare de Tarbes vers 1900.

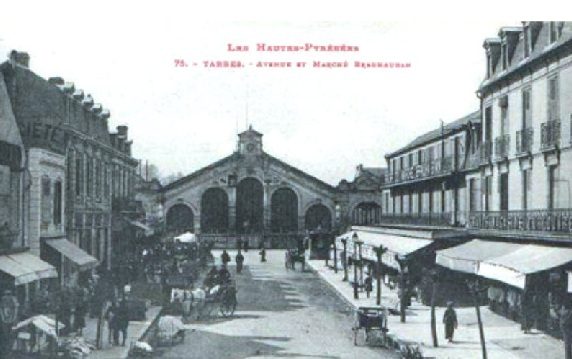
Marché Brauhauban vers 1900.

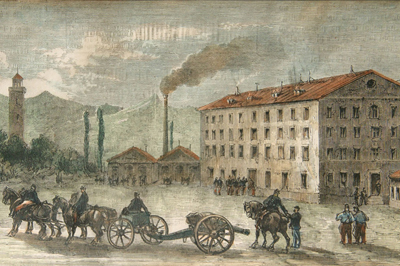
Image ancienne de l'arsenal.

#### Prérogatives d'un chef-lieu
À partir de 1800, Tarbes devient le siège d'une préfecture (accroissement de son rôle administratif et de ses fonctions). En 1806, Napoléon Ier rétablit le haras national de Tarbes et à partir du cheval tarbais donne naissance à la race anglo-arabe. En 1859, Tarbes est reliée à Paris par voie ferrée.

#### Legs
Au XIXe siècle, différents legs enrichissent les espaces publics tarbais… En 1853, Placide Massey lègue à la ville le jardin éponyme encore inachevé. En 1877, une donation de l'ancien maire Antoine Brauhauban est à l'origine de la construction d'une imposante halle portant son nom (ce bâtiment a cependant été détruit en 1970 pour y établir un parking aérien en dessous duquel continue à se tenir un marché animé, y compris le dimanche). La fin du XIXe siècle voit encore l'élévation des deux fontaines (Quatre vallées et les Sources de l'Amour) de la place Marcadieu, héritage de la bienfaitrice Félicitée Duvignau.

#### Développement industriel
Après la guerre de 1870-1871, le général Verchère de Reffye transforme l'atelier expérimental de Meudon (transféré par train à Tarbes) en atelier de construction d'artillerie (appelé Arsenal par les Tarbais). Ainsi, Tarbes devient une ville industrielle et ouvrière mais affirme également sa vocation militaire par la construction des quartiers Larrey, Soult et Reffye.

### XXesiècle
Pendant la Première Guerre mondiale, Tarbes intensifie sa production en artillerie du fait de son positionnement géographique en arrière-pays. Le maréchal Foch, commandant-en-chef de toutes les armées alliées, maréchal de France, de Grande-Bretagne et de Pologne, est né à Tarbes en 1851.
Pendant la Seconde Guerre mondiale, le 11 septembre 1940, Tarbes, située en Zone Libre, accueille l'École de cavalerie de Saumur, dénommée à l'époque "École d'application de la cavalerie et du train". C'est de cette école que sont issus les fameux "Cadets de Saumur" qui se sont illustrés par d’héroïques combats sur la Loire en juin 1940, avec d'autres unités françaises. Elle se réorganisera au Quartier Soult, aujourd'hui occupé par le 35e Régiment d'Artillerie Parachutiste, jusqu'à sa dissolution en novembre 1942. En  effet, le 11 novembre 1942, les Allemands envahissent la zone libre à la suite du débarquement allié en Afrique du Nord. Le 27 novembre 1942, l’Armée d’Armistice est démobilisée. Tarbes étant en zone libre, désormais envahie, l'École est dissoute. Durant ces deux années passées à Tarbes, elle formera de nombreux officiers qui rejoindront plus tard les Forces Françaises Libres (FFL). L'École se reconstituera à Saumur (Maine-et-Loire), en 1945, sous l'appellation d’ École d’application de l’arme blindée et de la cavalerie devenue, en 2009, l'École de cavalerie (de Saumur). Le choix de Tarbes, en 1940, est lié à l'important Haras national de la ville et au "cheval tarbais" (aussi appelé cheval Navarrin) qui fut traditionnellement le cheval de la cavalerie française. Ce lien avec la cavalerie se retrouve, aujourd'hui encore, avec l'implantation à Tarbes, depuis 1961, du 1er régiment de Hussards Parachutistes, l'unique régiment français de cavalerie parachutiste, composé de blindés légers aérotransportables.
C'est aussi à Tarbes, le 2 octobre 1945, que le brigadier Mike Calvert, commandant les commandos SAS ("Special Air Service") britanniques , transfère les 3e et 4e régiments SAS, composés de volontaires français libres, de l'armée britannique à l'armée française.  En effet, contrairement à une idée répandue, à la fin de la guerre, les SAS, sous commandement britannique, comprenaient deux régiments britanniques (1er et 2e SAS), deux régiments français (3e et 4e SAS) et un régiment belge (5e SAS). Sur les 215 premiers engagés SAS français en 1942, seuls 22 étaient encore vivants en 1945. Le 3e SAS devint le 3e régiment de chasseurs parachutistes (3e RCP) , le 4e SAS devint le 2e régiment de chasseurs parachutistes (2e RCP).  Le général Mike Calvert se félicitera que, lors de l'opération "Amherst" en Hollande (1945),  les SAS Français aient « empêtré l’ennemi dans un filet ». « Malheureusement, les Canadiens furent très lents à traverser l’IJssel, et certains Français ne furent récupérés qu’au bout de 14 jours, ajoutera-t-il. La Hollande a une très grande dette vis-à-vis des SAS français qui ont évité la destruction de leur pays. Les Français ont eu 33 tués mais ils ont sûrement sauvé la vie de milliers de Hollandais. »

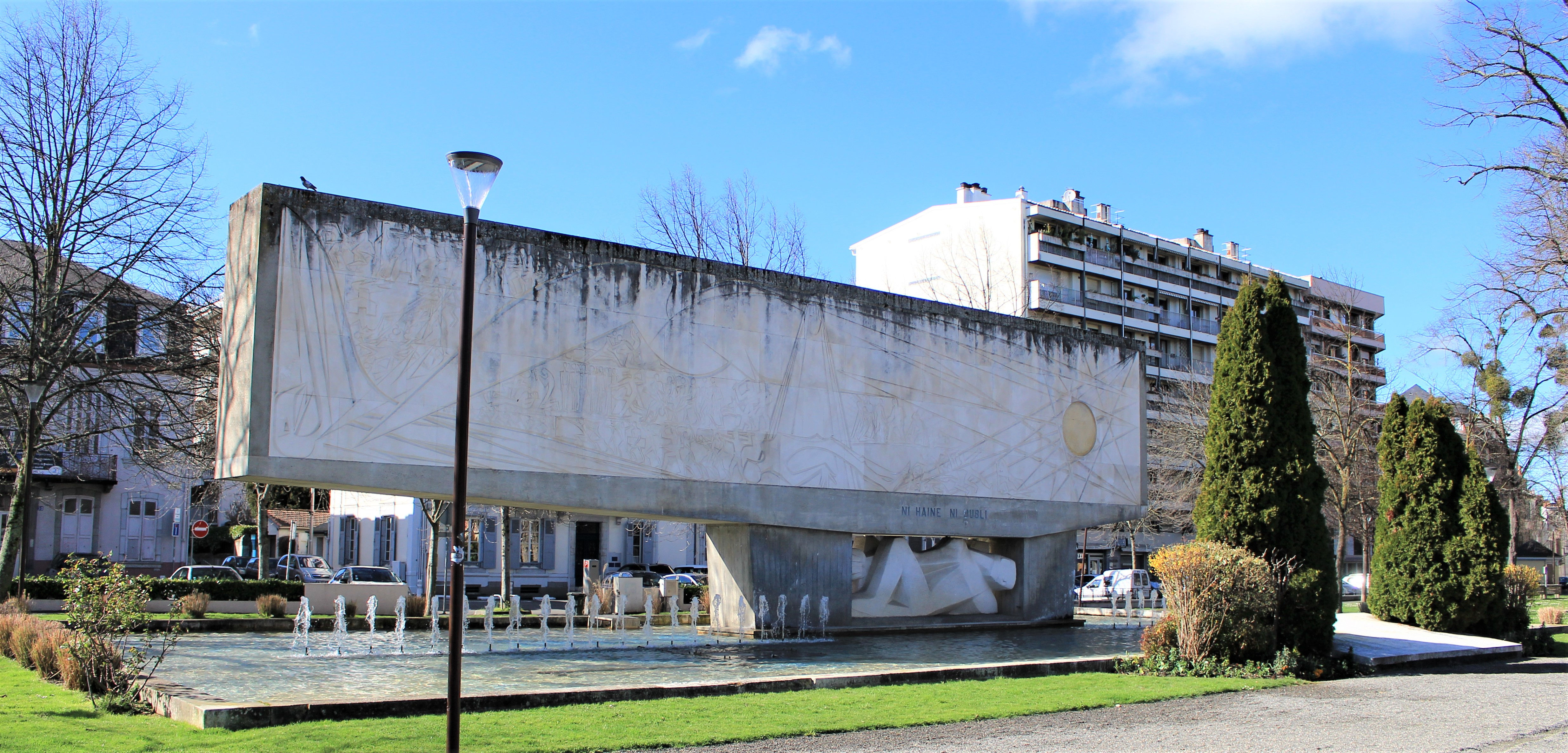
Mémorial des martyrs de la déportation.

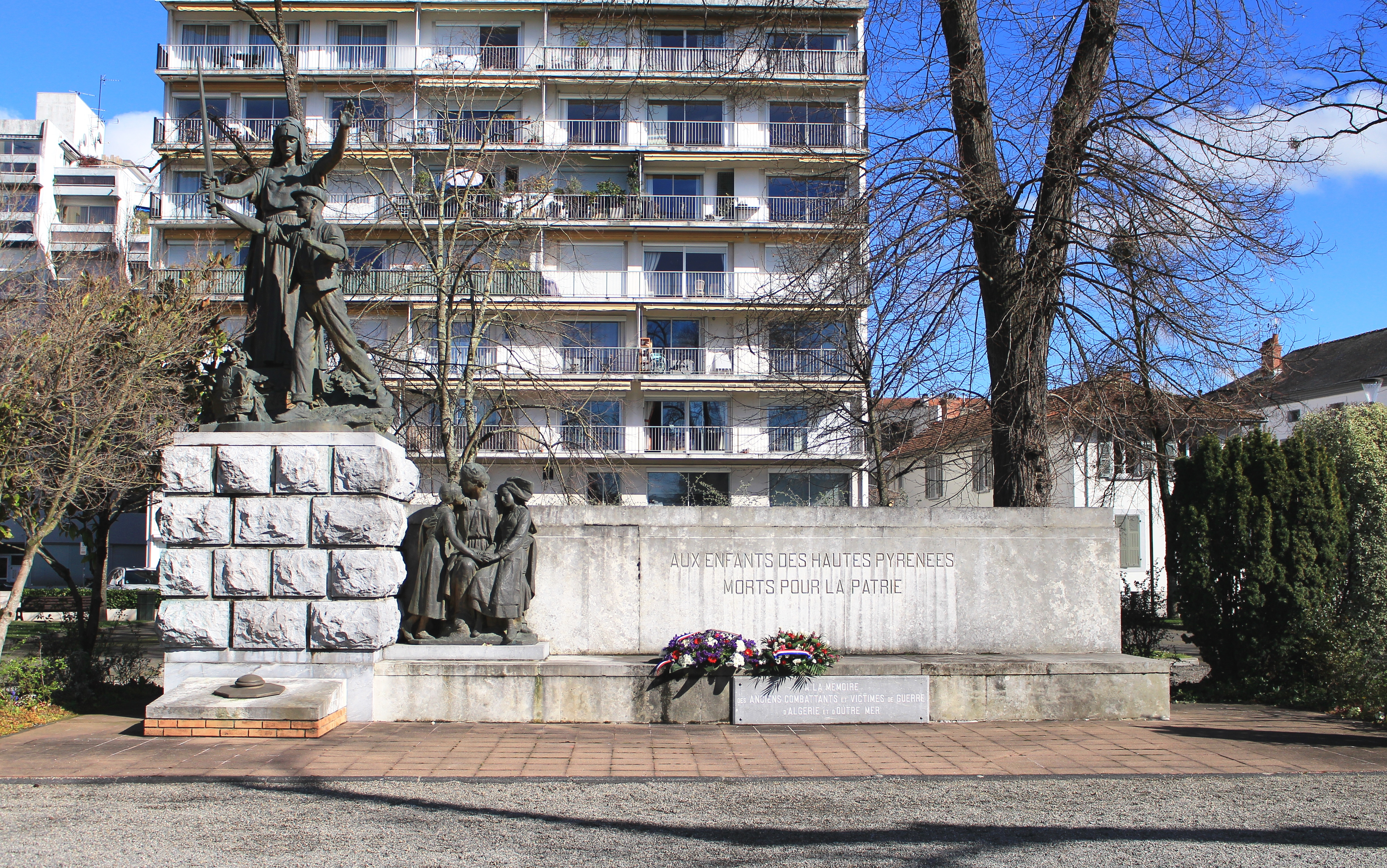
Monument aux morts des Hautes-Pyrénées.

La Résistance civile fait également partie du quotidien de la ville de Tarbes, à qui la Croix deguerre a été attribuée. D'ailleurs, Maurice Trélut, maire "modéré" de Tarbes de 1935 à 1944, est mort déporté à Buchenwald pour avoir aidé de nombreux juifs, avec la complicité active des religieuses et du directeur de l'hôpital de la ville. Maurice Trélut a été reconnu " juste parmi les nations" par l'État d'Israël. Son nom est gravé sur le mur d'honneur du mémorial de Yad Vashem.
Après le retour de la paix, l'industrie est diversifiée, et on constate une expansion de la démographie, jusque dans les années 1980. L'Arsenal a progressivement disparu au fil des restructurations liées, notamment, à la disparition de l'URSS.
Cependant, Tarbes demeure une ville à fort caractère militaire avec la présence de ses deux régiments parachutistes: le 1er Régiment de Hussards Parachutistes (1er RHP)  et le 35e Régiment d'Artillerie Parachutiste (35e RAP). régulièrement sollicités pour participer aux opérations extérieures (Opex).

### XXIesiècle
Aujourd'hui, Tarbes est devenue une ville universitaire dont l'activité principale relève désormais du secteur tertiaire. En effet, l'Arsenal, principale activité industrielle de la ville (3 150 salariés en 1987), a été fermé dans le cadre de la restructuration de l'industrie de défense. Le site a fait l'objet d'un réaménagement pour accueillir des activités industrielles et tertiaires. La ville a été fortement affectée, sur les plans économique et démographique, par cette fermeture non compensée par l'État.

## Politique et administration

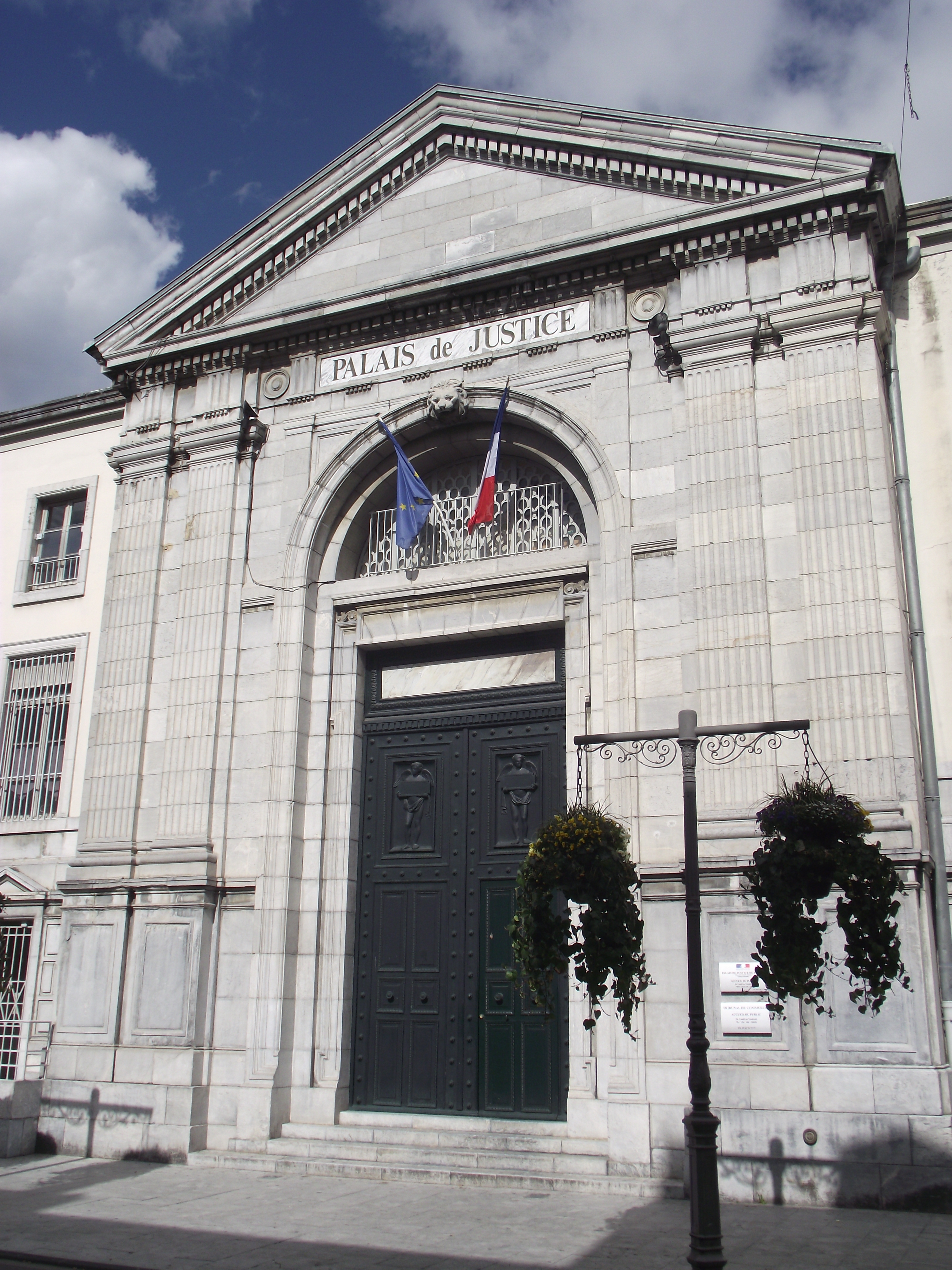
Tribunal de grande instance de Tarbes.

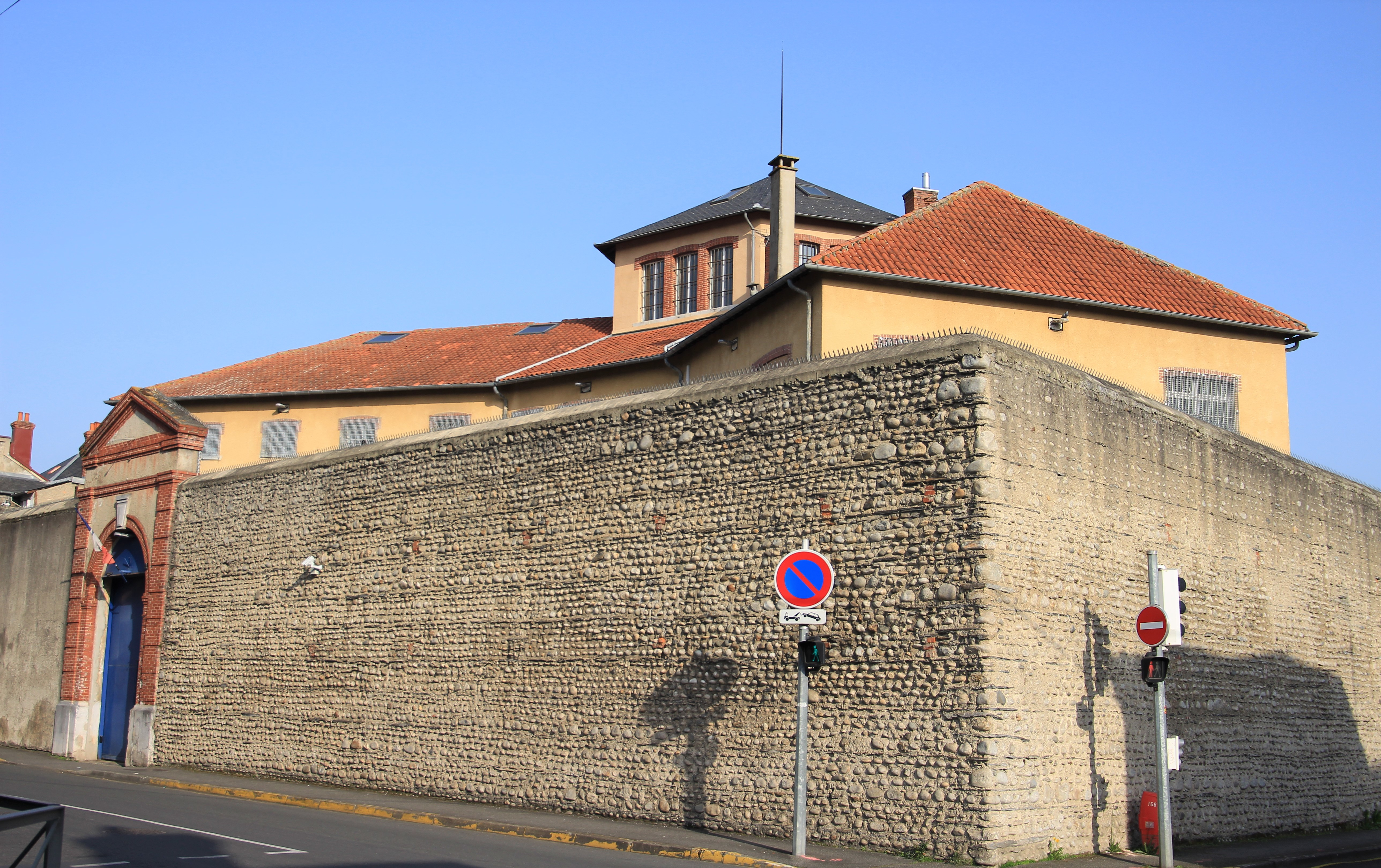
Maison d'arrêt.

Tarbes est le chef-lieu du département des Hautes-Pyrénées et concentre divers services publics dont le Tribunal de grand instance, une succursale de la Banque de France, la Chambre de Commerce et d'Industrie locale, la Chambre de métiers et de l'artisanat et des services...
En 2016, la commune de Tarbes a été récompensée par le label « Ville Internet @@@@ » pour la 6e fois consécutive.

### Tendances politiques et résultats
L’histoire municipale de Tarbes sous la Ve République a été marquée par plusieurs alternances.
À l’occasion des élections de 1959, le maire socialiste sortant, Marcel Billières, est victime de la bonne tenue du Parti communiste mais surtout de la poussée de la droite, qui parvient à s’emparer de la mairie avec l’élection de Paul Boyrie. Ce dernier est confortablement réélu en 1965 (58,4 %) et 1971 (55,2 %). Mais son décès brutal à quelques semaines des élections de 1977 sème la confusion dans les rangs de la majorité sortante.
Lors de ce scrutin, le communiste Paul Chastellain l’emporte dès le premier tour (50,6 %), à la tête d’une liste d’union de la gauche. Il est réélu en 1983 avec 54,8 % face à Jean Journé (UDF-RPR), mais est emporté par une crise cardiaque pendant le dépouillement. Raymond Erraçarret (PCF) est alors élu maire par le conseil municipal. Le nouvel édile retrouve son fauteuil en 1989 avec 54,1 % face à Jean Journé (UDF-RPR), puis de façon plus étriquée (51,3 %) en 1995, face à Gérard Trémège (UDF-RPR).
2001 marque alors une nouvelle alternance : Gérard Trémège, après une fusion des listes DL-UDF et RPR, devient maire avec 50,1 % des suffrages (26 voix d'avance) ; il est réélu le 17 mars 2008 sous l'étiquette UMP-Parti Radical « valoisien » avec cette fois-ci 54,3 % (1 705 voix d'avance sur Jean Glavany) et de nouveau le 23 mars 2014, cette fois-ci dès le premier tour avec 52,95 % des suffrages.

### Liste des maires
| Période      | Période                      | Identité              | Étiquette       | Qualité |
| ------------ | ---------------------------- | --------------------- | --------------- | --- |
| octobre 1944 | mars 1948                    | Pierre Cohou          | SE              | |
| mars 1948    | mai 1953                     | Pierre Bruzaud-Grille | MRP             | Médecin |
| mai 1953     | juillet 1953                 | Raymond Peyrès        | PCF             | Ajusteur-outilleur |
| juillet 1953 | mars 1959                    | Marcel Billières      | SFIO            | Directeur du centre hospitalier de Tarbes Conseiller général du canton de Tarbes-Nord (1958 → 1964) |
| mars 1959    | février 1977 (décès)         | Paul Boyrie           | RI              | |
| mars 1977    | mars 1983 (décès)            | Paul Chastellain      | PCF             | Ancien ouvrier ajusteur à l'Arsenal Conseiller général du canton de Tarbes-Nord (1964 → 1973) Conseiller général du canton de Tarbes-3 (1973 → 1983)                                                                                             |
| mars 1983    | mars 2001                    | Raymond Erraçarret    | PCF             | Instituteur Conseiller général du canton de Tarbes-1 (1979 → 1985) Conseiller général du canton de Tarbes-3 (1988 → 2001) |
| mars 2001    | En cours (au 3 juillet 2020) | Gérard Trémège        | UDF puis UMP-LR | Dirigeant d'une société d'expertise comptable Conseiller régional de Midi-Pyrénées puis d'Occitanie (2004 → 2020) Président (2008 → 2014) puis vice-président du Grand Tarbes (2014 → 2017) Président de la CA Tarbes Lourdes Pyrénées (2017 → ) |

### Cantons
Tarbes est le chef-lieu de trois cantons (ne regroupant que des quartiers de Tarbes), eux-mêmes répartis sur les deux circonscriptions électorales des Hautes-Pyrénées : les cantons I et III dans la première, et le canton II dans la seconde :
- le canton de Tarbes-1 - 13 513 habitants ;
- le canton de Tarbes-2 - 13 595 habitants ;
- le canton de Tarbes-3 - 9 443 habitants ;

Avant le redécoupage cantonal de 2014 en France, Tarbes comprenait deux autres cantons :
- le canton de Tarbes-4 - 8 946 habitants (dans la 1re circonscription) ;
- le canton de Tarbes-5 - 8 669 habitants (dans la 2e circonscription).

### Intercommunalité
Depuis le 1er janvier 2017, Tarbes a intégré la communauté d'agglomération Tarbes-Lourdes-Pyrénées d'environ 125 000 habitants, ce qui en fait la 5e de la région Occitanie / Pyrénées-Méditerranée.

### Jumelages
| Ville | Ville                          | Pays | Pays      | Période                |
| ----- | ------------------------------ | ---- | --------- | ---------------------- |
|       | Altenkirchen (Westerwald)      |      | Allemagne | depuis le 24 juin 1972 |
|       | Huesca                         |      | Espagne   | depuis le 7 mai 1964   |
|       | Ville fusionnée d'Altenkirchen |      | Allemagne |                        |

Blason de Huesca.
Blason d’Altenkirchen.

## Équipements et services publics

### Espaces publics

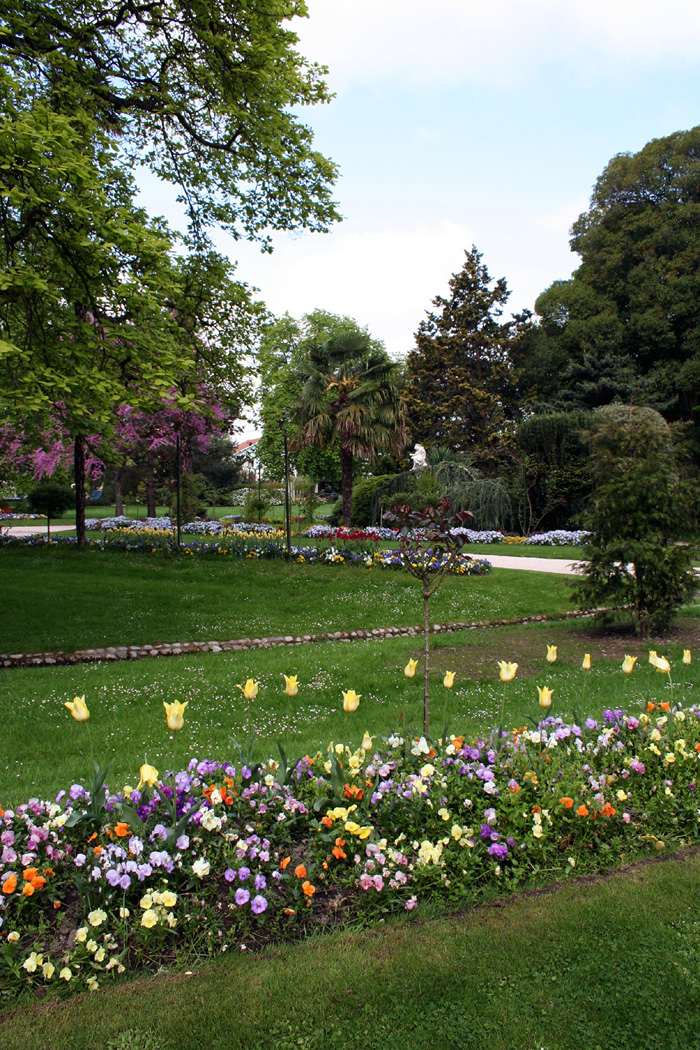
Jardin Massey.

Tarbes est une ville verte. Avec une surface totale d'espaces verts de 83 hectares, elle permet d'apporter par habitant une surface moyenne de 19,30 m2 d'espaces verts.
Tarbes a obtenu sa quatrième fleur en 2002 dans le cadre du concours des villes et villages fleuris et cherche à conserver cette distinction. Tarbes a également obtenu le Grand-Prix national de fleurissement
Elle s'honore de plusieurs parcs arborés et fleuris.

#### Jardin Massey

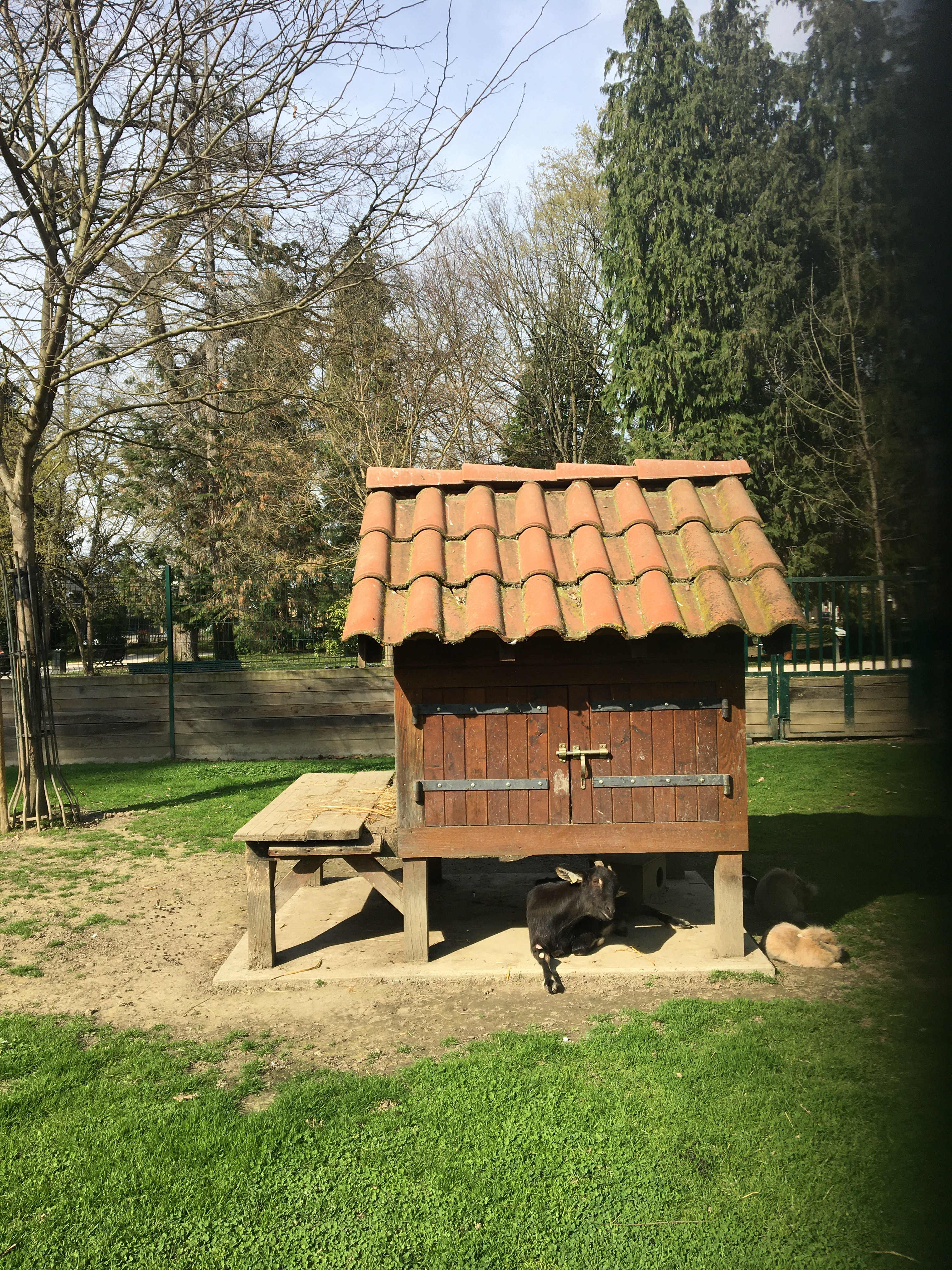
Mini-ferme du jardin Massey.

Classé « Jardin remarquable » par le ministère de la Culture, le Jardin Massey couvre plus de 11 hectares et offre une oasis de verdure en plein cœur de la ville. Il abrite de nombreuses variétés d'arbres. Son concepteur, le botaniste Placide Massey, né (1777) et mort (1853) à Tarbes, fut l'intendant des jardins de la Reine Hortense puis le directeur des Parcs de Versailles, Trianon, Sèvres et Saint-Cloud. Le jardin fut légué, ainsi que la grande demeure attenante de style oriental, à la ville de Tarbes par son propriétaire en 1853. Ouvert au public, le jardin abrite des arbres datant des années 1830. On y trouve des essences variées, des conifères et des cèdres. Outre les richesses botaniques, le jardin Massey accueille un musée, le cloître de l'abbaye de Saint-Sever-de-Rustan, l'École Supérieure d'Art de Tarbes, une orangerie, un parc animalier, un kiosque à musique. Selon la saison, il est possible de visiter le Jardin Massey en calèche et en petit train. C'est ainsi un espace de détente privilégié voisin de la salle d'exposition du Carmel, de la médiathèque Louis-Aragon et des courts de tennis du parc Berrens.

#### Parc des Haras
Le parc des Haras, ancien haras national, créé sous Napoléon en 1806 et racheté par la ville en 2016. Ce parc classé de 9 ha, au centre-ville, comprend un certain nombre de bâtiments rénovés. Une activité équestre y est maintenue. Situé au centre-ville, chaque année en été, il accueille Equestria, le festival de la création équestre.

#### Parc Bel-Air

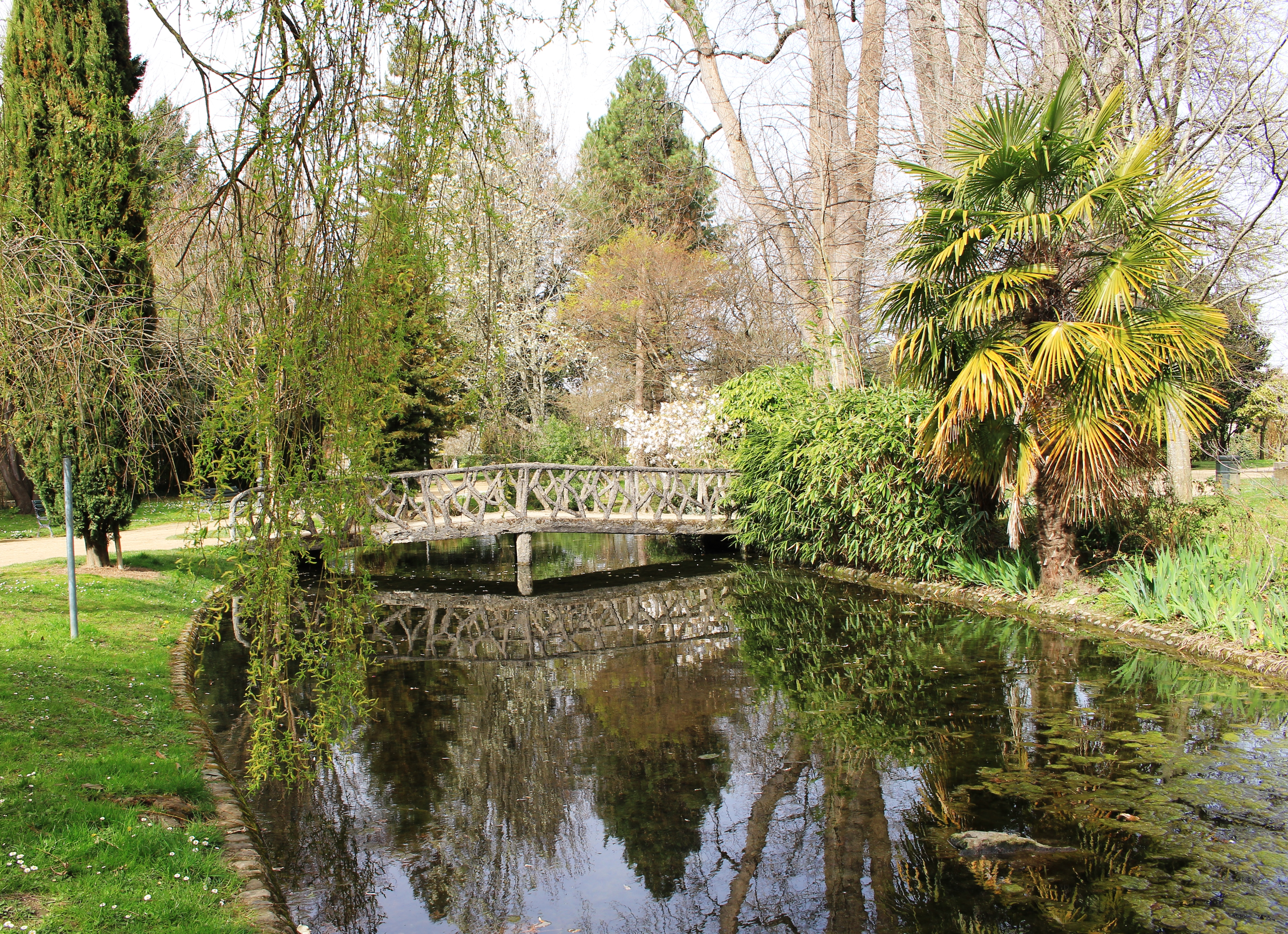
Le parc Bel-Air.

Le parc Bel-Air couvre une surface de 3,5 ha avec une grande pelouse centrale qui dégage de belles perspectives sur les Pyrénées. Il comprend un plan d'eau alimenté par une belle cascade, des aires de jeux pour enfants, des coins repos équipés de bancs. L'ensemble ponctué d'arbres remarquables, est un lieu de quiétude et de promenade très apprécié des usagers. Au centre du parc Bel Air, trône l'ancien château Delong mieux connu aujourd'hui comme étant « la villa Bel Air », devenue centre de loisir pour enfants. Le parc de la Sellerie (1 ha), à l'aspect plus urbain, lui est adossé, séparé par une route.

#### Parc Paul-Chastellain

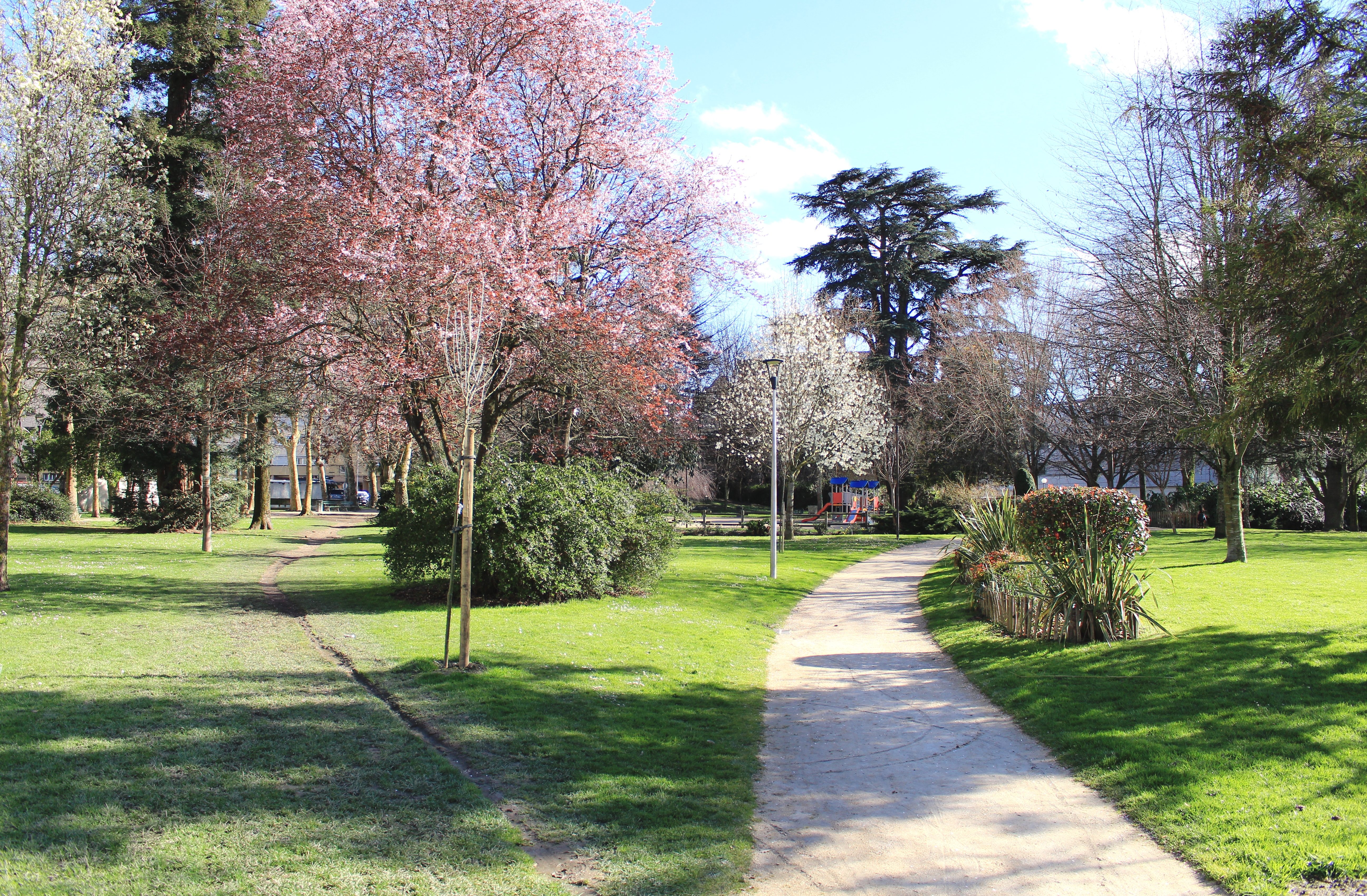
Le parc Paul-Chastellain.

Le parc Paul-Chastellain est un parc paysager de 2,3 ha, créé au milieu du XIXe siècle avec la villa Fould. Il comprend un plan d'eau alimenté par des cascades et de grandes pelouses qui dégagent de belles perspectives sur la villa. Il est traversé par une belle allée cavalière, plantée de platanes, qui reliait autrefois la villa aux écuries situées au sud du parc. De nombreux arbres et glycines centenaires subsistent. Une aire de jeux pour enfants a été aménagée en lisière du plan d'eau. Le parc renferme le siège administratif du parc national des Pyrénées.

#### Parc Raymond-Erraçarret
Le parc Raymond-Erraçarret est un espace vert de 7 ha qui unit la zone universitaire aux quartiers Bastillac et Solazur.

#### Parc des Bois-Blancs
Au sein du quartier de Laubadère, le parc des Bois-Blancs (1,6 ha) est, de même, une création contemporaine. Il comprend cinq îlots symbolisant les cinq continents auquel s'ajoute un îlot central servant à accueillir des manifestations. Des espaces voués au jeu et au sport agrémentent la zone consacrée à l'Europe.

#### Divers

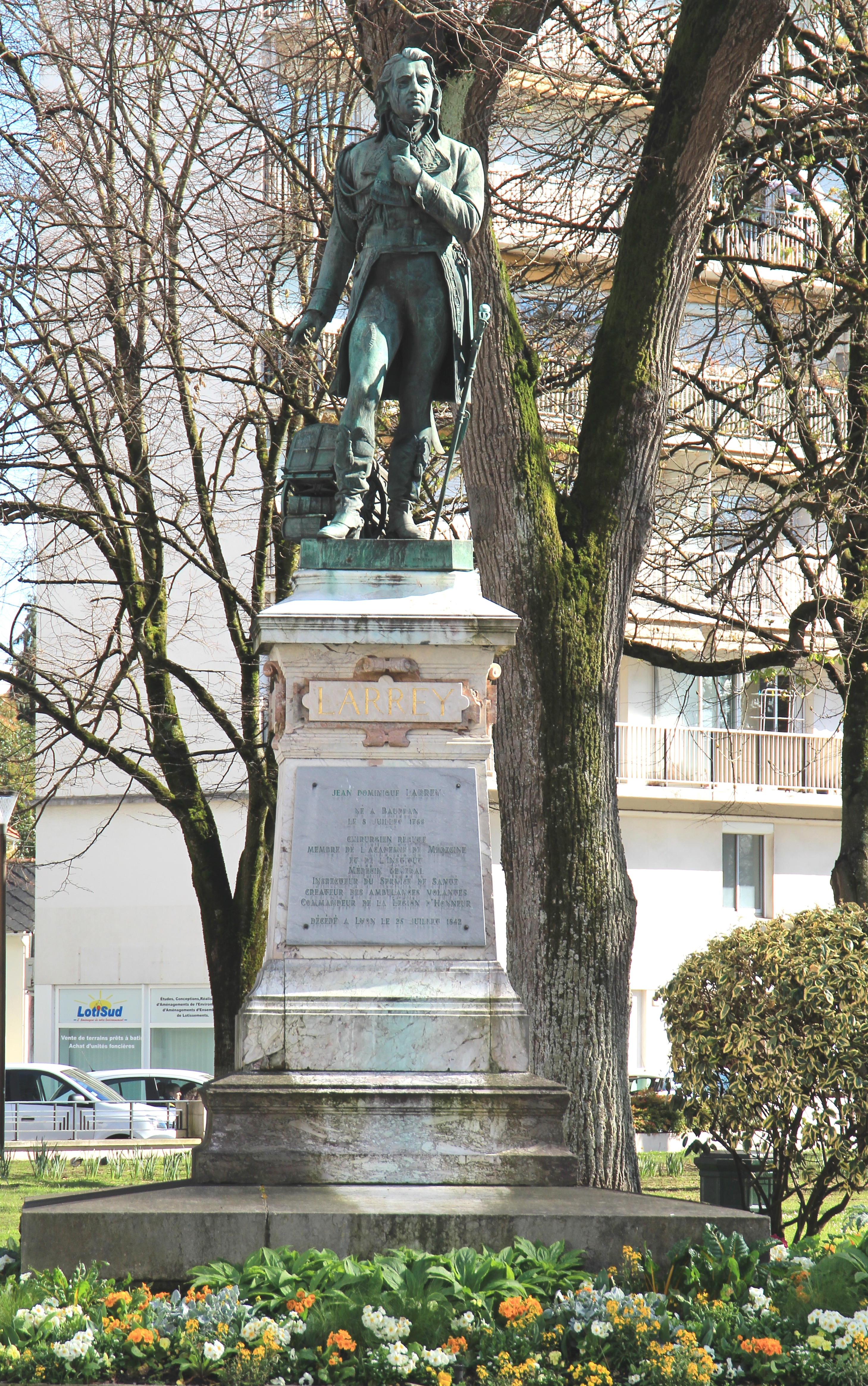
La statue de Larrey.

Le long des verdoyantes et arborées allées Maréchal-Leclerc (1,5 ha) sont rassemblés divers monuments commémorant les deux guerres mondiales dont la statue équestre du maréchal Foch, né à Tarbes. On y trouve aussi une statue de Dominique-Jean Larrey (1766-1842), né à Beaudéan (Hautes-Pyrénées), à une trentaine de kilomètres de Tarbes. Ce médecin et chirurgien militaire bigourdan, baron d'Empire est le père de la médecine d'urgence. Napoléon le qualifiait dans son testament d' « homme le plus vertueux que j'aie connu ». Le nom de Dominique Larrey est inscrit sur le pilier sud de l'Arc de Triomphe de l'Étoile, à Paris.
Le chemin des berges de l'Adour, encore appelé CaminAdour, constitue un espace de promenade de 11 ha, aménagé, très apprécié des Tarbais. Il est équipé d'un parcours sportif,

### Enseignement

#### Établissements scolaires publics et privés sous-contrat

##### Écoles maternelles
Pour le premier degré d'éducation, Tarbes possède 19 écoles maternelles : 15 publiques et 4 privées.

##### Écoles primaires
Tarbes dispose également de 16 écoles primaires : 12 publiques et 4 privées.

##### Collèges
Pour l'enseignement secondaire, Tarbes dénombre 6 collèges publics ainsi que 2 collèges privés.

##### Lycées
Le second cycle du second degré est assuré par 6 lycées publics et 4 lycées privés.

#### Établissements d'enseignement supérieur - Pôle universitaire
Tarbes dispose d'un important pôle universitaire. Outre les nombreuses offres débouchant sur un brevet de technicien supérieur (BTS), et les classes préparatoires aux grandes écoles (CPGE) proposées par les lycées publics et privés, Tarbes accueille plusieurs établissements d'enseignement supérieur, situés pour la plupart sur le campus implanté face aux Pyrénées. Compte tenu de sa situation géographique, à la frontière de deux régions, le pôle universitaire tarbais est lié, à la fois, à l'académie de Bordeaux car il est partie intégrante de l'université de Pau et des pays de l'Adour, et à l'académie de Toulouse puisqu'il comprend aussi des établissements rattachés aux universités : Toulouse-II-Jean-Jaurès (Anciennement Toulouse-Mirail) et Toulouse-III-Paul-Sabatier. Au total, la ville accueille environ 6 000 étudiants.

##### École nationale d'ingénieurs de Tarbes

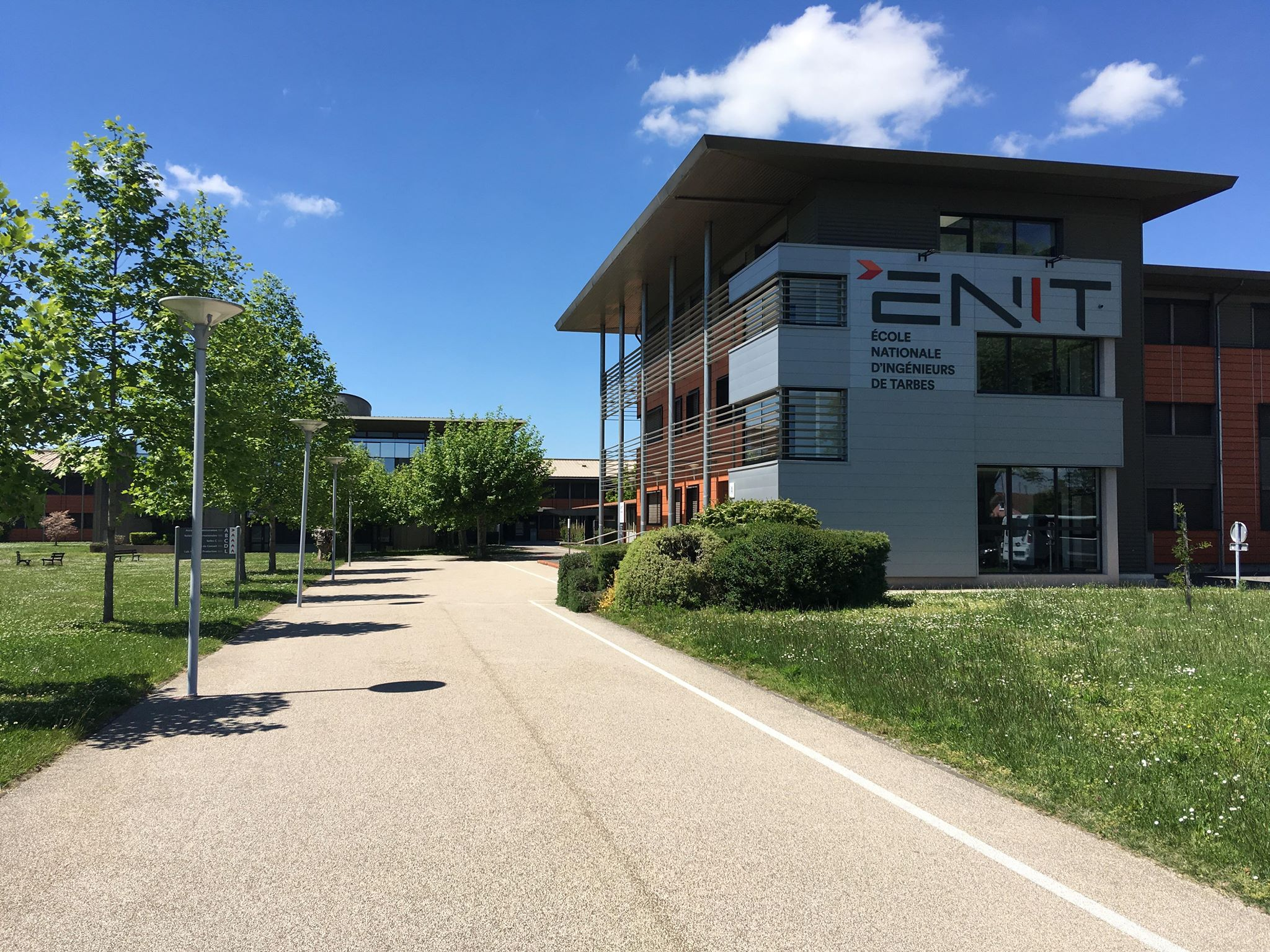
Entrée et bâtiment administratif de l'INP-ENIT.

L'École nationale d'ingénieurs de Tarbes (ENIT) est associée à l'institut national polytechnique de Toulouse. Son projet pédagogique vise à former des ingénieurs polyvalents, du génie mécanique au génie industriel, de forte culture et ouverture, capables de concevoir, de mettre en œuvre et de conduire des systèmes industriels et des équipements de production, dans le respect de l'environnement et de la sécurité.

##### École de gestion et de commerce de Tarbes
L'École de gestion et de commerce est un établissement géré par la chambre de commerce et d'industrie de Tarbes. Elle délivre des bachelors en « Business and Management ».

##### Université Toulouse III-Paul-Sabatier
Différentes structures et formations implantées à Tarbes sont rattachées à l'Université Toulouse-III-Paul-Sabatier (UPS).
Ainsi, l'institut universitaire de technologie de Tarbes, interne à l'UPS, dispense : 6 BUT (bachelor universitaire de technologie) et 12 licences professionnelles dans les domaines du multimédia, de la mécanique, du développement durable, des systèmes électriques, du commerce, de la gestion et du tourisme. Une licence de physique (bac+3) et un master en entrepreneuriat (bac+5) de l'université Toulouse-III-Paul-Sabatier sont également délocalisés à l'IUT de Tarbes,.

##### Institut national supérieur du professorat et de l'éducation
L'institut national supérieur du professorat et de l'éducation (INSPÉ) Toulouse Occitanie-Pyrénées est un établissement, rattaché à l'université Toulouse-Jean-Jaurès, qui forme des enseignants du primaire (master mention métiers de l'enseignement, de l'éducation et de la formation 1er degré). Une mention bilingue occitan est aussi proposée.

#### Université de Pau et des pays de l’Adour (UPPA)
L'université de Pau et des pays de l'Adour (UPPA) a délocalisé son département de Sciences et Techniques des Activités Physiques et Sportives (STAPS) à Tarbes. Elle propose quatre parcours de licences mention STAPS, un master mention STAPS, un master mention métiers de l'enseignement, de l'éducation et de la formation 2d degré en éducation physique et sportive ainsi qu'un diplôme d'université renforcement préparation CAPEPS.

##### École supérieure d’art des Pyrénées - Tarbes
Née de la réunion des écoles d'art de Tarbes et Pau, l’École supérieure d'art et de design des Pyrénées est un établissement public d’enseignement supérieur artistique dont les études conduisent à des diplômes nationaux. À Tarbes, sont proposés : le certificat d'études d'arts plastiques (CEAP) en 2 ans, le diplôme national d'arts (DNA) de niveau licence et le diplôme national supérieur d'expression plastique (DNSEP), mention art (céramique) de niveau master.

##### Institut de formation en pédagogie musicale (IFPM) et école Kaddouch & Music
Créé en 1998, à l’initiative du préfet Jean Dussourd et encouragé par monsieur Joël-René Dupont, inspecteur d'académie, cet établissement privé collabore avec de nombreuses universités et écoles prestigieuses en France et dans le monde (Université d'Oxford, Université Paris Descartes, ENS, Neurospin, INSERM, Royal Academy de Stockholm, Sibélius Academy d'Helsinki, Conservatoire de Lausanne, Neuchâtel, Genève...). On y enseigne la pédagogie de Robert Kaddouch auprès des professeurs du monde entier, et on y dispense un enseignement musical à des élèves de tout âge dont les plus jeunes sont des bébés. L'initiateur, Robert Kaddouch, a été proclamé citoyen d'honneur, par le maire, Gérard Trémège, le 12 juillet 2016, puis chevalier des Arts et des Lettres le 18 mai 2018. L'école Kaddouch & Music Tarbes a fait naître la pédagogie Kaddouch, elle est l'école-mère avant celle de Pau et Paris, modèle des cours Kaddouch Clermont Ferrand, Toulouse, Neuchâtel (Suisse).

#### Recherche
La recherche au sein du pôle universitaire tarbais s'articule autour de diverses domaines : mécanique, matériaux et énergétique, électronique, automatique et systèmes, psychologie et sociologie, information-communication, économie-gestion, activité physique et sport, santé publique, informatique et mathématiques, Univers et environnement. Cette activité se manifeste dans ses 13 laboratoires (ou antennes) et ses 8 plates-formes de recherche, comprenant près de 120 enseignants-chercheurs et chercheurs, ainsi qu'environ 80 doctorants :
| Laboratoires : - CERTOP : centre d'étude et de recherche travail, organisation, pouvoir ; - ICA : institut Clément Ader ; - IRIT : institut de recherche en informatique de Toulouse ; - IMT : institut de mathématiques de Toulouse ; - LABCEEM : laboratoire contraintes électromagnétiques et électronique mobile (antenne de SIAME) ; - LaTEP : laboratoire de thermique, énergétique et procédés ; - LERASS : laboratoire d'études et de recherches appliquées en sciences sociales ; - LGCO : laboratoire gouvernance et contrôle organisationnel ; - LGP : laboratoire génie de production ; - LiSST-CIEU : laboratoire interdisciplinaire solidarités, sociétés, territoires — centre interdisciplinaire d'études urbaines ; - LMDC : laboratoire matériaux et durabilité des constructions ; - MEPS : mouvement, équilibre, performance et santé ; - OMP : observatoire Midi-Pyrénées ; | Plates-formes : - Agromat, halle de transfert en agromatériaux ; - CEF3D : centre d'étude en fabrication additive métallique ; - CIMMES : centre d'ingénierie en mécanique, matériaux et ingénierie du collage, surfaces ; - CRTCI : centre de ressources et de transfert sur les composites innovants ; - CRC-IDCE : centre de ressources et de compétences information, décision et communication en entreprises ; - Métallicadour : centre de transfert de technologies en fabrication haute performance, usinage, robotisation, FSW et autres techniques d'assemblages ; - PRIMES : plate-forme de recherche et d'innovation en mécatronique, énergie et systèmes ; - Technacol : centre de ressources technologiques spécialisé dans l'ingénierie du collage ; |  |

Toutes ces unités sont regroupées par la fédération « structure interdisciplinaire de recherche sur les systèmes, les instruments et leurs usages » (FED SIRYUS - 4144), créée par l'ENIT et le LGP. Sa vocation est de promouvoir les recherches interdisciplinaires.

### Santé

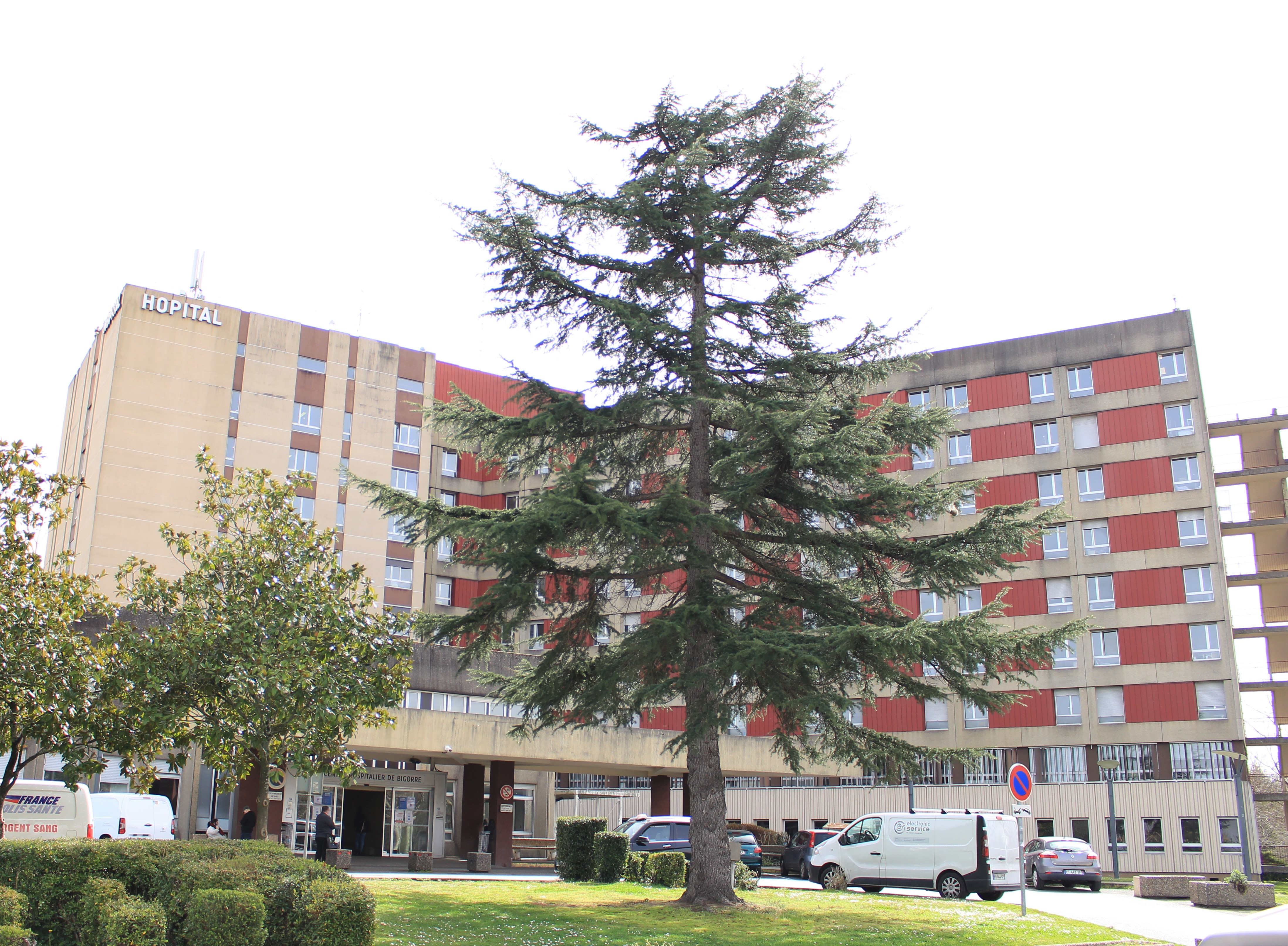
Le centre hospitalier de La Gespe.

La ville dispose également d'un centre hospitalier réparti sur trois sites qui forment le Centre hospitalier intercommunal de Tarbes - Vic-en-Bigorre (CHIC-TV). Le 6 juin 2003, l’établissement change de nom et devient le centre hospitalier de Bigorre (CHB) : un site de court séjour (« La Gespe » à Tarbes) et deux sites gériatriques (« L'Ayguerote » à Tarbes et Vic-en-Bigorre). Le projet du nouvel hôpital ultramoderne est en attente. La polyclinique de l'Ormeau en collaboration avec la clinique Pyrénées-Bigorre constitue le deuxième pôle de santé de Tarbes. Chaque année en octobre, sont organisées les Journées pyrénéennes de gynécologie, de reconnaissance mondiale.

### Culture

#### Musées et salles d'exposition
Le musée Massey est situé, à l'intérieur du Jardin Massey, dans une construction caractéristique de style byzantin et mauresque, copie d'un palais du Caire, dominé par une tour observatoire sur les Pyrénées et le Pic du Midi de Bigorre. Le musée Massey est principalement connu dans le monde pour abriter le Musée International des Hussards, une collection exceptionnelle de 15 000 pièces. Il présente également une riche collection des Beaux Arts.
La salle d'exposition du Carmel lui est complémentaire. Ce lieu de sensibilisation à l'art est un ancien couvent de carmélites datant de 1870.

Musées de Tarbes
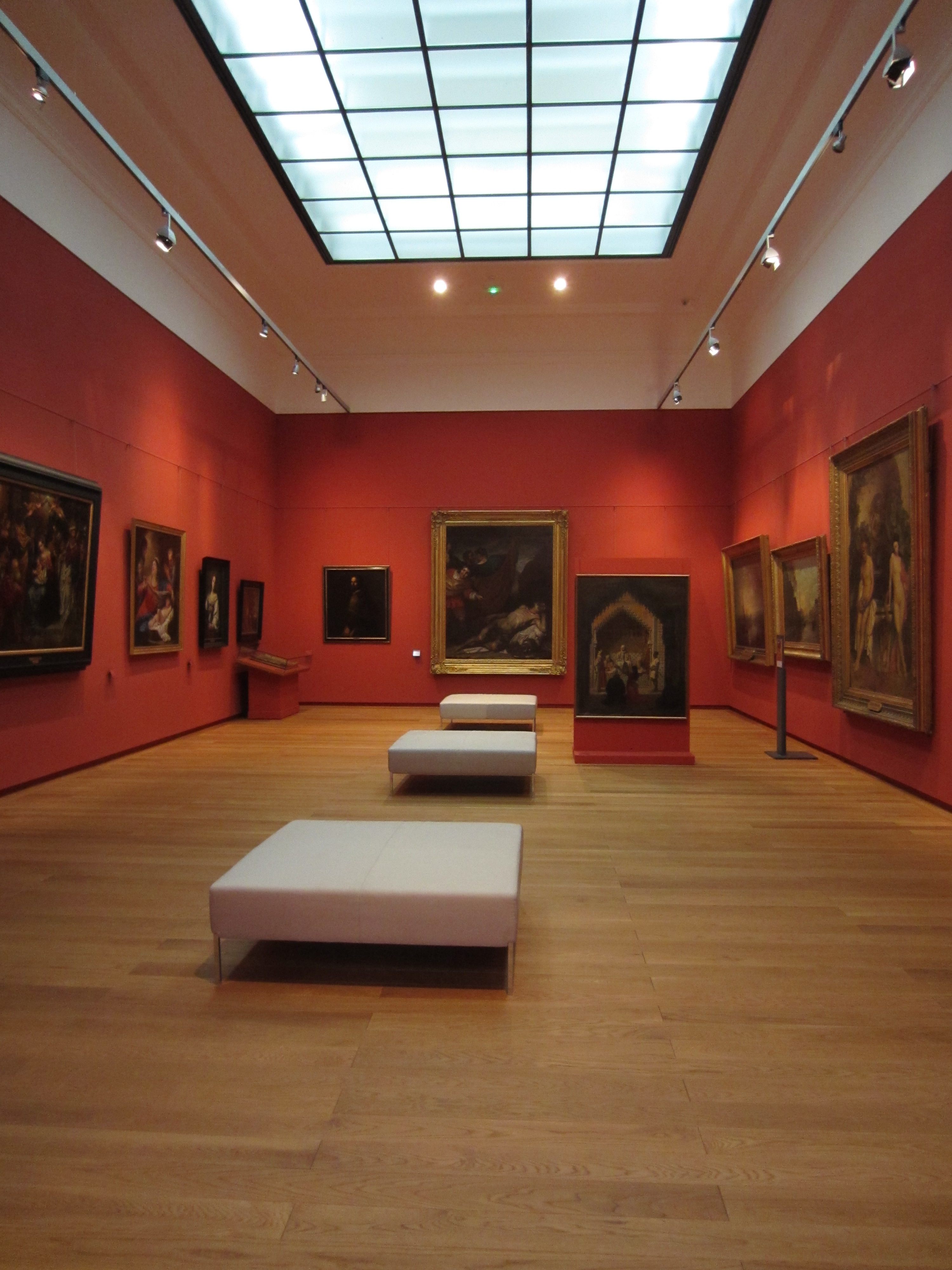
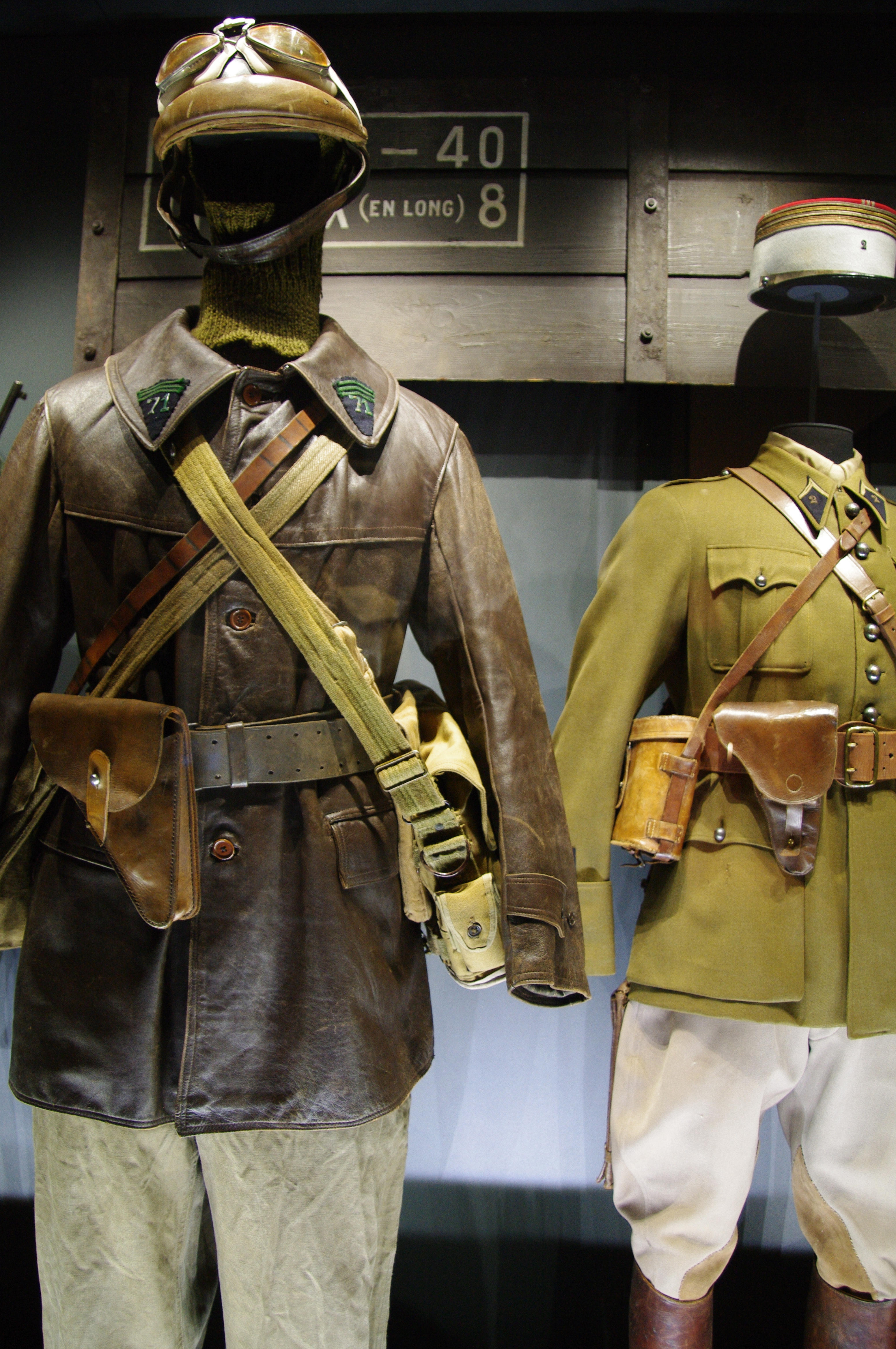
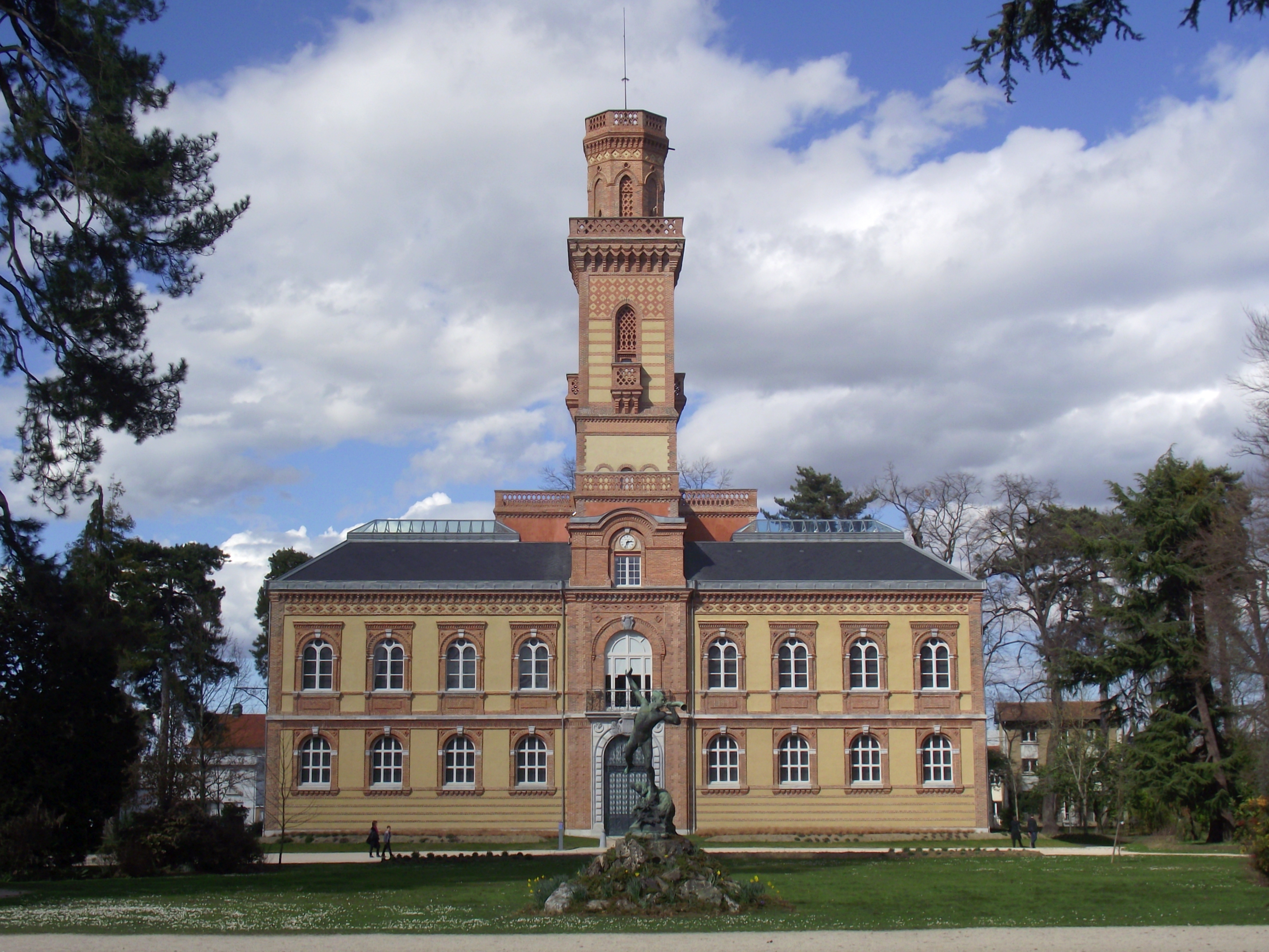
Musée Massey.

Le musée de la Déportation et de la Résistance, inauguré en 1989, est né de la volonté d'associations d'anciens déportés et d'anciens résistants. On peut trouver sur les allées du Général-Leclerc le Monument aux morts des Hautes-Pyrénées et juste en face depuis 1964 le Mémorial des Martyrs de la Déportation.
L'espace muséographique de la Maison du Parc national des Pyrénées évoque la faune et la flore locale.
Au Parc des haras, sont exposés des selles anciennes, des voitures d'attelage, un atelier de maréchal-ferrant...
Dans la maison natale du maréchal Foch, ont été reconstitués sa chambre, son alcôve et son bureau.. On y conserve des objets souvenirs d'origine personnelle et militaire...

#### Salles de spectacles

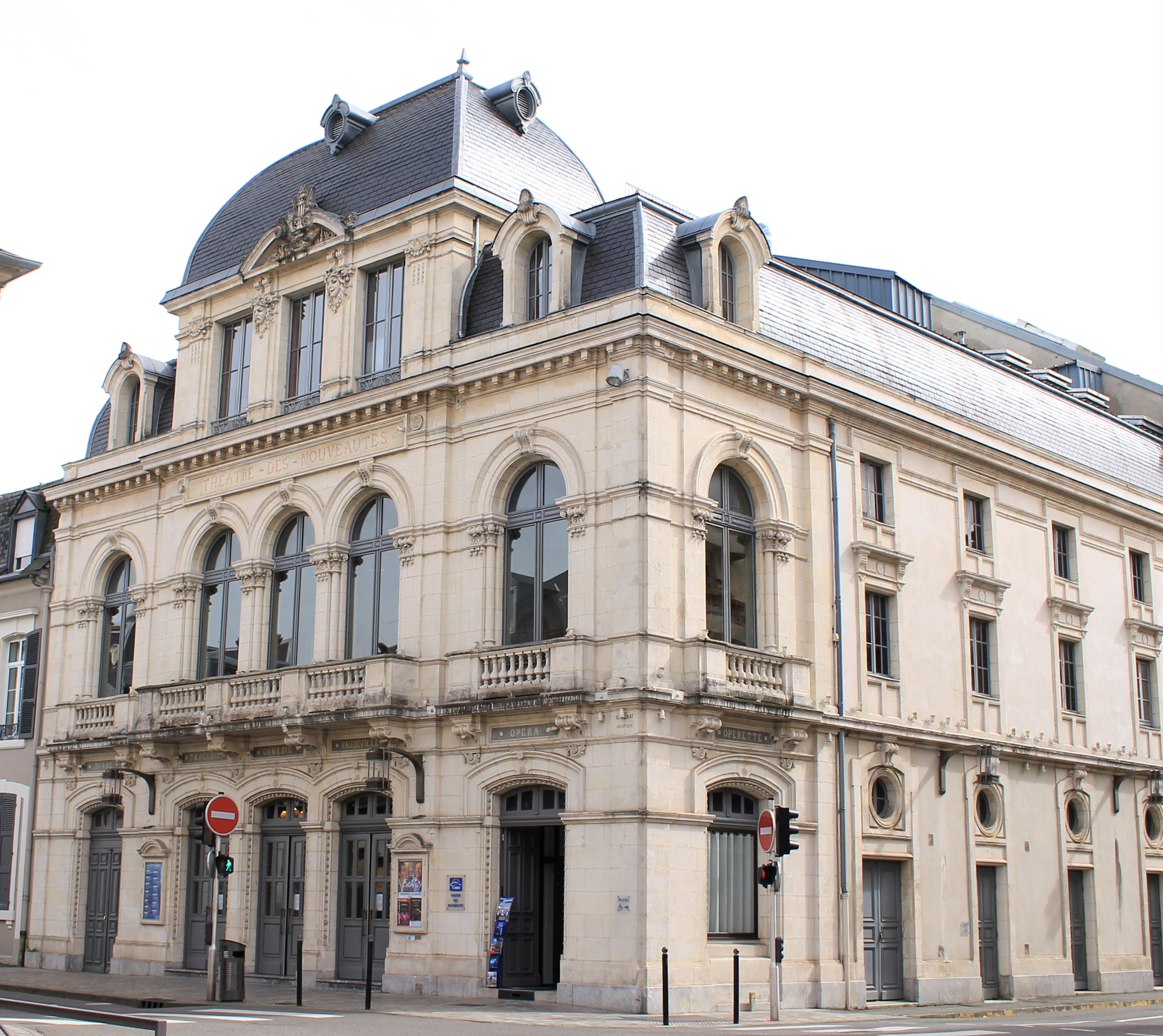
Le Théâtre des Nouveautés.

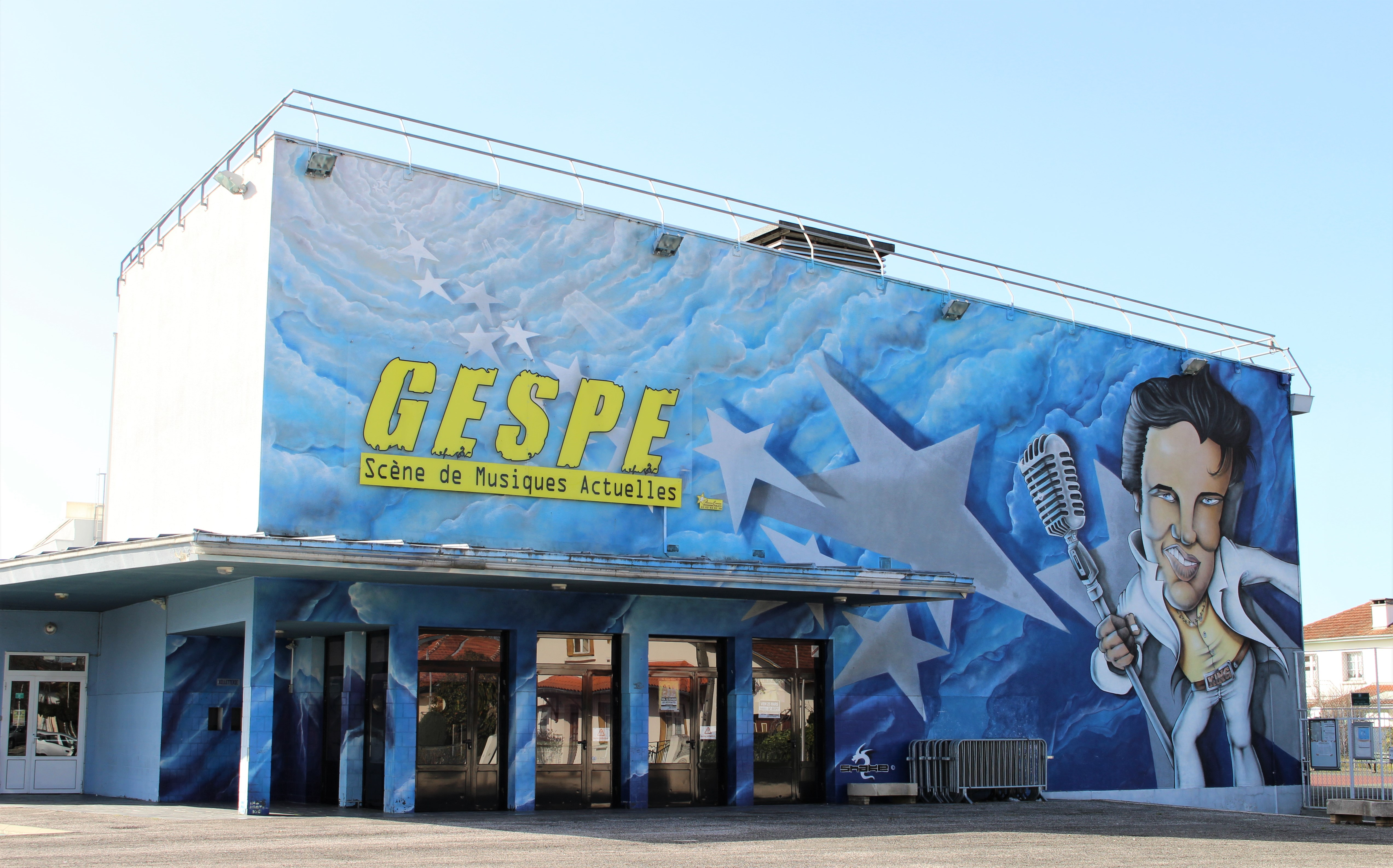
La Salle musicale de La Gespe.

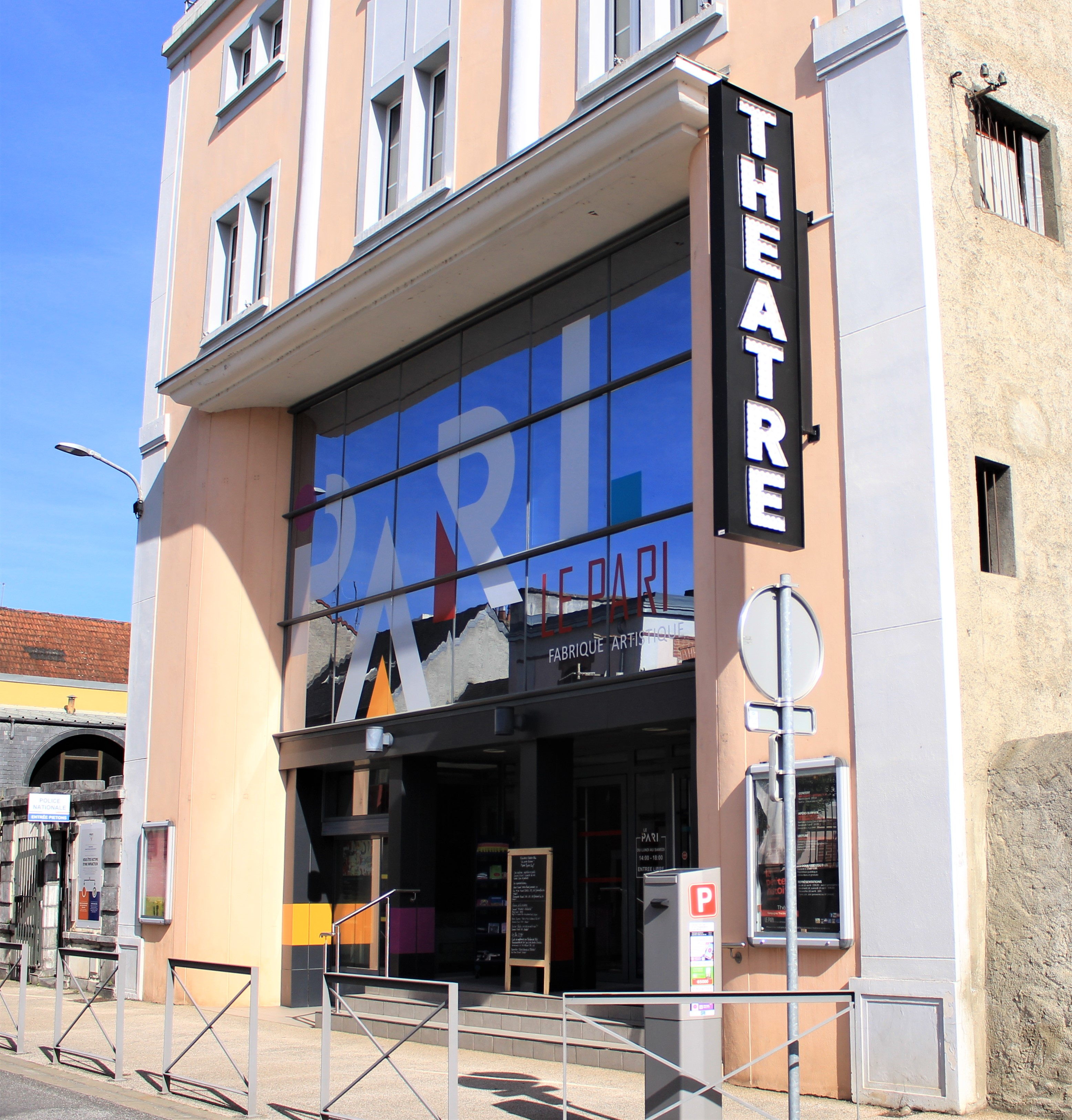
Le théâtre Le Pari.

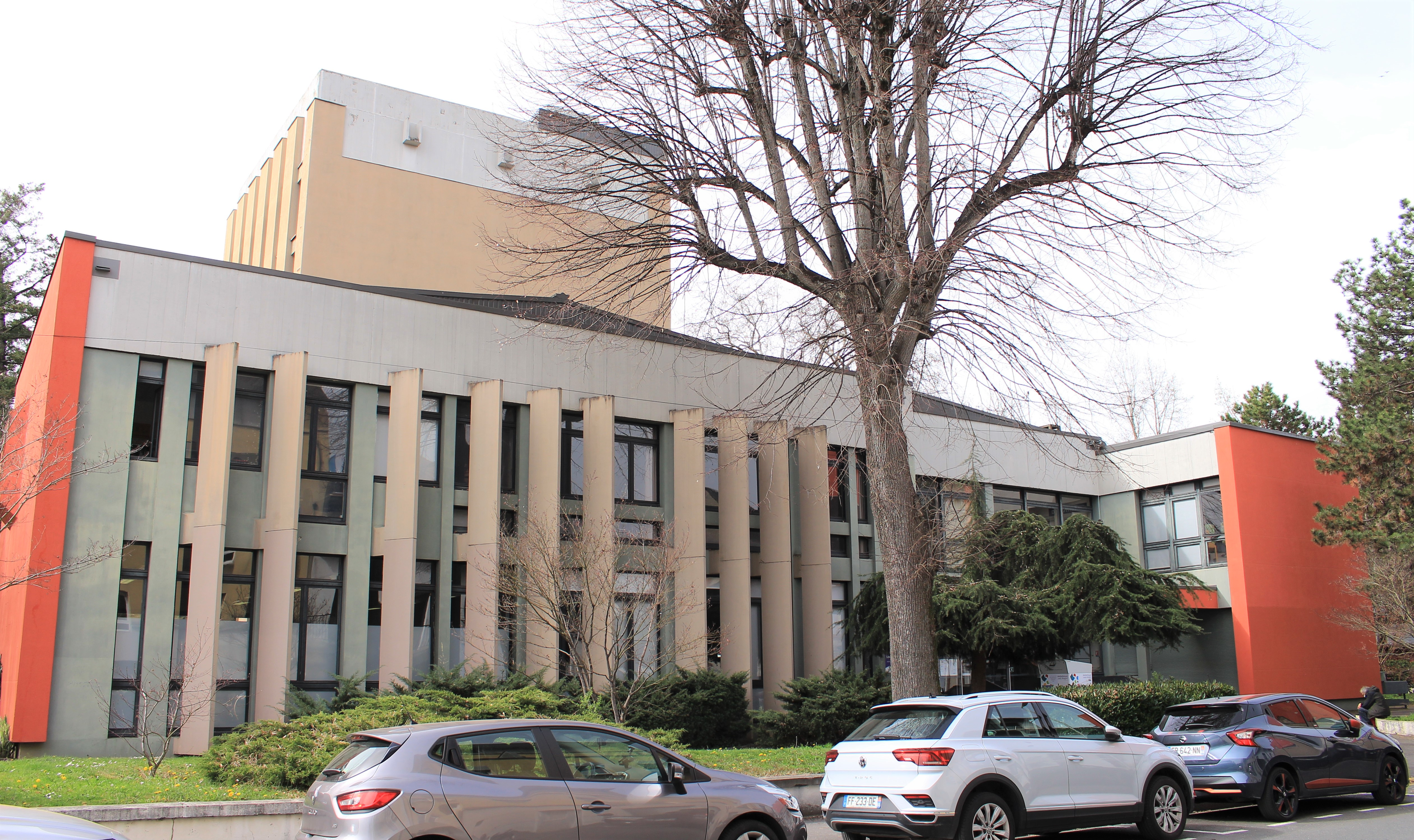
La médiathèque Louis-Aragon.

Tarbes a une vie artistique et culturelle riche. Elle accueille plusieurs structures dédiées à la scène.

##### Le Théâtre des Nouveautés
Le Théâtre des Nouveautés, construit en 1885, est un théâtre à l'italienne, un écrin caractérisé par une séparation distincte entre la scène classique (16 mètres de longueur et 10 de profondeur) et la salle. La fosse d’orchestre et le parterre en forme de rampe permettent une visibilité et une acoustique parfaites. Les 3 balcons en encorbellement sont en forme de fer à cheval. La capacité globale d’environ 588 places en fait une salle conviviale qui donne une proximité entre la scène et le public. La façade et la salle associent des pilastres, des colonnes, des mascarons, des guirlandes de fleurs, des frises grecques qui en font un lieu chargé d’histoire. Le plafond en voûte de la salle de spectacle et la toiture ont été entièrement restaurés en 2009. Dès lors, c’est une fresque représentant Bacchus qui vient parfaire le plafond. Le Théâtre des Nouveautés est aujourd'hui un théâtre municipal.

##### La Gespe
La Gespe est une salle, construite en 1961, à qui le Ministère de la culture a attribué, en 2000, le label Scène De Musiques Actuelles (SMAC). La salle de spectacle a une capacité de 1 000 personnes dont 150 places assises en balcon.

##### Le Pari
Le Pari est destiné exclusivement à la création contemporaine et aux spectacles vivants. Il accueille des artistes ou groupes d’artistes exprimant tous les aspects de la création (danse, musique, théâtre). Le Pari est situé en plein centre-ville et se présente comme un ensemble de trois salles (283 places, 77 places et, pour la salle de répétition, 18 places).

##### Le Parvis
Le Parvis, 750 places, 300 m2 de plateau, est l'une des 75 scènes nationales labellisées par le Ministère de la culture. Il est une structure pluridisciplinaire alliant musique, danse et cinéma, situé en périphérie, au cœur du centre commercial Le Méridien.

##### Le Méga CGR

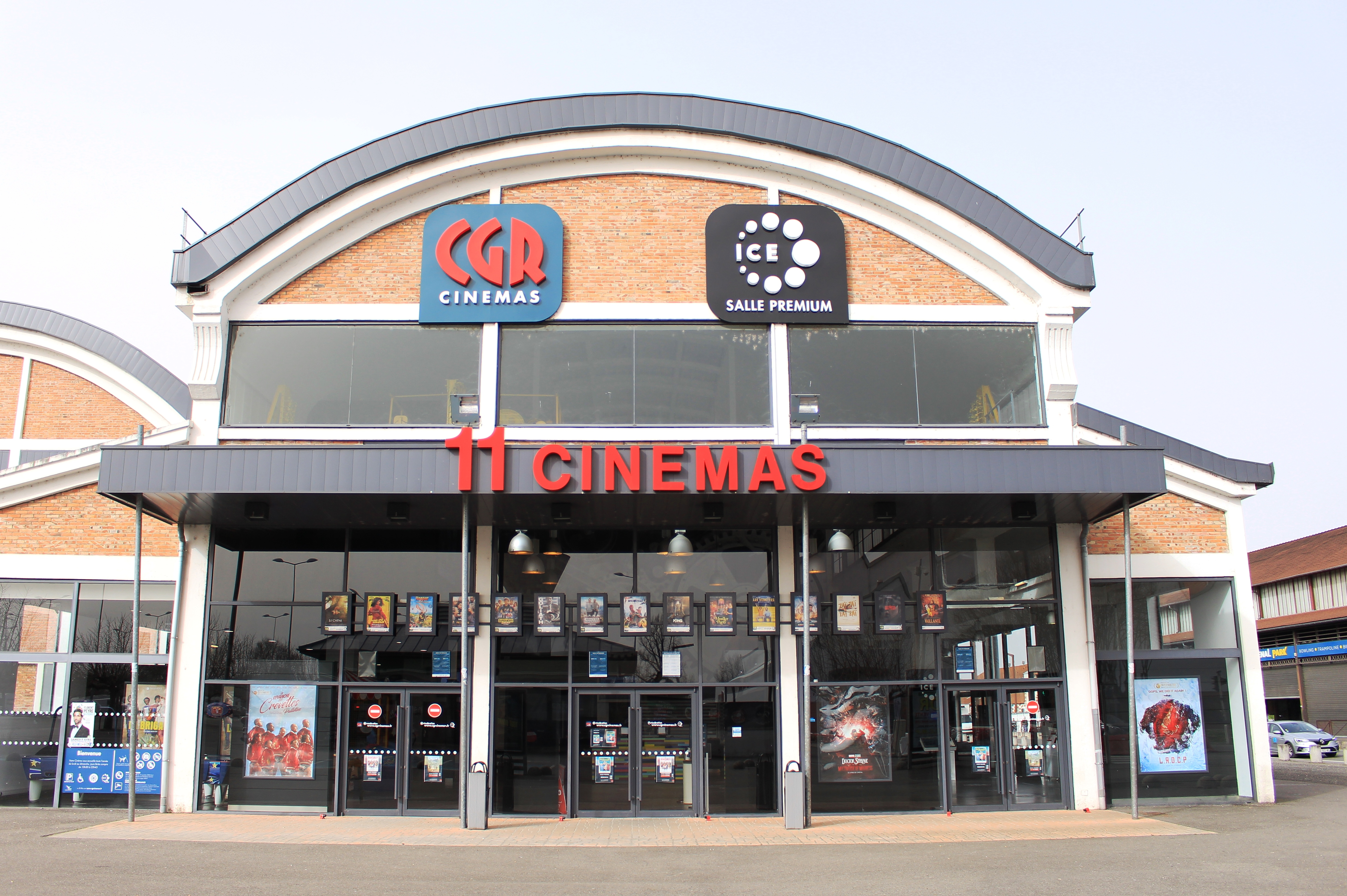
Le Méga CGR.

Le Méga CGR de Tarbes est un cinéma comprenant onze salles « tout-numérique et 3D ». Ouvert depuis 2010, il est situé dans le nouveau quartier de l'Arsenal, à proximité du centre-ville.

#### Culture musicale
Tarbes a une tradition musicale ancienne.
Quelques formations rayonnent bien au-delà du département :
- La Mandolinata[91], qui réunit un orchestre à plectres (mandolines, mandoles, guitares et accompagnée d'une contrebasse) et un ensemble choral à 4 voix au répertoire varié comprenant plus d'une quarantaine de membres, filles et garçons. La Mandolinata de Tarbes fêtera ses 80 ans en 2018 ;
- Vox Bigerri[92], un ensemble de musique vocale originaire de Tarbes et dédié au chant polyphonique traditionnel principalement des Pyrénées et d'Occitanie ;
- Les Chanteurs Pyrénéens de Tarbes[93], qui représentent la tradition du chant orphéonique qui existe à Tarbes depuis 1856 ;
- Boulevard des Airs groupe né sur les bancs du lycée de la ville. Leurs albums sont aujourd'hui certifiés plusieurs fois disque d'or et de platine. En février 2019, ils remportent lors de la 32e cérémonie des Victoires de la musique le trophée de la chanson de l'année avec leur titre Je me dis que toi aussi. Le maire leur remettra quelques jours après la médaille d'or de la ville.

Par ailleurs, différentes écoles de musique s'offrent aux tarbais : notamment le conservatoire départemental Henri Duparc, l'école de musique Jack-Le Bourgeois, l'école Kaddouch.
Un musée du disque vinyle, le dernier disquaire des Pyrénées situé au centre-ville dans la galerie Alhambra, 43 rue Maréchal-Foch. Une exposition permanente d’œuvres basés sur le disque vinyle, des pièces uniques à découvrir.

### Vie militaire

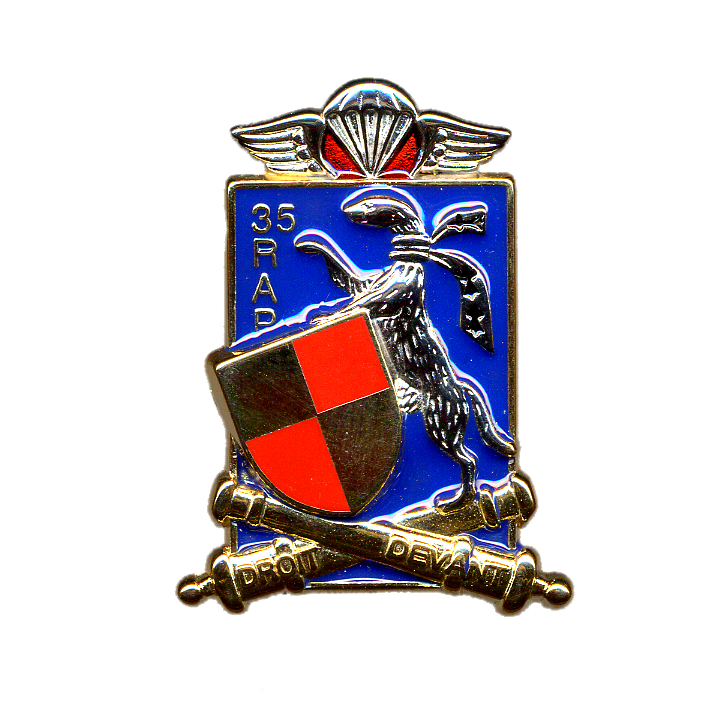
Insigne du 35e régiment d'artillerie parachutiste.

Trois régiments sont localisés à Tarbes lorsque la Première Guerre mondiale éclate : le 14e régiment d’artillerie basé au quartier Soult, le 12e régiment d’infanterie installé au sein de la caserne Reffye ainsi que le 10e Hussard situé au quartier Larrey. À ces corps militaires, s’ajoute la présence du haras national implanté dans le quartier de Foix-Lescun et sur le passage du Pradeau depuis son transfert d’Auch en 1852, de l’École d’artillerie, des services du Génie ainsi que de la sous-intendance et des fourrages.
- Unités militaires ayant été en garnison à Tarbes :
  - 53e régiment d'infanterie, 1871 - 1907
  - 14e régiment d'artillerie de Campagne, (avant) 1906 - 1914
  - 24e régiment d'artillerie, 1906
  - 24e régiment d'artillerie divisionnaire, 1939 - 1940
  - 5e régiment de hussards, 1838 - 1839

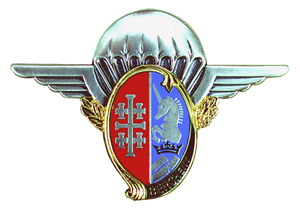
Insigne régimentaire du 1er régiment de hussards parachutistes.

  - 9e régiment de hussards, 1851 - 1856
  - Insigne régimentaire du 1er régiment de hussards parachutistes.1er régiment de hussards, 1858
  - 2e régiment de hussards, 1859 - 1861
  - 10e régiment de hussards, 1901 - 1919
  - 2e régiment de hussards, 1919 - 1940
  - 2e régiment de hussards, 1940 - 1942
  - 2e régiment de hussards, 1944 - 1945
  - 3e compagnie de cavaliers de remonte, (avant) 1906 - 1914
  - 541e groupe vétérinaire
- Unités militaires actuellement en garnison à Tarbes :
  - 35e Régiment d'Artillerie Parachutiste[97], depuis 1947, situé au quartier Soult.
  - 1er Régiment de Hussards Parachutistes[98] depuis 1953, situé au quartier Larrey. Le béret rouge du 1er Régiment de Hussards Parachutistes se particularise par une  "hongroise" (signe distinctif des hussards qui symbolise les rangées de brandebourgs en fil blanc disposées sur le dolman et la pelisse de l'uniforme des hussards de l'Ancien Régime) tissée, placée sous l'insigne métallique des parachutistes métropolitains. Le 1er RHP est la seule unité parachutiste française à porter une hongroise.

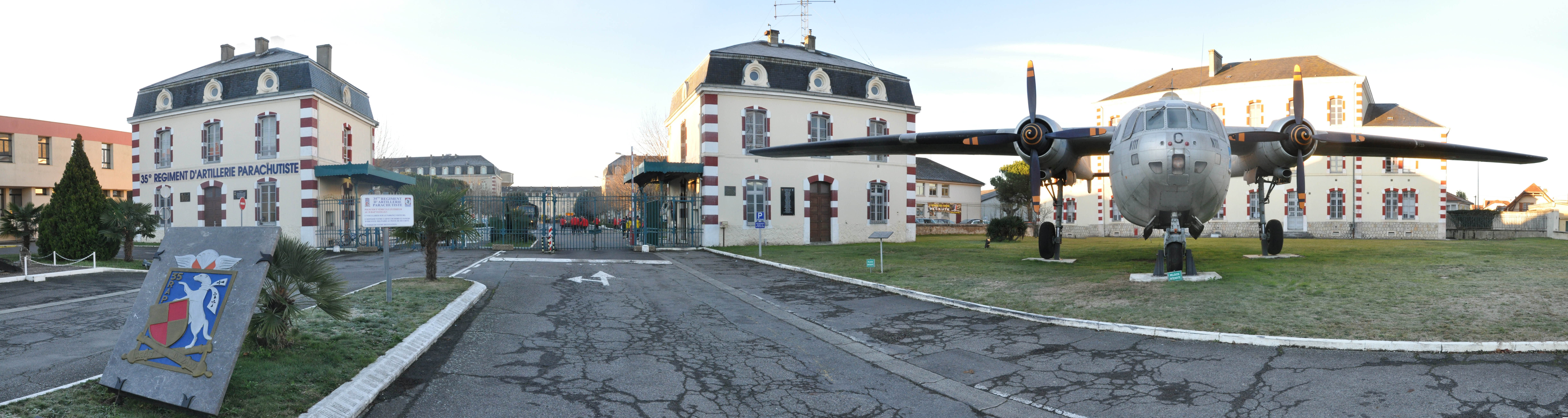

## Population et société

### Démographie

#### Évolution démographique
L'évolution du nombre d'habitants est connue à travers les recensements de la population effectués dans la commune depuis 1793. Pour les communes de plus de 10 000 habitants les recensements ont lieu chaque année à la suite d'une enquête par sondage auprès d'un échantillon d'adresses représentant 8 % de leurs logements, contrairement aux autres communes qui ont un recensement réel tous les cinq ans,.

En 2022, la commune comptait 44 529 habitants, en évolution de +10,44 % par rapport à 2016 (Hautes-Pyrénées : +1,59 %, France hors Mayotte : +2,11 %).
| 1793  | 1800  | 1806  | 1821  | 1831  | 1836   | 1841   | 1846   | 1851   |
| ----- | ----- | ----- | ----- | ----- | ------ | ------ | ------ | ------ |
| 6 213 | 6 777 | 7 934 | 8 035 | 9 706 | 12 630 | 12 425 | 13 321 | 14 004 |

| 1856   | 1861   | 1866   | 1876   | 1881   | 1886   | 1891   | 1896   | 1901   |
| ------ | ------ | ------ | ------ | ------ | ------ | ------ | ------ | ------ |
| 14 743 | 14 768 | 14 658 | 21 293 | 23 273 | 25 146 | 25 087 | 24 197 | 26 055 |

| 1906   | 1911   | 1921   | 1926   | 1931   | 1936   | 1946   | 1954   | 1962   |
| ------ | ------ | ------ | ------ | ------ | ------ | ------ | ------ | ------ |
| 25 869 | 28 615 | 26 535 | 29 856 | 32 374 | 34 749 | 44 854 | 40 242 | 46 600 |

| 1968   | 1975   | 1982   | 1990   | 1999   | 2006   | 2011   | 2016   | 2021   |
| ------ | ------ | ------ | ------ | ------ | ------ | ------ | ------ | ------ |
| 55 375 | 54 897 | 51 422 | 47 566 | 46 275 | 45 433 | 42 888 | 40 318 | 43 955 |

| 2022   | - | - | - | - | - | - | - | - |
| ------ | - | - | - | - | - | - | - | - |
| 44 529 | - | - | - | - | - | - | - | - |

Depuis 2016, Tarbes regagne des habitants.

#### Pyramide des âges
La population de la commune est relativement jeune. En 2018, le taux de personnes d'un âge inférieur à 30 ans s'élève à 38,1 %, soit un taux supérieur à la moyenne départementale (29,0 %). À l'inverse, le taux de personnes d'un âge supérieur à 60 ans (29,6 %) est inférieur au taux départemental (34,2 %).
En 2018, la commune comptait 20 172 hommes pour 22 254 femmes, soit un taux de 52,45 % de femmes, supérieur au taux départemental (51,91 %).
Les pyramides des âges de la commune et du département s'établissent comme suit :
| Hommes | Classe d’âge | Femmes |
| ------ | ------------ | ------ |
| 1,0    | 90 ou +      | 3,4    |
| 7,6    | 75-89 ans    | 13,1   |
| 15,4   | 60-74 ans    | 18,1   |
| 16,8   | 45-59 ans    | 17,9   |
| 15,4   | 30-44 ans    | 14,5   |
| 29,8   | 15-29 ans    | 21,0   |
| 14,0   | 0-14 ans     | 12,0   |

| Hommes | Classe d’âge | Femmes |
| ------ | ------------ | ------ |
| 1,1    | 90 ou +      | 3      |
| 9,8    | 75-89 ans    | 13,1   |
| 21     | 60-74 ans    | 21,5   |
| 20,7   | 45-59 ans    | 20,6   |
| 16     | 30-44 ans    | 15,4   |
| 16,1   | 15-29 ans    | 13,1   |
| 15,2   | 0-14 ans     | 13,3   |

#### Autres approches démographiques
Le Pôle urbain de Tarbes, composé de 14 communes, réunissait 79 594 habitants en 2018, en hausse de 0,6% par rapport à 2013.
L'Aire d'attraction urbaine de Tarbes (153 communes) comptait 135 654 habitants en 2018, en hausse de 0,5% par rapport à 2013.
La communauté d'agglomération Tarbes-Lourdes-Pyrénées, créée le 1er janvier 2017, comprend 86 communes réunissant près de 130 000 habitants en 2018 sur une surface de 615 km2, ce qui en fait la 5e de la Région Occitanie.
L'arrondissement de Tarbes (225 communes) réunit une population totale de 143 753 habitants.

### Manifestations culturelles et festivités

#### Origine
Tarbes a une vie associative très dynamique. Tout au long de l'année, elle propose diverses manifestations organisées principalement par les associations locales et/ou la ville.
Trois manifestations ont acquis une réputation internationale:
- Equestria[103]: magie du cheval et des arts. Il accueille plus de 50 000 festivaliers en juillet, dans le cadre de l'ancien Haras National, aujourd'hui propriété de la ville.
- Tarbes en Tango[104]: festival international de tango argentin. L'une des plus grandes manifestations européennes centrées sur le Tango. Elle attire des milliers de festivaliers, au mois d'août.
- Les Petits As - Le Mondial Lacoste[105]: tournoi de tennis le plus important au monde (championnat du monde officieux) pour les jeunes filles et garçons de 12-14 ans. Il se déroule à Tarbes depuis sa création en 1982 (janvier-février). Un tournoi de présélection (USA Playsoff) est organisé en Floride, aux États-Unis, depuis 2017[106].

| Janvier - tournoi mondial de tennis des Petits As - salon du chiot - salon des artistes du quartier Saint-Antoine | Février - fête foraine - salon des peintres cheminots - tournoi féminin de pelote basque - fête du timbre | Mars - journée internationale des droits des femmes - journées de la langue française - Salon Agricole - les nautiques de Tarbes - journée de la courtoisie sur la route - gala des arts martiaux |

| Avril - journée Jobs d'été - semaine du développement durable - Disquaire Day - semaine des saveurs - la nuit des Rocktambules - semaine occitane - salon de la voiture d'occasion - salon de l'immobilier et des énergies renouvelables - festival BD - journée nationale du Souvenir | Mai - journées européennes du solaire - festival Danceroots - forum des associations - Mai du Livre - fête des voisins - festival de culture urbaine - fête du jeu - baptême et rencontres de Capoeira | Juin - festival « culture des îles » - Tarba en Canta : festival international de polyphonies - cérémonies des 8 et 18 juin - salon national de la philatélie - Fêtes de Tarbes - les Portes Ouvertes du 35e RAP - fête de la Musique - salon Pyrénées Passions - salon des antiquaires - meeting de natation - concours d'attelage national |

| Juillet - Equestria : magie du cheval et des arts - marché de nuit - cérémonie du 14 juillet - nuit des étoiles | Août - Tarbes en Tango : festival international de tango argentin - cérémonie de la libération de la ville - la « vuelta » (le Tour des Pyrénées) - marché de nuit. | Septembre - festival rockabilly tarbes 65 - festival international de musique militaire, - journée de la moto - fête du sport en famille - salon des Arts et de la Décoration - Vital'Sport - slalom poursuite auto-sport - Quinqua's Cup - journées du patrimoine - journée de festivité Association Avenue de la Marne - coupe de parachutisme - salon Agro-Sud Industrie - journée nationale d'hommage aux harkis - exposition canine international - Terro'Art : rencontre des arts et de la gastronomie - tournoi des Chiffres et des Lettres - Convention de jeux de rôle de l'association des Terres D'ouest |

| Octobre - journées pyrénéennes de gynécologie « Infogyn » - journée des Dys - salon de l'Éducation - foire de Tarbes - fête de Sainte-Thérèse - semaine d'éducation et de lutte contre le racisme et les discriminations - semaine mondiale pour l'allaitement maternel - salon « rendez-vous pour l'emploi » - tournoi des Cimes | Novembre - festival ibéro-andalou de Tarbes et de la Bigorre - foire des hobbies - semaine de la mandoline - semaine de la solidarité internationale - salon de la nature et des écosystèmes - fête du thé - fête de la science - fête du sport tarbais | Décembre - « Tarbes en décembre » (marché de Noël, patinoire...) - gala de l'ENIT |

### Sports et loisirs

#### Clubs

Logo du Tarbes Gespe Bigorre.

Ville sportive, Tarbes est représentée à haut niveau par :
- Basket-ball féminin : Tarbes Gespe Bigorre[112] évoluant dans l’élite LFB (champion de France en titre) et européen depuis 1993 (vainqueur de la Coupe d’Europe Ronchetti en 1996) ;
- Basket-ball masculin : l'Union Tarbes Lourdes Pyrénées Basket évolue en Nationale 1 (3e division)
- Rugby à XV : Stado Tarbes Pyrénées rugby[113], évoluant en Nationale ;
- Football : Tarbes Pyrénées Football[114], évoluant cette saison en R1 ( 7 ème division)
- Escrime : Amicale Tarbaise d'Escrime[115], 11 fois champions de France par équipe au sabre ;
- Canoë-kayak : Tarbes Auch Midi-Pyrénées.

#### Équipements

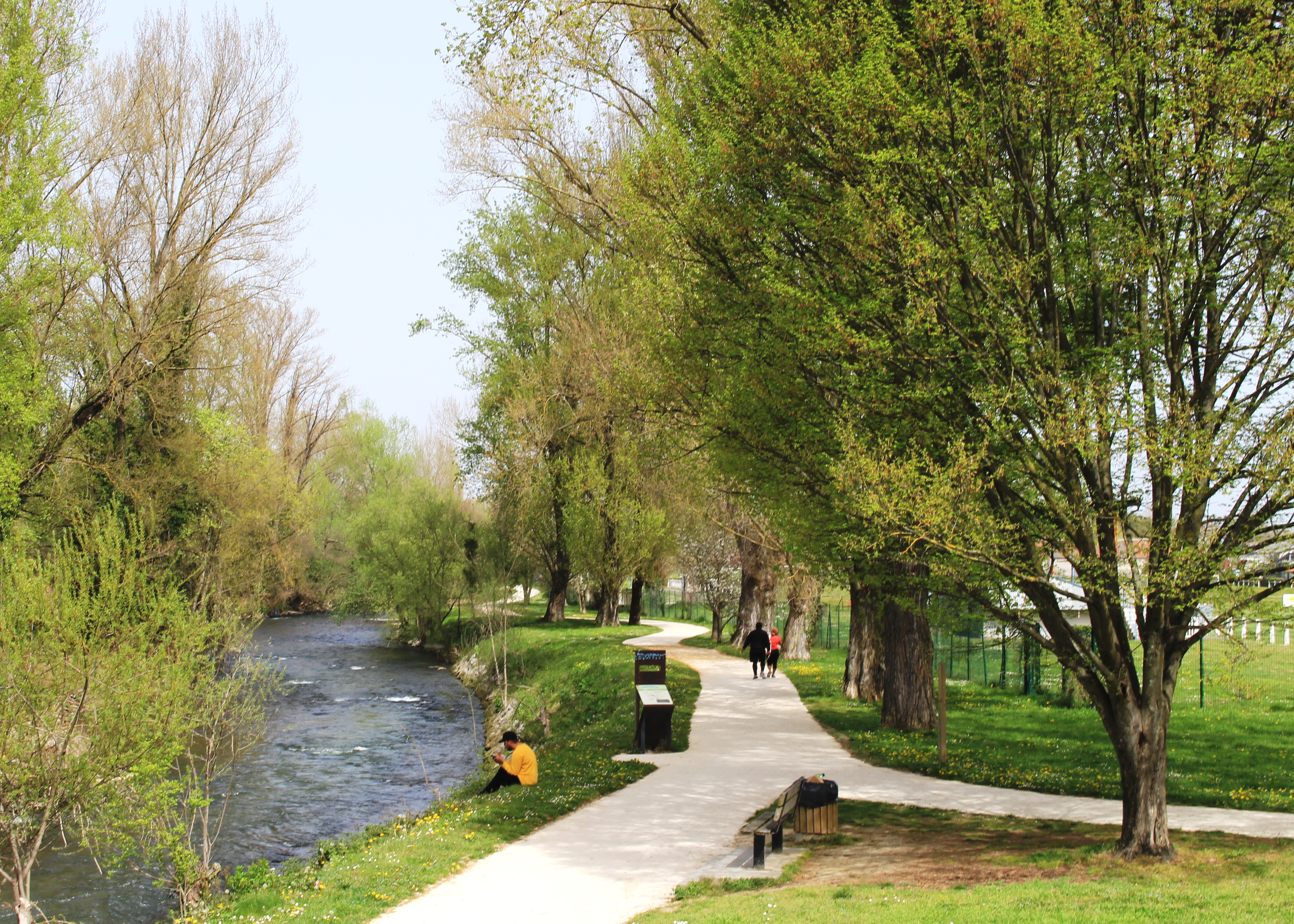
Le CaminAdour.

- Palais des sports du quai de l'Adour
- Stade Maurice-Trélut
- Parc des expositions où se joue les Petits As
- L’Usine des Sports. Bâtiment couvert de 11 000 m2 permettant de pratiquer toute l'année différents sports d'intérieur et d'extérieur. Il comprend un "Pôle Escalade" qui est parmi les plus grands d’Europe de par sa longueur et permet la pratique simultanée des trois disciplines (vitesse - difficulté - bloc) Il a été choisi comme centre de préparation pour les Jeux Olympiques de Paris 2024 parle COJO. Un "Pôle Athlétisme" avec une piste de 200 m, 4 couloirs, saut à la perche, saut en longueur, lancer de poids. Un "Pôle Sports Collectifs" composé de 2 terrains multisports (hand-ball, basket-ball, volley-ball, badminton).
- Maison Régionale de l'Escrime
- Maison des Arts Martiaux
- Centre Nautique Paul Boyrie, piscines Michel-Rauner et Tournesol
- Terrains de tennis du parc Berrens
- Canoë-kayak
- Vélodrome du Chêne-Vert
- Hippodrome de Laloubère
- Golf Les Tumulus et golf de l'Hippodrome
- Complexe de Pelote Basque[116]
- Boulodrome couvert avec tribunes[116]
- Skate parc de la Bourse du travail
- Parcours sportif : voie verte du CaminAdour
- Stade Jules-Soulé

Équipements sportifs
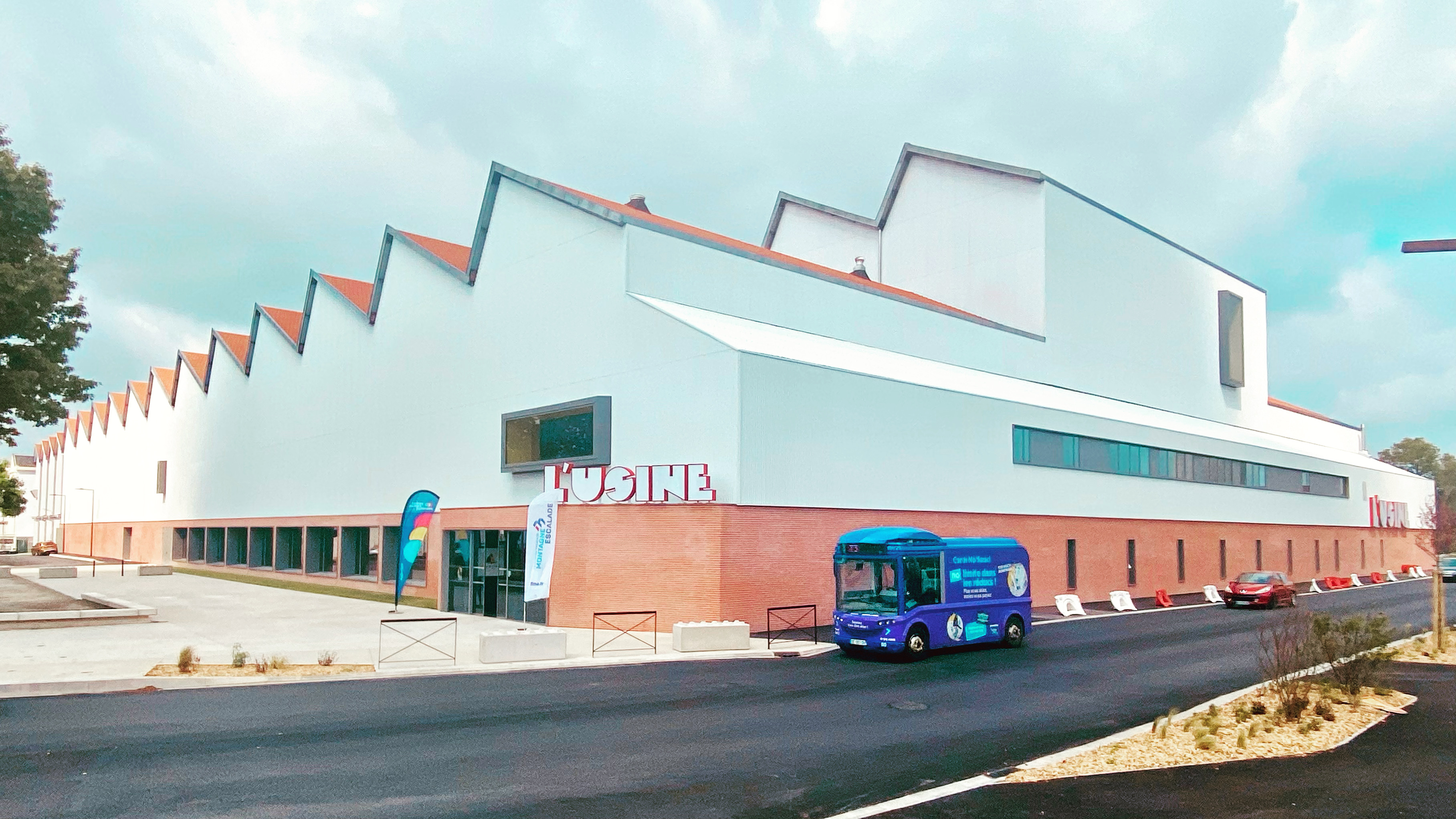
L’Usine (des sports).
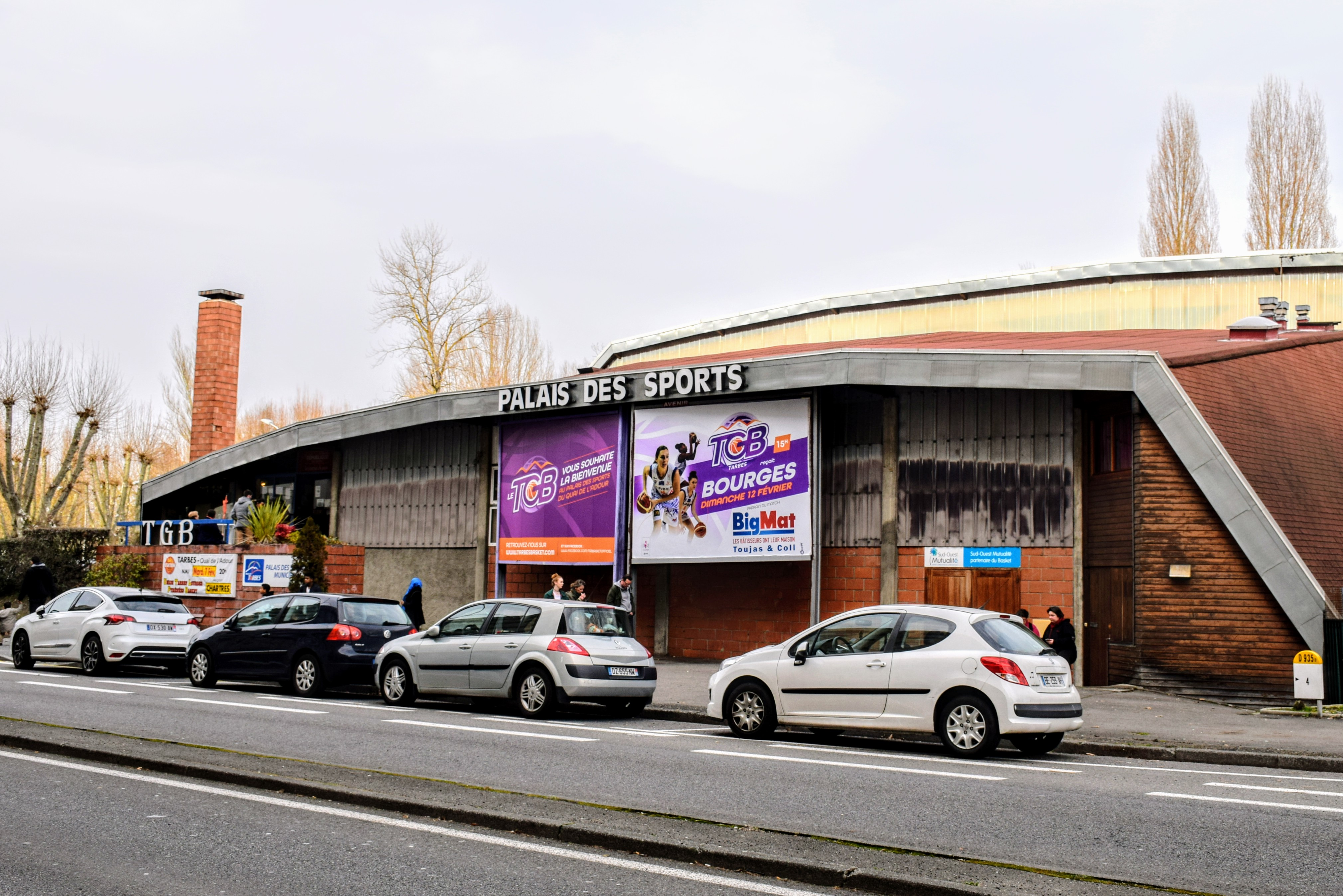
Palais des sports du quai de l'Adour.
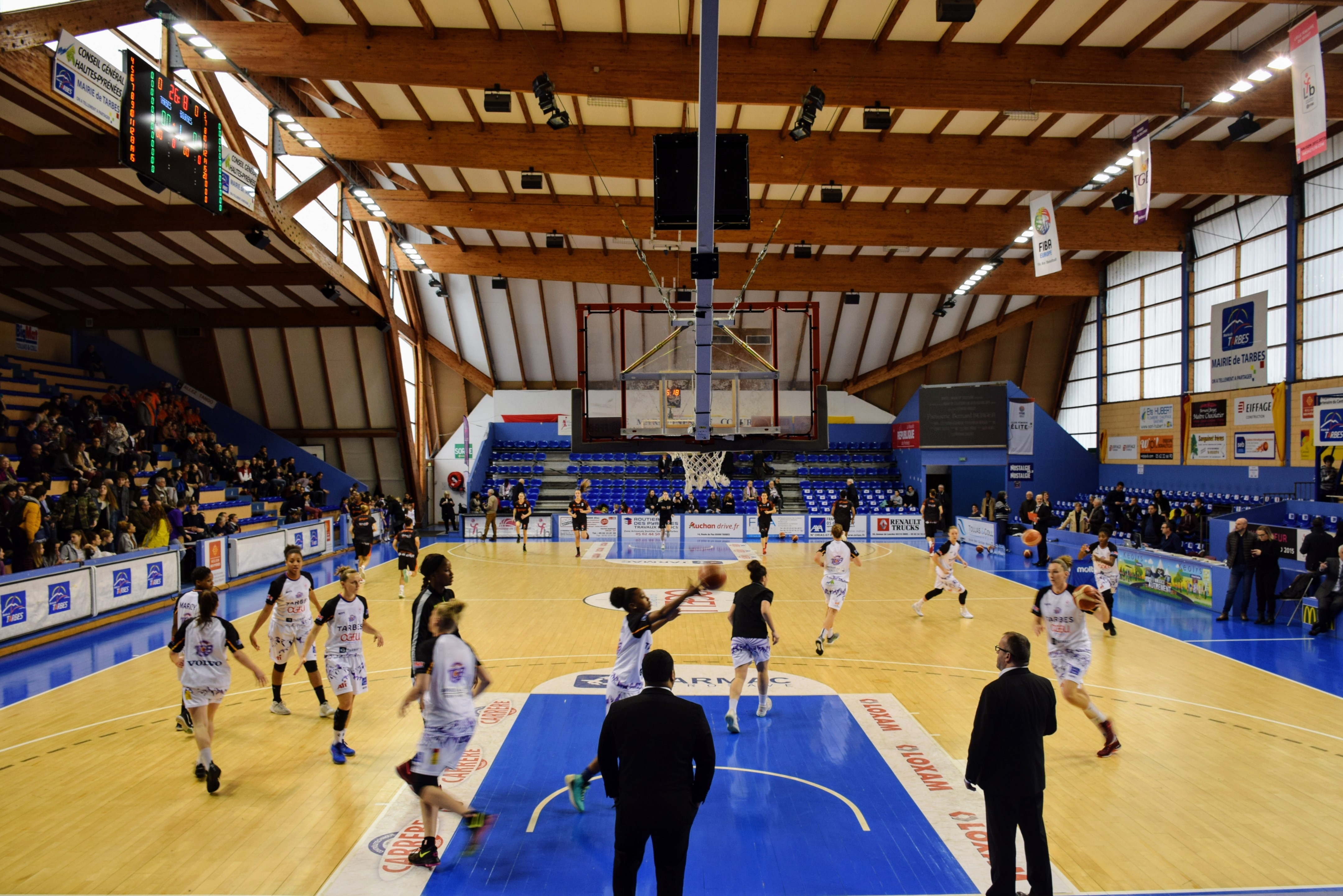
Palais des sports du quai de l'Adour.
Maison des Arts martiaux.

#### Manifestations sportives
Parmi les nombreuses manifestations et tournois organisés par les clubs locaux ou régionaux, le tournoi international de tennis : Les Petits As - Le Mondial Lacoste, émerge comme le championnat du monde officieux des 12-14 ans. Il est le plus important au monde dans cette catégorie d’âge, et a lieu chaque année à Tarbes depuis sa création en 1982.

### Médias

#### Presse écrite
Le groupe La Dépêche du Midi dispose d'une édition quotidienne locale ainsi que d'une seconde édition comparable sous la marque La Nouvelle République des Pyrénées. Cette dernière ne parait pas le dimanche contrairement à la première qui parait tous les jours.
Le groupe Sogemedia édite l'hebdomadaire La Semaine des Pyrénées. Une version de l'hebdomadaire Le Petit Journal est également disponible dans le département.

#### Radio
Les ondes FM comptent plusieurs radios locales ayant leurs locaux dans l'agglomération : Ràdio País, Radio Présence, Atomic.
D'autres radios de la région diffusent des bulletins d'information de proximité telle que 100 % Radio et Radio Inside.
Certaines radios nationales ont encore des studios dans la cité telle que Fun Radio, NRJ.

Atomic.
Ràdio País.

#### Internet
Plusieurs portails Web à rayonnement local sont basés à Tarbes tel que Bigorre.org.
Il existe encore plusieurs sites d'information (webzines) ayant parfois leurs propres web TVs tel que Tarbesinfo.fr.

## Économie

### Revenus
En 2018, la commune compte 20 798 ménages fiscaux, regroupant 37 204 personnes. La médiane du revenu disponible par unité de consommation est de 17 880 € (20 420 € dans le département). 38 % des ménages fiscaux sont imposés (44,4 % dans le département).

### Emploi
|                | 2008  | 2013   | 2018  |
| -------------- | ----- | ------ | ----- |
| Commune        | 12 %  | 14,3 % | 14 %  |
| Département    | 7,7 % | 9,4 %  | 9,8 % |
| France entière | 8,3 % | 10 %   | 10 %  |

En 2018, la population âgée de 15 à 64 ans s'élève à 26 977 personnes, parmi lesquelles on compte 65,6 % d'actifs (51,6 % ayant un emploi et 14 % de chômeurs) et 34,4 % d'inactifs,. Depuis 2008, le taux de chômage communal (au sens du recensement) des 15-64 ans est supérieur à celui de la France et du département.
La commune est la commune-centre de l'aire d'attraction de Tarbes,. Elle compte 27 686 emplois en 2018, contre 26 722 en 2013 et 28 156 en 2008. Le nombre d'actifs ayant un emploi résidant dans la commune est de 14 152, soit un indicateur de concentration d'emploi de 195,6 % et un taux d'activité parmi les 15 ans ou plus de 48,6 %.
Sur ces 14 152 actifs de 15 ans ou plus ayant un emploi, 9 270 travaillent dans la commune, soit 66 % des habitants. Pour se rendre au travail, 73,8 % des habitants utilisent un véhicule personnel ou de fonction à quatre roues, 3,8 % les transports en commun, 17,4 % s'y rendent en deux-roues, à vélo ou à pied et 5,1 % n'ont pas besoin de transport (travail au domicile).

### Activités
Située au pied des Pyrénées, à l'extrême sud-ouest de la région Occitanie et à la frontière avec la Nouvelle-Aquitaine, sur l'axe Atlantique-Méditerranée, Tarbes est donc à l'écart de la sphère d'influence économique des grandes métropoles régionales : Toulouse, Bordeaux et Montpellier. En effet, plus éloignée de Toulouse (160 km par l'autoroute ou le chemin de fer) et Montpellier (390 km) que ne le sont la plupart des autres villes moyennes d'Occitanie, elle bénéficie très peu du dynamisme de la métropole toulousaine, contrairement aux autres villes bien plus proches de la capitale régionale, notamment Montauban (à 55 km du centre de Toulouse, considérée aujourd'hui comme sa banlieue), Castres (77 km), Auch (78 km), Albi (80 km), Foix (87 km) ou encore Carcassonne (95 km).
Proche de la frontière avec la région Nouvelle-Aquitaine, Tarbes demeure très éloignée de Bordeaux (251 km). Tarbes bénéficie donc très peu ou pas du rayonnement des grandes métropoles économiques du Sud-Ouest, mais elle entretient quelques relations économiques avec Pau et le Béarn, dans la région voisine de Nouvelle-Aquitaine. Étant donné le contexte général, ces deux villes, traditionnellement concurrentes, sont appelées à collaborer, afin de construire ensemble un véritable pôle économique au pied des Pyrénées.
La concurrence traditionnelle entre les deux villes est à l'origine d'un emblématique exemple de gaspillage de fonds publics, dénoncé par la Cour des Comptes et de nombreux économistes. Dans les années 1970, le projet d'un grand aéroport international commun, situé au cœur du triangle Tarbes-Lourdes-Pau, fut abandonné, contre toute logique économique, pour des querelles de clochers. Le résultat aujourd'hui voit la coexistence de deux aéroports internationaux (Tarbes-Lourdes-Pyrénées et Pau-Pyrénées), situés à seulement une quarantaine de kilomètres l'un de l'autre, et peu viables économiquement. Les deux plateformes totalisent plus d'un million de passagers par an, avec un équilibre économique fragilisé par la concurrence.

### Industrie

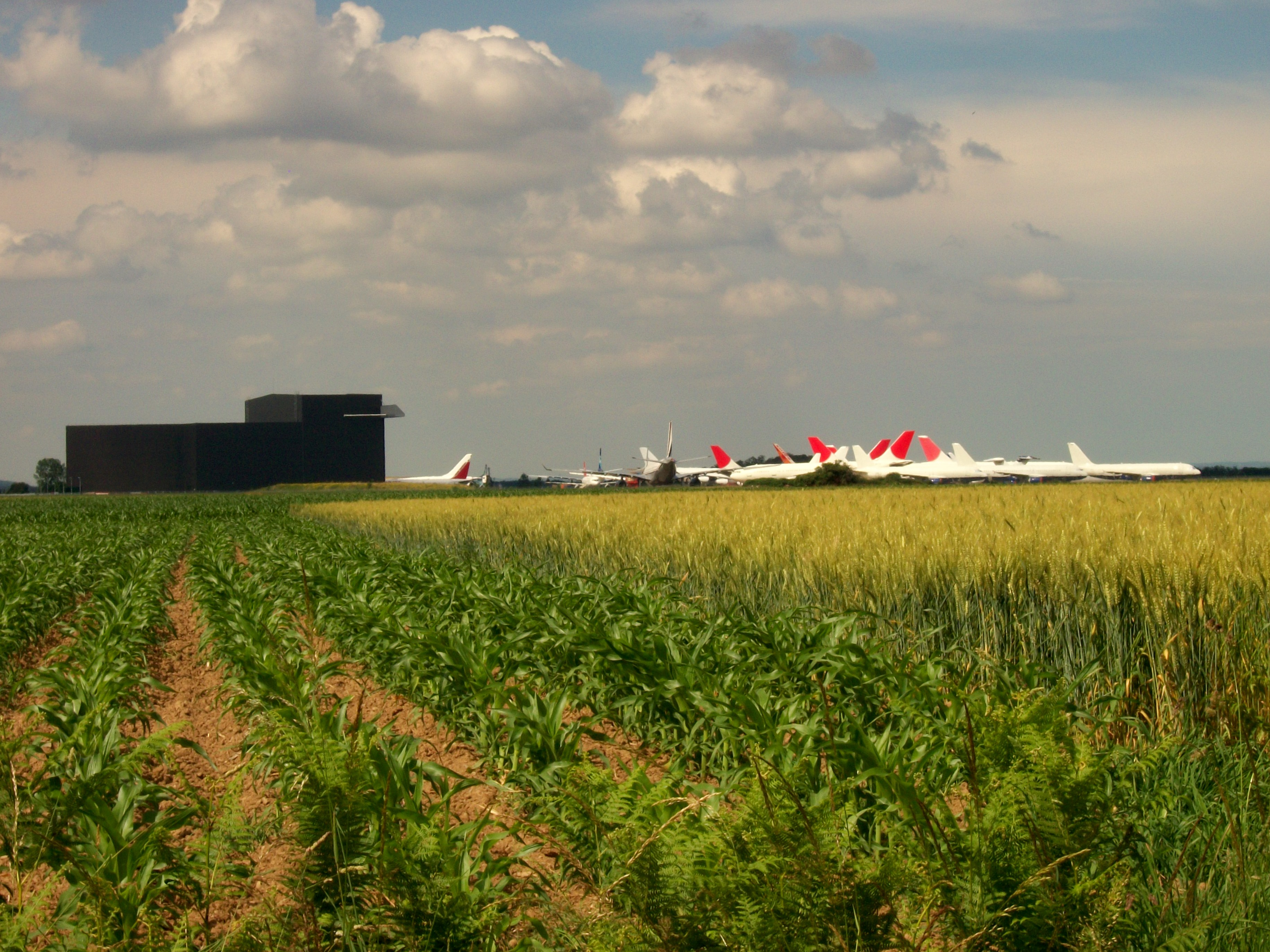
TARMAC et les champs avoisinant à Ossun.

Tarbes est la deuxième ville industrielle de l'ancienne région Midi-Pyrénées, malgré la disparition de l'arsenal (GIAT) et de ses 3 200 emplois. Aujourd'hui, elle s'illustre en particulier dans le secteur de la construction ferroviaire (avec Alstom : 630 salariés) et dans le domaine de l'aéronautique et du spatial.
Tarbes est, en effet, un site important de l'Aerospace Valley (« Vallée de l'aérospatiale ») avec quelques entreprises de référence, dont Daher-Socata (1 600 salariés) qui construit les avions d'affaires de la gamme TBM, comme les TBM 900, 910 et 930, et participe aussi au programme Airbus, en tant que sous-traitant. Son siège social et son principal site industriel sont situés à Ossun, aux abords de l’aéroport de Tarbes-Lourdes-Pyrénées, au sud de l'agglomération. Ses installations s’étendent sur 53 hectares, dont 8 000 m2 de surfaces couvertes. L'essentiel de la production des TBM est exportée. À proximité de l'aéroport de Tarbes-Lourdes-Pyrénées se développent de nombreuses autres entreprises liées à l'aéronautique et l'espace dont Tarmac Aerosave, une société centrée sur trois activités complémentaires : la maintenance, le stockage et la déconstruction d'avions. Le site de Tarbes dispose de 30 hectares et d'imposants bâtiments devenus insuffisants. Ce qui a obligé la société à ouvrir deux autres sites : à Teruel en Espagne (340 hectares) et à Francazal, à proximité de Toulouse.
À Bazet, au nord de Tarbes, Boostec, spécialiste mondial de la fabrication d'éléments en carbure de silicium, collabore avec l'Agence Spatiale Européenne, et coopère à différents programmes spatiaux internationaux d'envergure: satellites, télescopes (dont le télescope spatial Herschel lancé le 14 mai 2009), camera spatiale Rosetta, etc. Boostec fait aussi partie du Pôle Européen de la Céramique.
Le site de l'usine Alstom de Tarbes est spécialisé dans les systèmes de traction ferroviaire, les modules de puissance et les appareillages.
Egalement basée localement, Les Forges de Tarbes, une PME appartenant au groupe Europlasma, est spécialisée dans la productions de munitions. Début 2025, suite à aux revirements de trump en lien avec l'Invasion de l'Ukraine par la Russie, ce site français stratégique reçoit une avance de 4,1 millions d'euros de l'État pour fabriquer des obus.

### Zones d'activité

Centre commercial Le Méridien à Ibos.

À Tarbes intra muros et en périphérie, plusieurs zones d'activité spécialisées ont été créées: 
- Pyrène Aéro Pôle[130], et Pyrenia[131] situées à proximité de l'Aéroport de Tarbes-Lourdes-Pyrénées, accueillent des entreprises du secteur aéronautique et spatial qui font partie de l'Aerospace Valley[132],[133]
- le Parc des Pyrénées situé à Ibos est aménagé pour l'accueil d'activités artisanales, industrielles, de services et de bureaux ;
- le Parc Bastillac-Université est consacré à la recherche technologique ;
- le Parc de l'Adour, à Séméac, est à vocation industrielle, commerciale et tertiaire ;
- le Parc de Cognac, sur la route de Pau, est consacré à l'artisanat et au tertiaire ;
- l’Écoparc de Bordères-sur-l'Echez fait l'objet de projets complémentaires concernant la production d’énergie (centrale de méthanisation biomasse en projet), des entreprises consommatrices de froid (Salaisons Pyrénéennes et plate-forme frigorifique Dominique-Sallaberry Logistique en projet).

### Tourisme

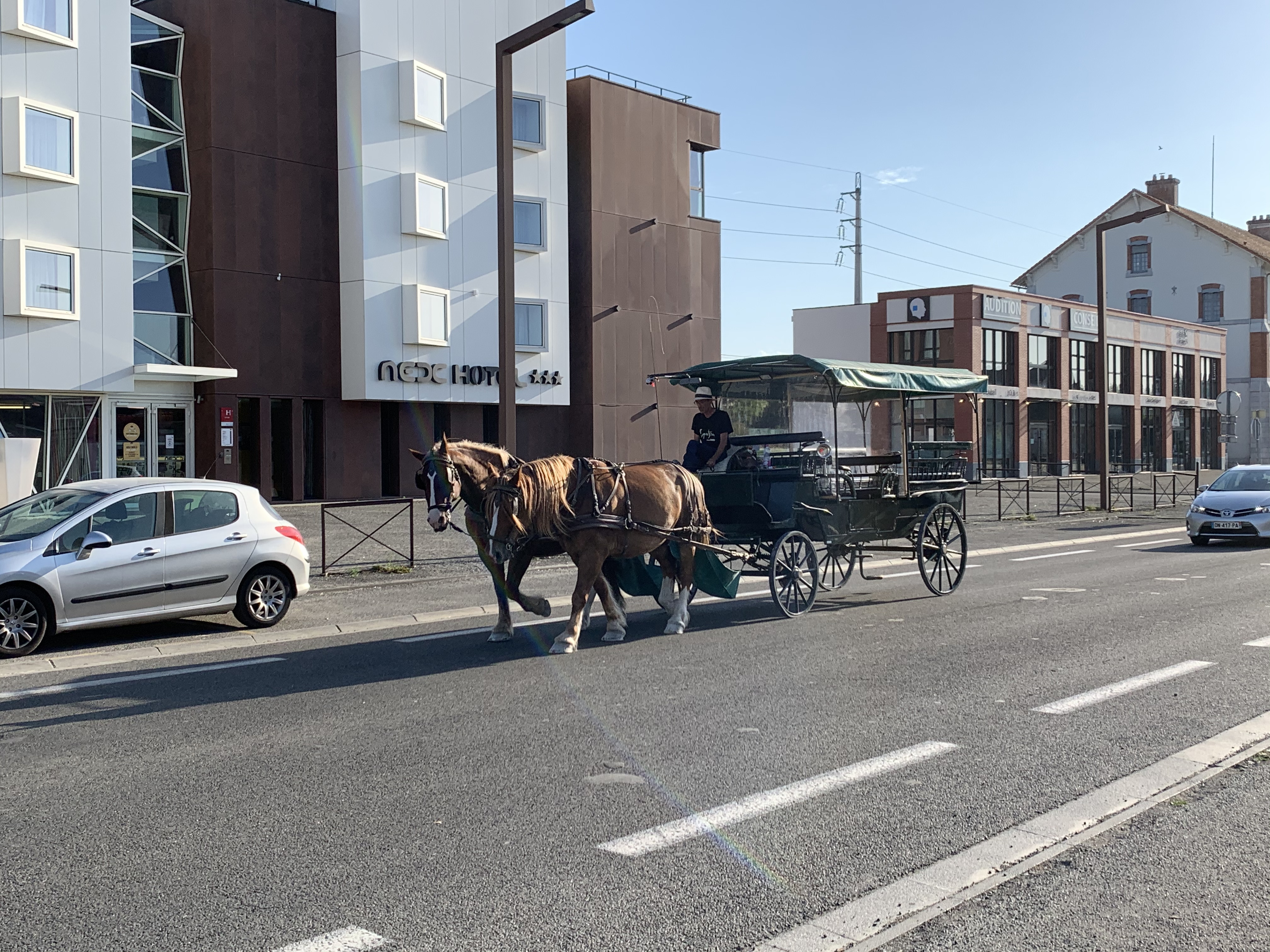
Calèche devant le NextHotel dans le quartier de l'Arsenal.

Chef-lieu des Hautes-Pyrénées, située au pied des montagnes, à 304 mètres d'altitude, Tarbes est un important carrefour du tourisme des Pyrénées centrales. De Tarbes on peut rayonner sur le piémont et la montagne. Par temps clair, la vue sur les Pyrénées est très dégagée (plusieurs pics autour de 3 000 mètres sont bien visibles). Plusieurs villes et sites touristiques sont situés dans les environs : Lourdes,(21 km), Pau (40 km), le pic du Midi de Bigorre (2 876 mètres) et son observatoire astronomique, le Parc national des Pyrénées, le cirque de Gavarnie et la brèche de Roland, les nombreuses stations de sports d'hiver et d'été, les stations thermales, les grottes et gouffres du département, etc.
La ville a développé des infrastructures favorisant l'accueil et les loisirs des visiteurs dans différents domaines, notamment : l'hôtellerie, les nombreux restaurants, des parcs arborés dont le Jardin Massey classé « Jardin remarquable », un complexe cinématographique Mega-CGR de 11 salles, etc. L’aéroport International de Tarbes-Lourdes-Pyrénées est un important aéroport régional qui a une forte activité durant la période touristique.
Tarbes est le siège du Parc National des Pyrénées, dont la zone centrale, appelée cœur de parc, s'étend sur 45 707 ha (16 communes) dans les Hautes-Pyrénées (60%) et les Pyrénées-Atlantiques (40%). Il communique sur plus de 100 km avec le parc national d'Ordesa et du Mont-Perdu (Espagne) ainsi qu'avec des réserves naturelles comme celle du massif du Néouvielle (2 300 ha). Le cœur de parc est prolongé et protégé par une zone périphérique, appelée aire optimale d'adhésion, dont le règlement est moins contraignant. L'aire optimale d'adhésion est composée de 86 communes ou parties de communes (56 dans les Hautes-Pyrénées et 30 dans les Pyrénées-Atlantiques) qui ont vocation à faire partie du parc national en raison notamment de leur continuité géographique ou de leur solidarité écologique avec la zone cœur du parc national. Le périmètre de l'aire optimale d'adhésion du Parc national des Pyrénées est défini par le décret no 2009-406 du 15 avril 2009.

### Agriculture

Halle et place du Foirail.

Halle du Foirail.

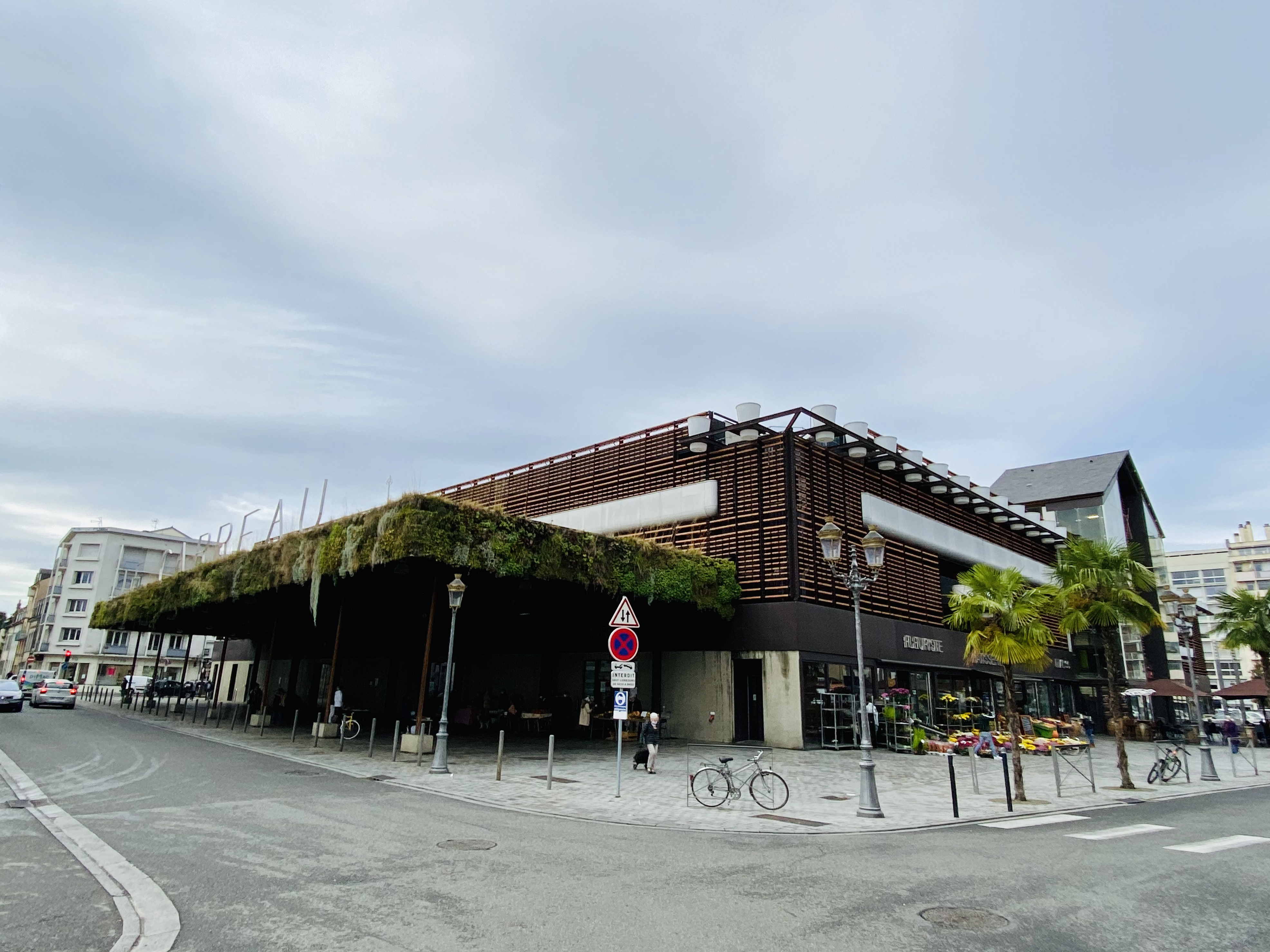
Halle Brauhauban.

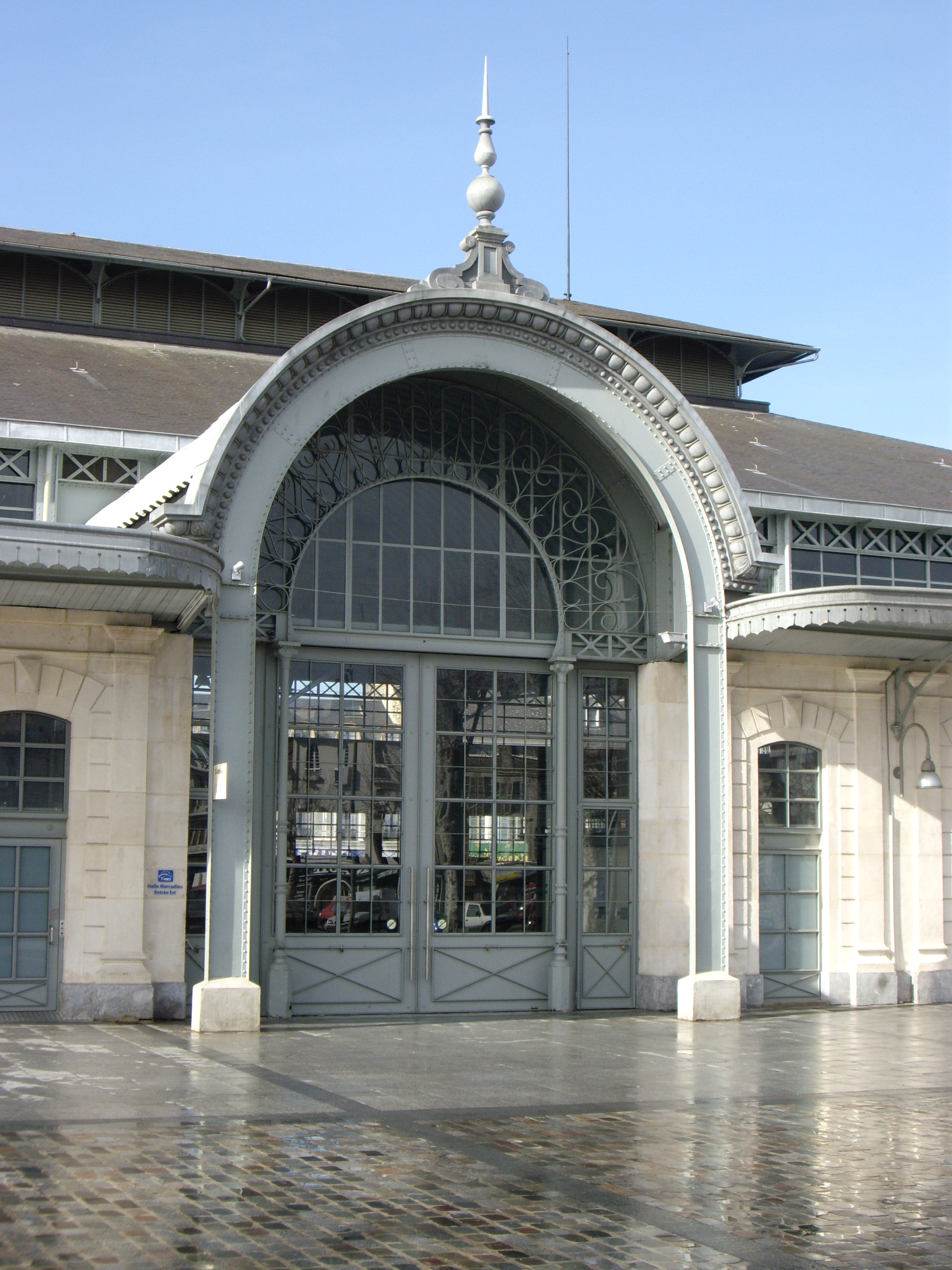
Halle Marcadieu.

Souvent présentée telle une « ville-marché », Tarbes abrite d'importantes halles et places de marché, débouchés pour l'agriculture locale : la halle et place du Foirail, la halle Brauhauban et la halle et la place Marcadieu.
La ville est mondialement connue des gourmets pour le Haricot Tarbais, un haricot blanc de grande taille, à la peau filante très fine, avec une chair fondante et moelleuse, une texture délicate et non farineuse. Il bénéficie du Label rouge (1997) et d'une Indication Géographique Protégée (2000)
Tarbes est aussi le siège de la Compagnie d'Aménagement des Coteaux de Gascogne (CACG) devenue Rives et Eaux, en 2024, une Société anonyme d'économie mixte (SEM) de 200 salariés, détenue à 68 % par des fonds publics qui "a pour objet principal de concourir à l'aménagement, à l'équipement et au développement économique des régions Midi-Pyrénées et Aquitaine. Cet objet comporte d'une part une mission générale de maîtrise de l'eau (...) d'autre part une mission de développement des zones rurales (...) ».

### Marchés
- le « Grand Marché » a lieu le jeudi matin, place Marcadieu ; Marcadieu est le nom qui désigne l'espace bien particulier du « Grand Marché », qui a une dimension régionale et une personnalité propre : une halle aux grains de style Baltard (1883), une fontaine dite « des 4-Vallées » et une seconde, plus modeste, appelée « fontaine des Sources de l'Amour », fontaines érigées par des sculpteurs locaux au début du siècle.
- le marché alimentaire se déroule tous les matins à la halle Brauhauban, c'est un marché traditionnel.
- le marché aux fleurs se déroule le jeudi matin sur la place du Foirail, autrefois haut lieu des marchés à bestiaux.
- le marché aux puces se tient aussi le jeudi matin sous la halle Marcadieu.

## Culture locale et patrimoine

### Lieux et monuments

#### Édifices publics

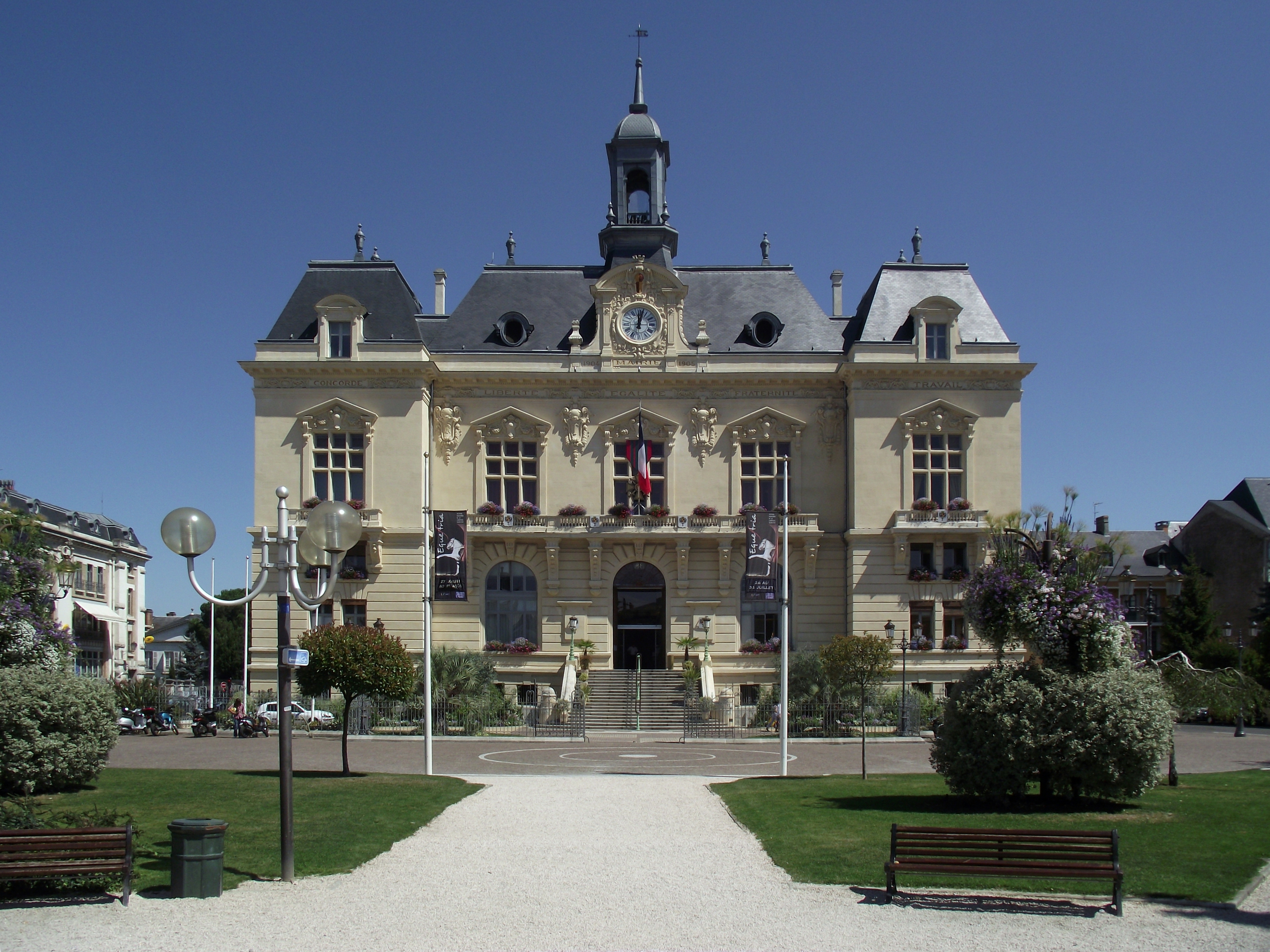
Hôtel de ville.

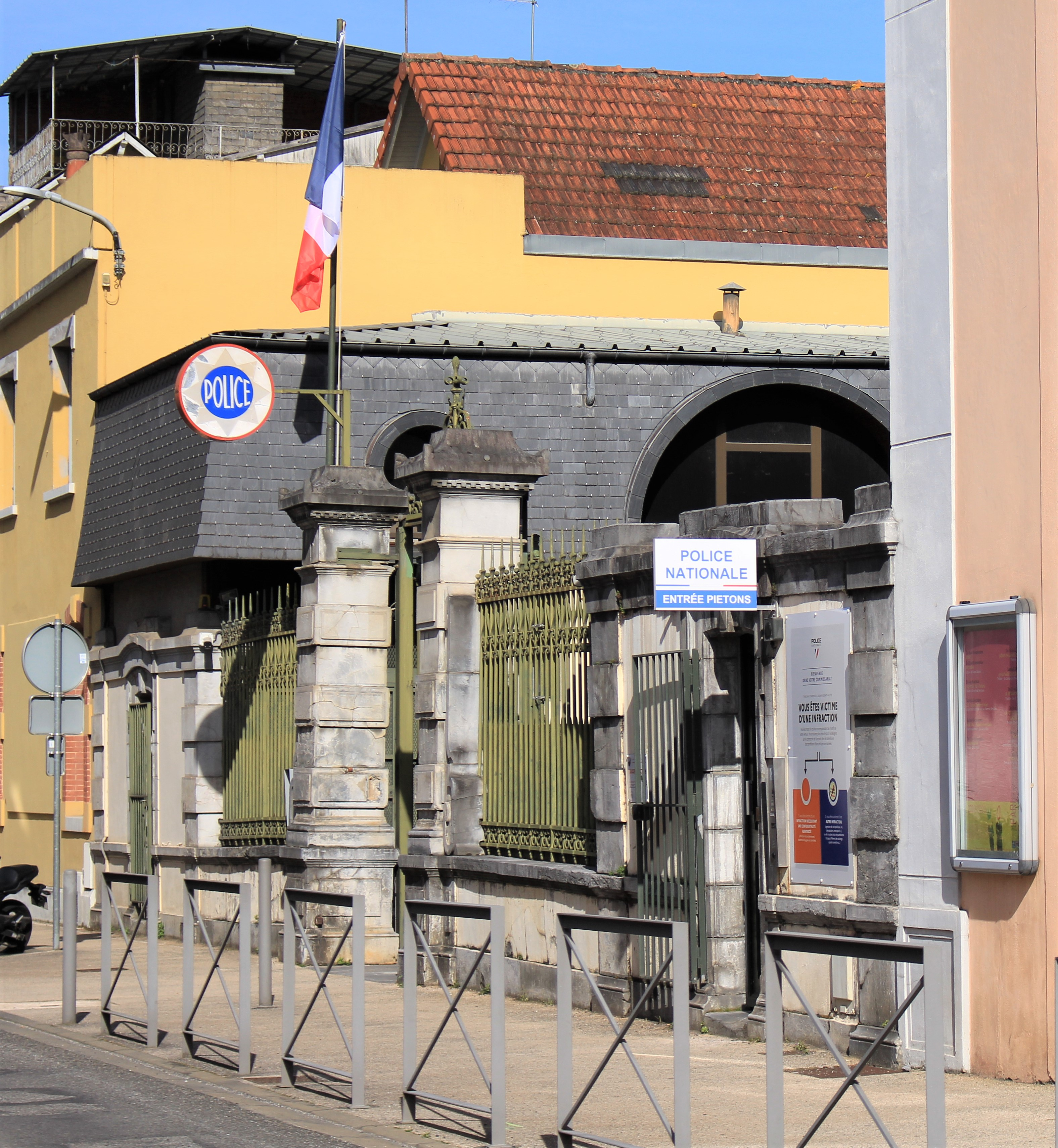
Commissariat de police.

La mairie et le palais de justice, édifices classiques du XIXe siècle, jouxtent la rue Maréchal-Foch. Inaugurée en 1906, la mairie détonne par sa franche monumentalité. Elle est surmontée d'un campanile et fait face à la place Jean-Jaurès où trône la statue de Danton. Sur sa façade, on peut lire les devises « Concorde, Liberté, Égalité, Fraternité, Travail ». L'hôtel Brauhauban, hôtel particulier du XVIIIe siècle, constitue l'une de ses annexes.
Non loin, le commissariat de police occupe deux maisons bourgeoises construites sur les remparts nord comblés au XVIIIe siècle pour donner naissance à l'actuelle rue Georges-Clemenceau.
L'Inspection d'académie des Hautes-Pyrénées occupe l'ancienne école normale construite à la fin du XIXe siècle.
Dans le quartier de la Sède, la préfecture s'est installée dans l'ancien palais épiscopal reconstruit au XVIIe siècle. Non loin, se trouve l'ancien collège de Tarbes devenu lycée impérial en 1853 et renommé lycée Théophile-Gautier en 1911. Le conseil départemental des Hautes-Pyrénées y possède également plusieurs édifices dont l'ancien séminaire de prêtres du XVIIIe siècle. Les archives départementales sont abritées dans un remarquable bâtiment de 1936.
Dans le quartier de la Zone d'Activité Kennedy on y trouve le parc des expositions, lieu de diverses animations dont le salon agricole.
Trois lieux sont consacrés aux marchés : la halle Marcadieu et la place Marcadieu, la halle Brauhauban et la place du Foirail. Près de la halle Brauhauban a été édifié en 1885 un théâtre à l'italienne dit théâtre des Nouveautés.

#### Fontaines et places

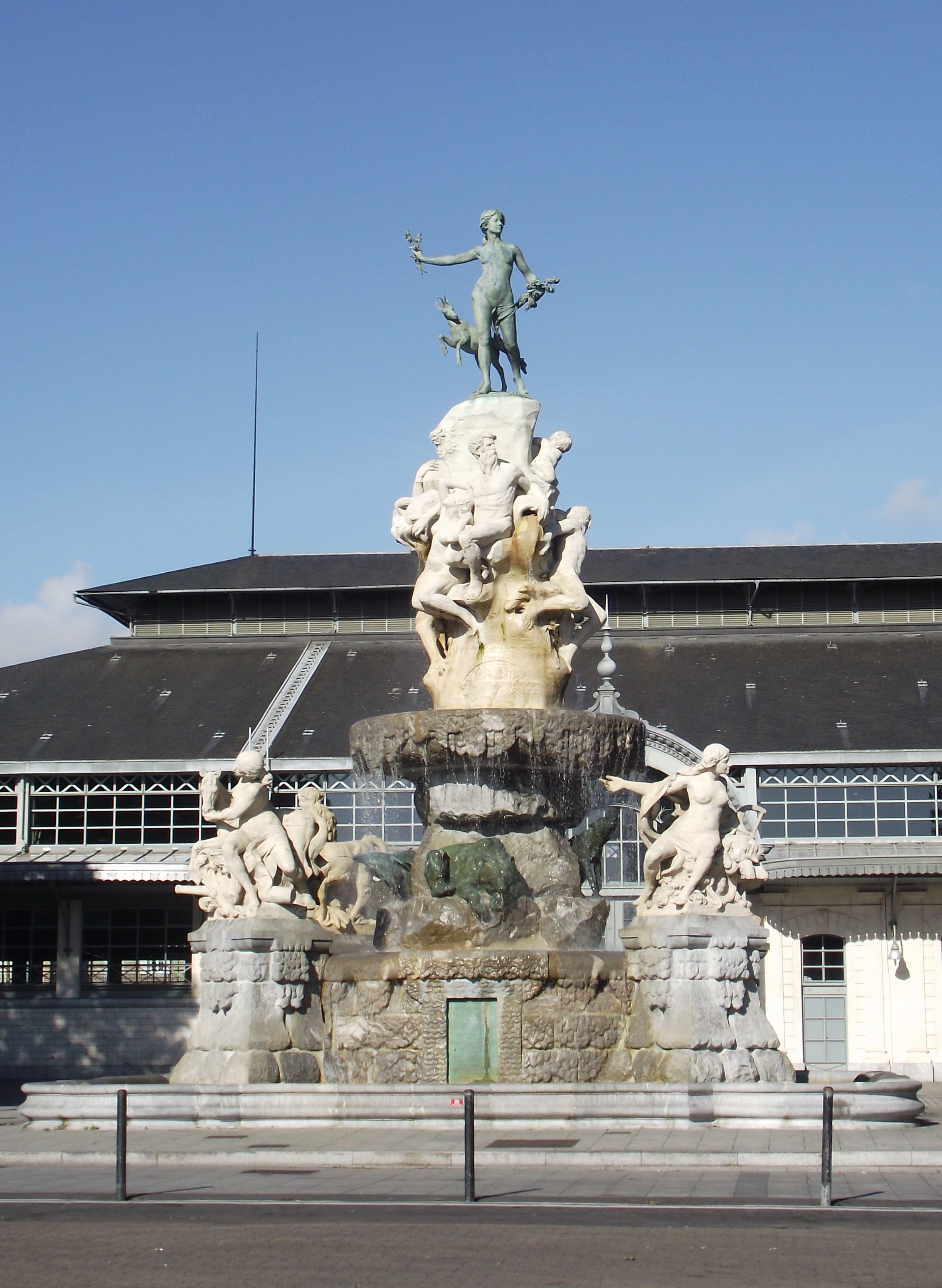
Fontaine des Quatre-Vallées.

La ville compte de nombreuses fontaines. La place Marcadieu et la place de Verdun reproduisent le même schéma : elles disposent respectivement de deux fontaines réparties sur leurs extrémités et non en leur milieu.
Félicité Duvignau initie ce particularisme, place Marcadieu, en souhaitant par legs l'édification de fontaines à chaque bout de cette vaste esplanade. Celle-ci est relative à la construction en 1883 d'une halle de type Baltard éponyme. Inaugurée en 1897, la monumentale fontaine des quatre vallées, alliant fonte et sculpture, figure les vallées de Bagnères, d'Aure, d'Argelès et la plaine de Tarbes. À l'autre extrémité de la place, la plus modeste « Source de l'amour », en est comme l'écho.
La fontaine Montaut trône jusqu'alors au centre de cet espace public puis est déplacée non loin sur la place du même nom. Portant le nom de son donateur, elle est sculptée par Nelli dans la pierre des Pyrénées et est érigée, une première fois, en 1874.
En 2008, l'ensemble est encore complété par l'aménagement d'une place voisine plantée de palmiers au nord de l'église Sainte-Thérèse éponyme.
La place de Verdun, rénovée pour la fin du deuxième millénaire, compte elle deux fontaines à l'aspect bien plus contemporain :
Au sud, la Grande Fontaine forme une cloche d'eau ludique et intermittente. Elle est secondée au nord par la fontaine des Droits-de-l'Enfant, où un puissant jet d'eau soulève une boule d'une tonne de marbre rose que l'on peut faire pivoter à la seule force du poignet.

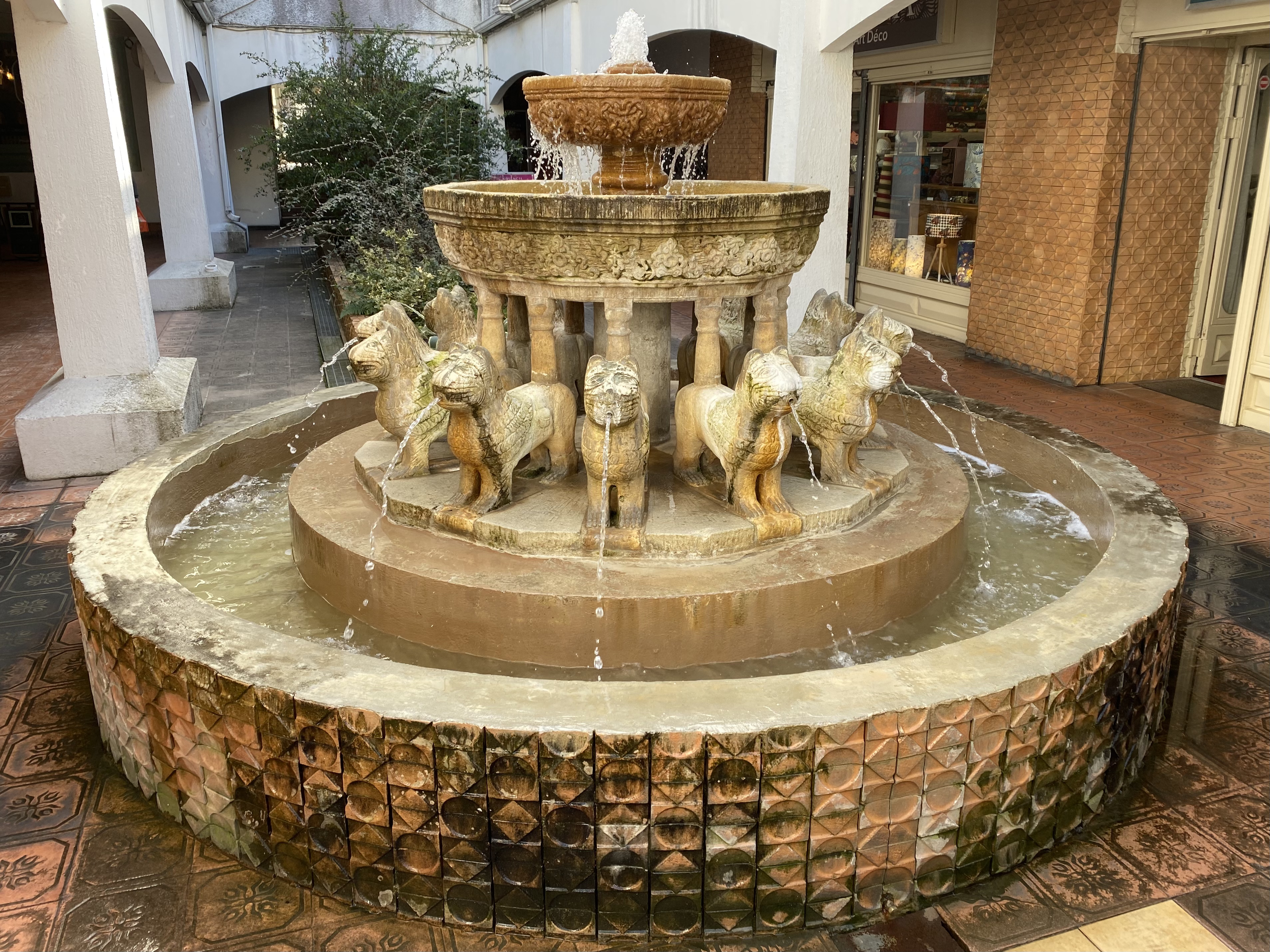
Réplique de la Fontaine de l'Alhambra.

Une réplique de la fontaine mythique de l'Alhambra à Grenade en Espagne est située au 43 rue Maréchal-Foch, dans le patio verdoyant d'une galerie commerciale.
La fontaine de l'Inondation qui fut installée place de Verdun en 1901 a été déplacée en 1934, place de la Courteboule, dans le quartier Soult. Une famille et sa chèvre fuyant les eaux y figurent. Il s'agit d'une allusion à l'inondation de 1875.
D'autres fontaines peuvent encore être citées telles celles du Cours Reffye, de la place Saint-Jean ou celle de la Gespe, place André-Guerlin.

#### Patrimoine militaire

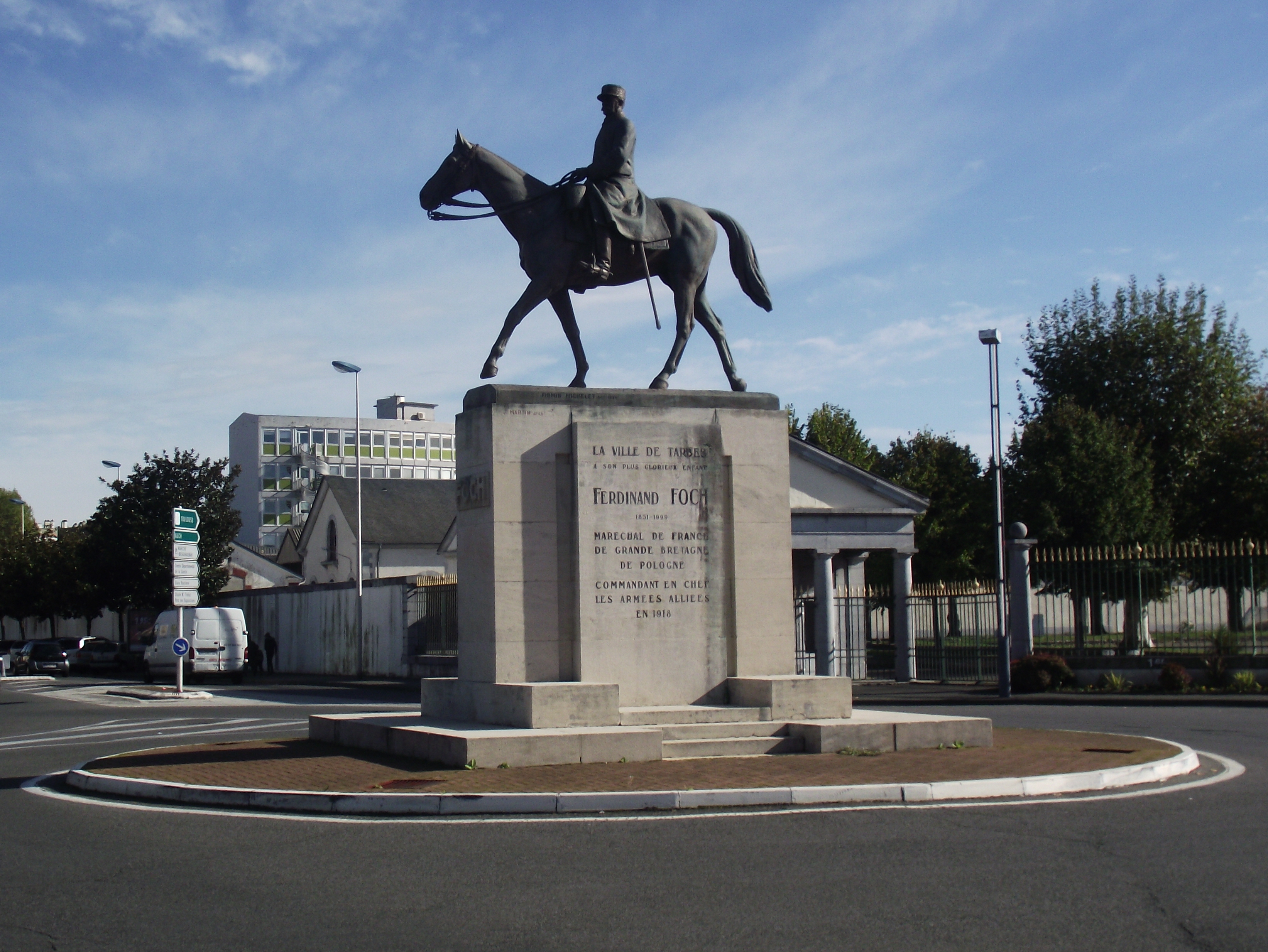
Statue équestre de Ferdinand Foch.

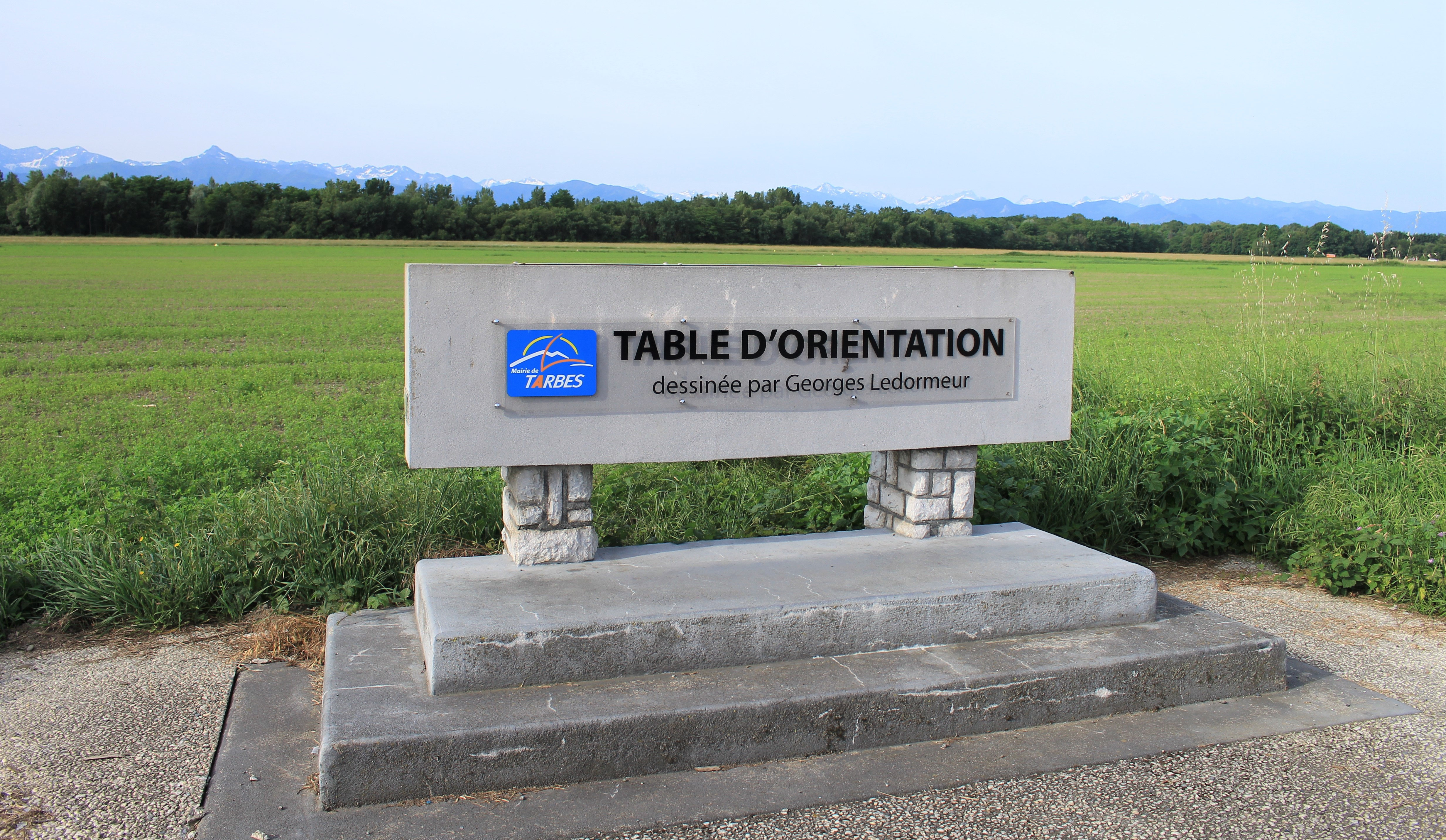
Table d'Orientation dessinée par Georges Ledormeur.

Le haras de Tarbes est composé d'un parc de 9 hectares abritant des bâtiments de style empire dont la Maison du Cheval. Il est créé par Napoléon en 1806 et constitue le berceau d'une race de chevaux peaufinée afin de fournir les régiments de hussards, le cheval navarrin. Les édifices ont été construits avec des matériaux essentiellement locaux : pierre marmorifère grise, galets de l'Adour, briques et ardoises. Il est doté d'un manège et d'écuries dont les boxes et plafonds constituent un ensemble de boiseries en châtaignier remarquable.
Durant la guerre franco-allemande de 1870, Jean-Baptiste Verchère de Reffye établit, dans l'ancien magasin des tabacs à Tarbes, un atelier de construction d'artillerie communément dénommé « Arsenal ». On y produisit pour l'armement militaire jusqu'en 2006. Le site se tourne aujourd'hui vers les activités tertiaires. L'ancien magasin des tabacs abrite les Archives Municipales et les réserves du musée Massey. En face, vient se dresser la maison des associations et son campanile.
Le développement des quartiers Larrey, Soult et Reffye voit l'affirmation de la vocation militaire de Tarbes au cours des XIXe et XXe siècles. Plusieurs casernes y sont édifiées. En ce qui concerne la caserne Larrey (1825), la majesté du bâtiment central, long de 150 mètres et flanqué de deux avant-corps latéraux, est renforcée par l'existence d'une cour d'honneur accessible depuis un portail encadré de deux pavillons d'inspiration néoclassique. L'ensemble se trouve dans l'axe des martiales allées Leclerc qui concentrent des monuments commémoratifs dont la monumentale statue équestre du Maréchal Foch, érigée en 1935. Firmin Michelet l'y représente chevauchant Marboré, un cheval appartenant à la famille Fould.
Le lycée Reffye est une ancienne caserne militaire cédée par l'armée après la Seconde Guerre mondiale.

#### Vestiges industriels
L'ancien site de l'Arsenal a été rénové pour accueillir des commerces, des lieux de loisirs (Méga CGR, un deuxième bowling, laser quest, restaurants...), des bâtiments municipaux ou communautaires (archives, maison des associations, pépinière d'entreprises...) et des entreprises.. L'architecture industrielle du lieu y est préservée. Sa genèse a lieu en 1871 avec comme principal protagoniste Jean-Baptiste Verchère de Reffye. Sa sénescence industrielle intervient lors de l'annonce en 2003 de la fermeture du site GIAT, héritier de l'arsenal de 1871.

Vestiges industriels de Tarbes
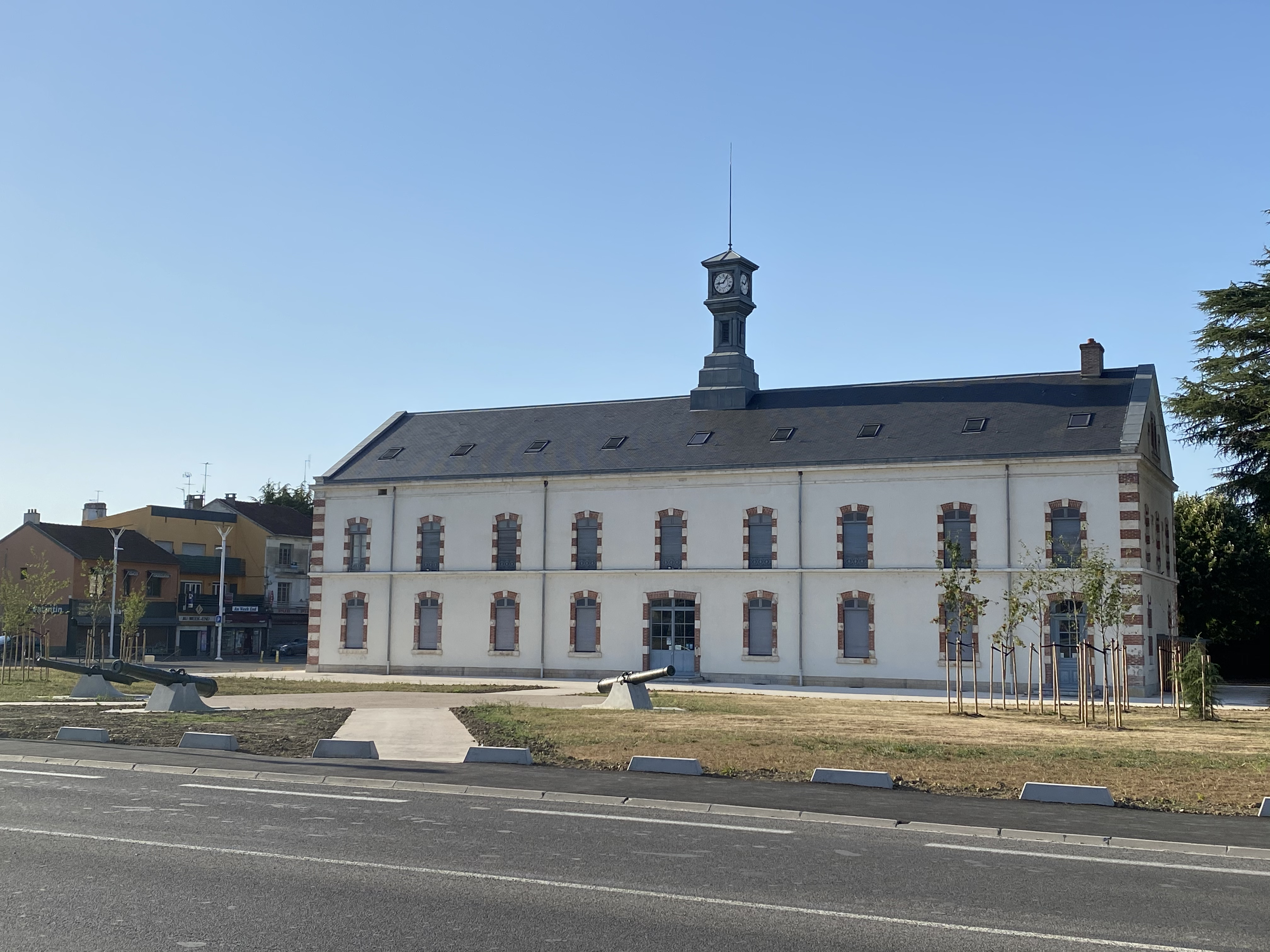
Bâtiment 100 de l'Arsenal devenu Maison des Associations.
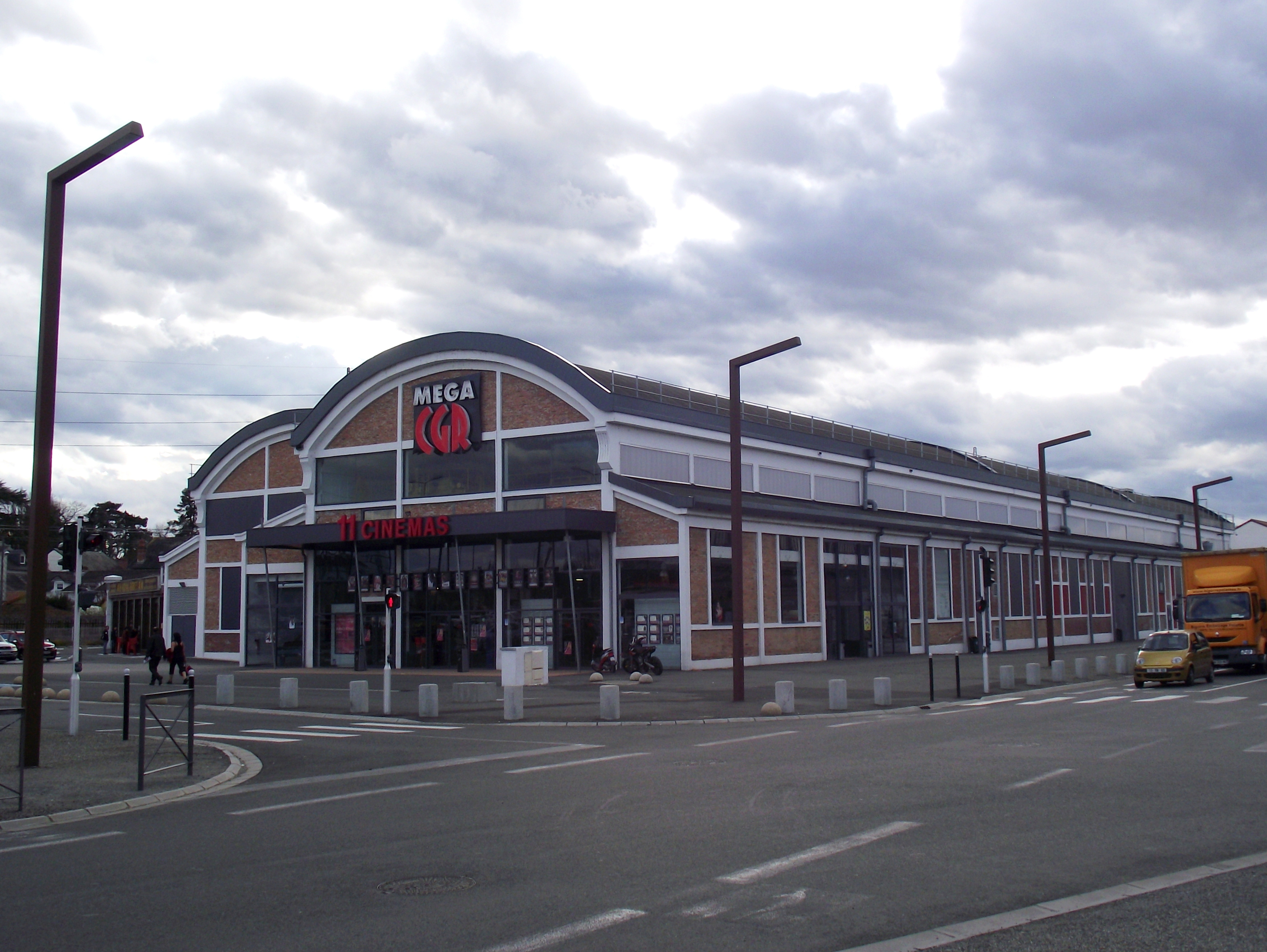
Bâtiment 119 devenu complexe cinématographique.
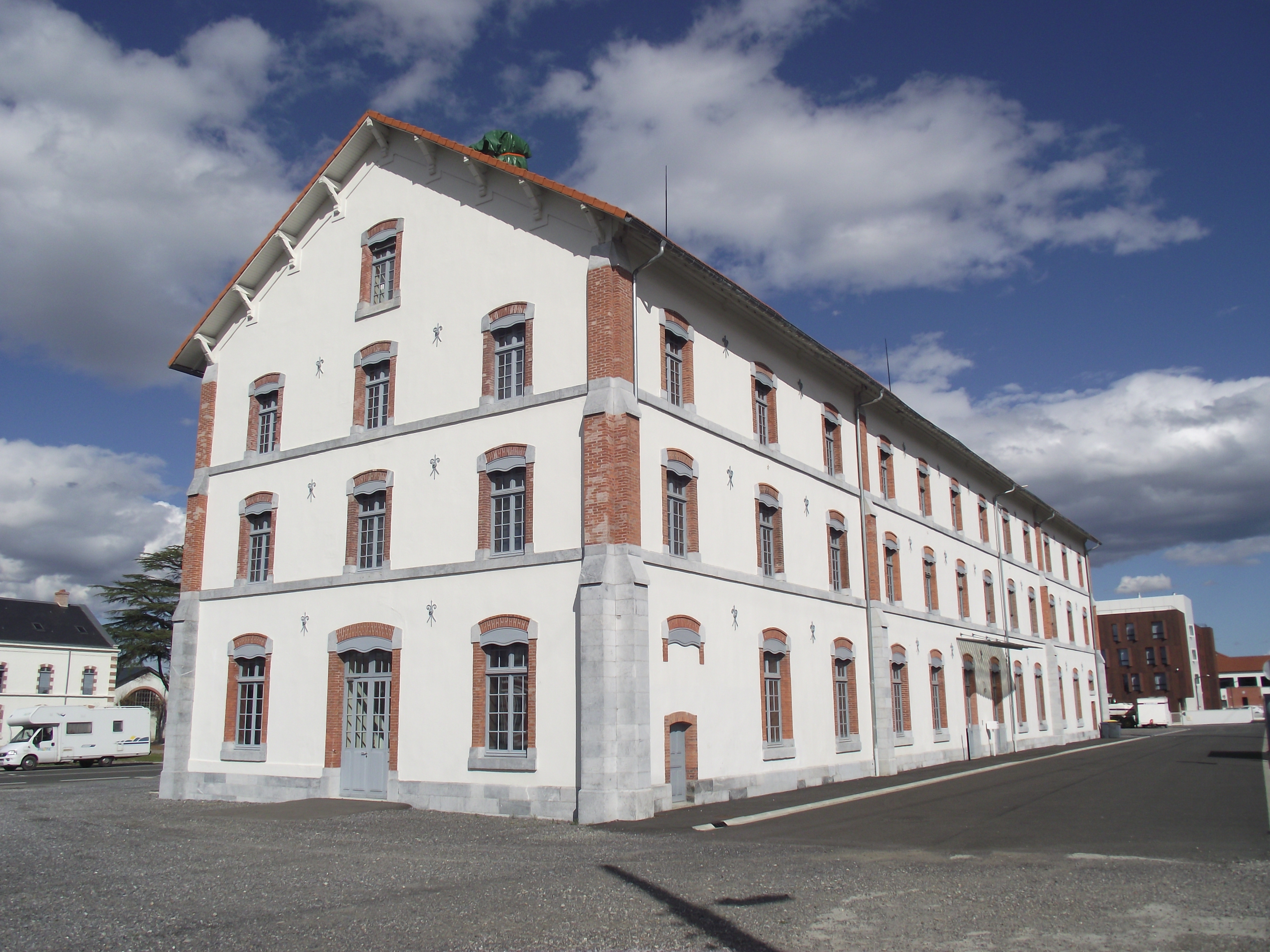
Bâtiment 103 devenu archives municipales.
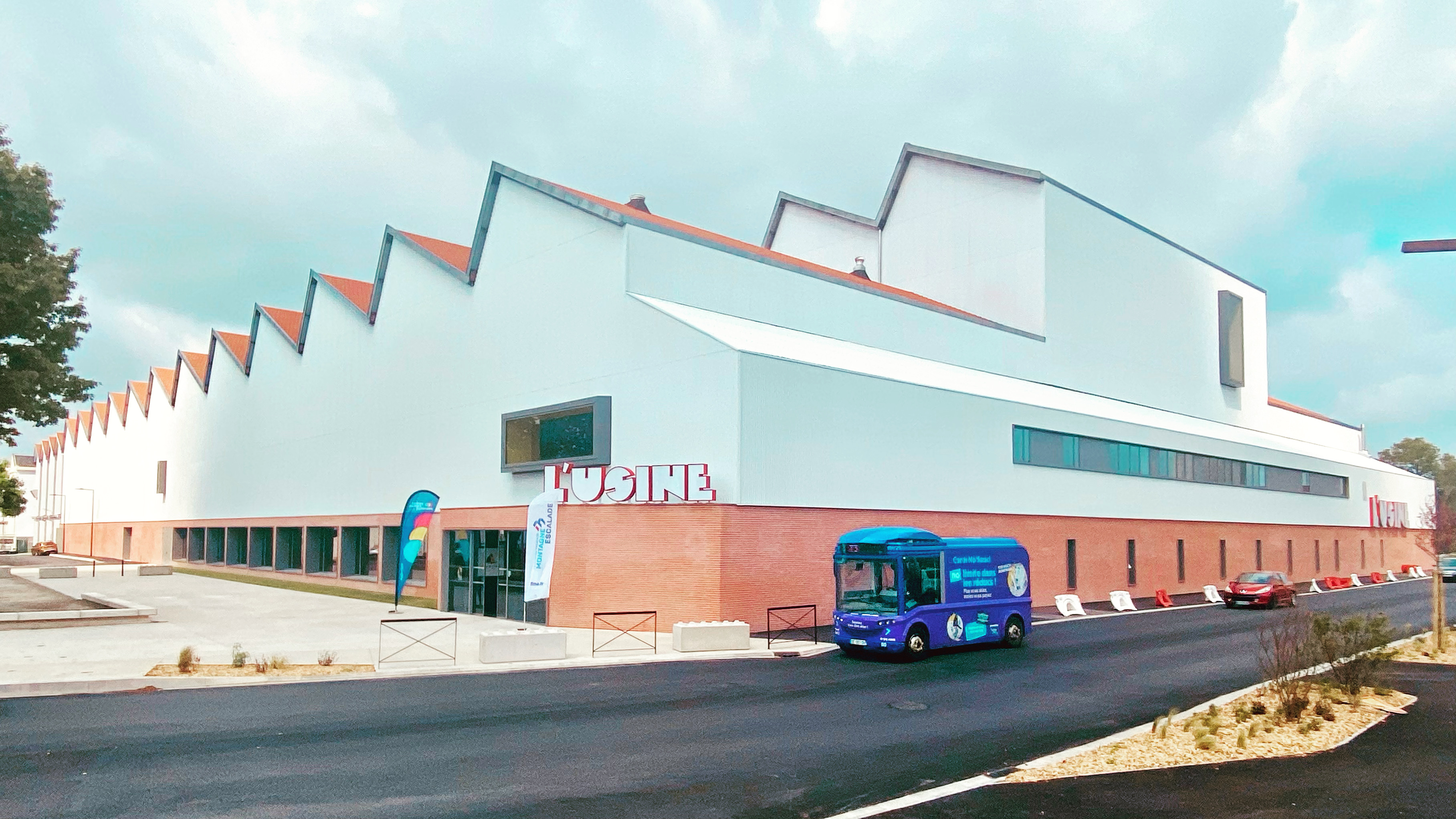
L'usine (des sports).
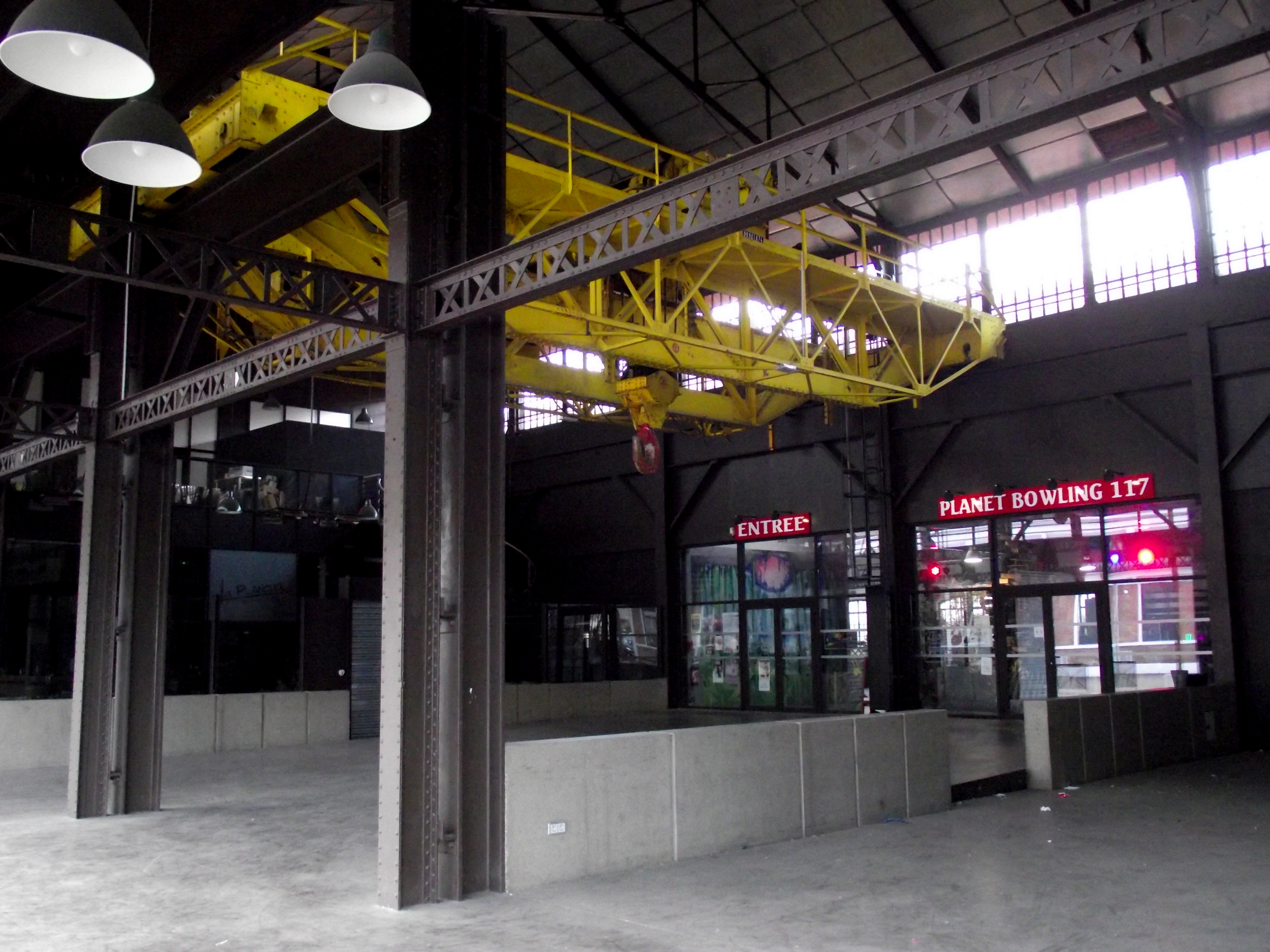
Pont roulant du bâtiment 117 devenu complexe de loisirs.

Cette zone jouxte, à Aureilhan, l'usine de céramique Oustau qui a été fondée en 1873 par Laurence Oustau. Les bâtiments de l'usine, abondamment décorés de briques vernissées, ont été protégés au titre des Monuments historiques en 1994.

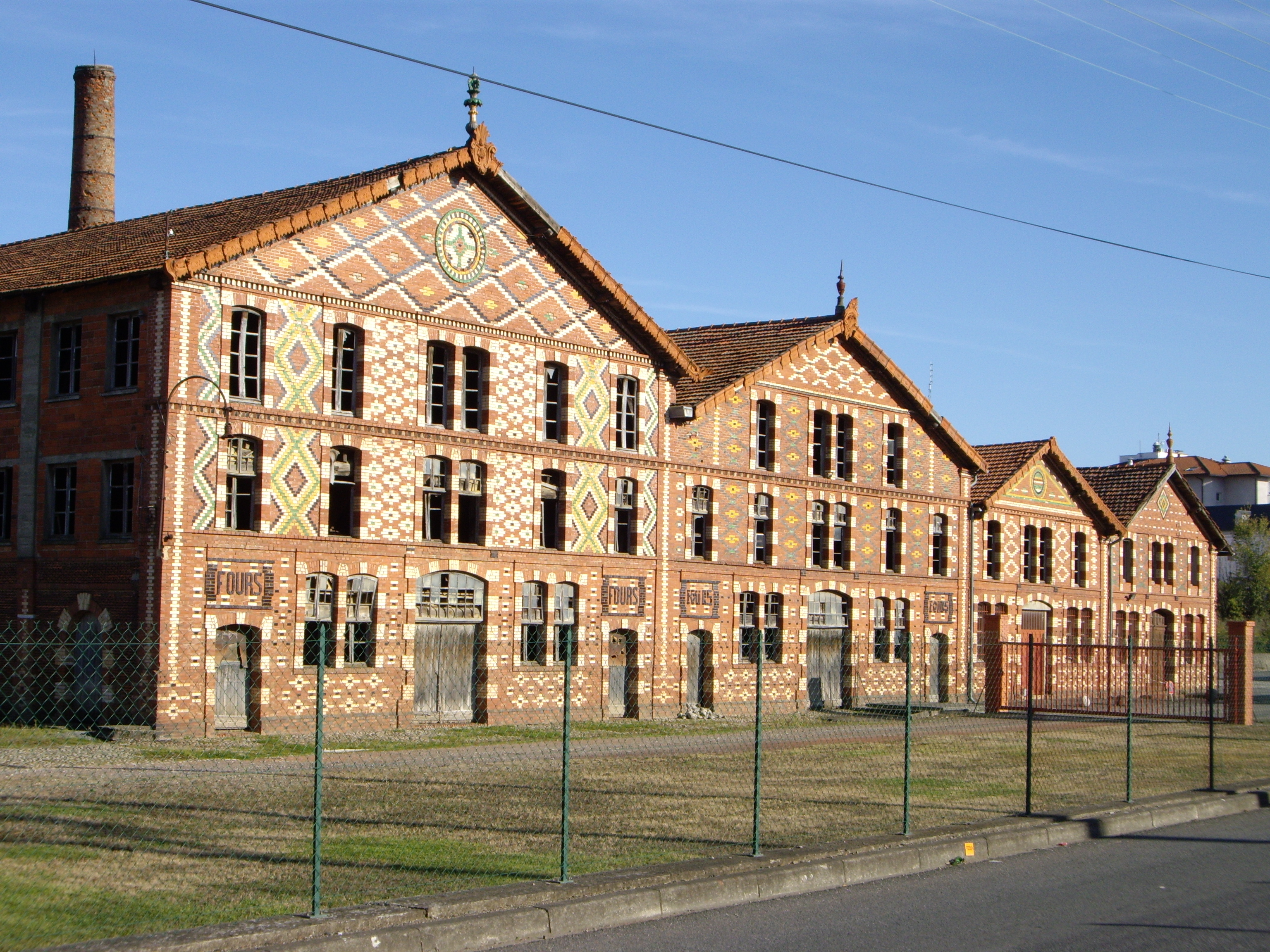
Usine de céramique Oustau à Aureilhan.

#### Édifices religieux

##### Les églises et chapelles catholiques
Les églises
Adossée à l'ancien palais épiscopal devenu préfecture, la cathédrale Notre-Dame-de-la-Sède, place De Gaulle, comporte une façade classique datant du XVIIe siècle. À l'opposé, le chevet surmonté d'une tour-lanterne agrandie à l'époque gothique et le transept datant du XIIe siècle restent avant tout marqués par les origines romanes de l'édifice. Le maître autel est doté d'un baldaquin de marbre baroque dont la réalisation a été attribuée à Dominique Ferrère[réf. souhaitée]. On peut y voir encore le plafond peint par Henri Borde et le Testament de Louis XVI gravé dans une grande plaque de marbre, dans la chapelle Saint-Louis (l'oratoire). Saint Vincent-de-Paul y est ordonné sous-diacre puis diacre en 1598. Sainte Élisabeth de la Trinité, qui a séjourné brièvement à Tarbes, et le pape Saint Jean-Paul II sont venus se recueillir dans la cathédrale.
Plus excentrée encore vis-à-vis du centre-ville en direction de Pau ou Ibos, se situe non loin l'église Sainte-Anne.
- L'église Saint-Jean-Baptiste, communément dénommée église Saint-Jean, se situe elle au cœur du centre commerçant, à cheval entre la rue Brauhauban, devenue piétonne dans sa partie occidentale, et la rue Maréchal-Foch. Plusieurs fois dévastée lors des guerres de religion, sa structure, datant du XVe siècle, reste marquée par le courant gothique méridional. Au Moyen Âge, l'édifice joue un rôle majeur dans la cité et les États de Bigorre s'y réunissent. L'église abrite un orgue remarquable ainsi que de nombreuses chapelles baroques. L'autel majeur est une œuvre de Jean Brunello. Le clocher de style néo-roman date du XVIIe siècle[163].
- De style gothique languedocien, l'église Sainte-Thérèse fait face aux halles et à la place Marcadieu. Son histoire commence avec l'établissement des religieux du Mont-Carmel au XIIIe siècle. Le clocher qui constitue un des éléments des plus anciens date du XVe siècle et est un vestige de cette ancienne abbaye[164]. L'église est cependant profondément rénovée au XIXe siècle par l'architecte de la ville Tiffon. Elle abrite un superbe orgue, de jolies boiseries, quelques belles statues baroques et des peintures de Frédéric Lagarrigue.
- L'église Saint-Antoine voit le jour, à proximité du site de l'Arsenal, en 1896. Elle est ainsi à lier au passé ouvrier de cette paroisse où œuvrent des franciscains conventuels[165].

L'église Saint-Martin, l'église Sainte-Bernadette et l'église Saint-Vincent-de-Paul, de forme pyramidale, tranchent par leur architecture contemporaine.

Églises de Tarbes
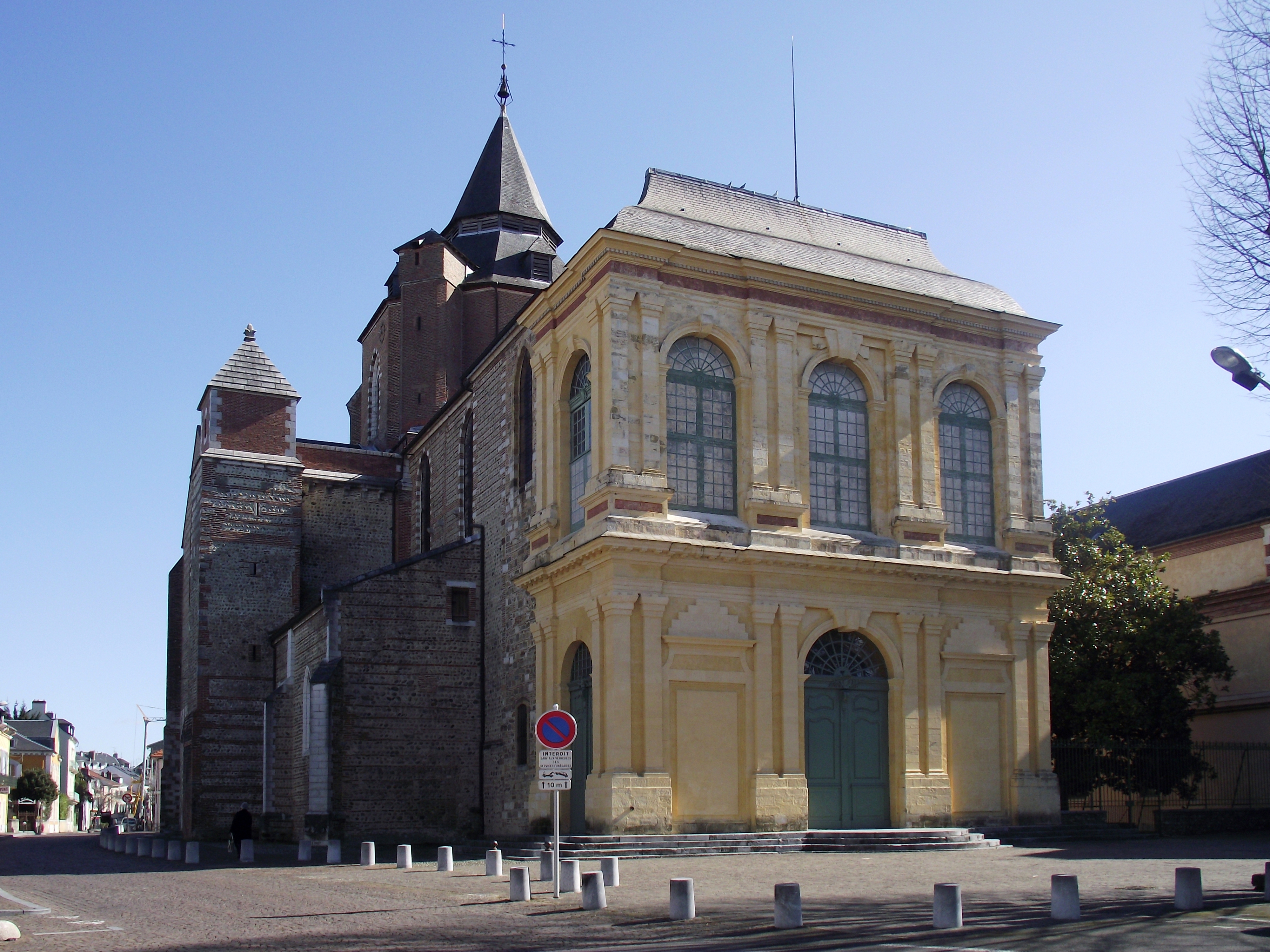
Cathédrale Notre-Dame-de-la-Sède de Tarbes
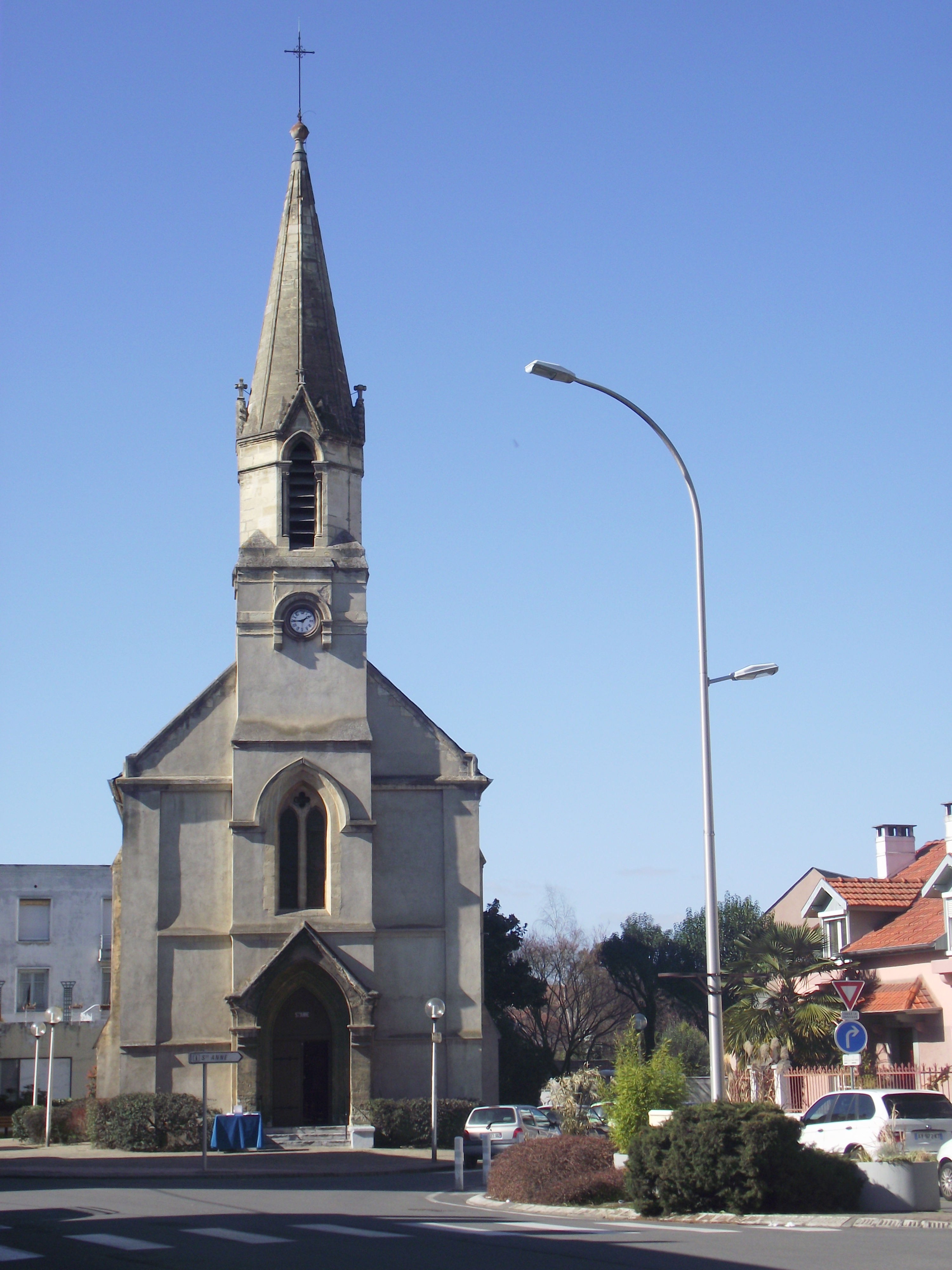
Église Sainte-Anne
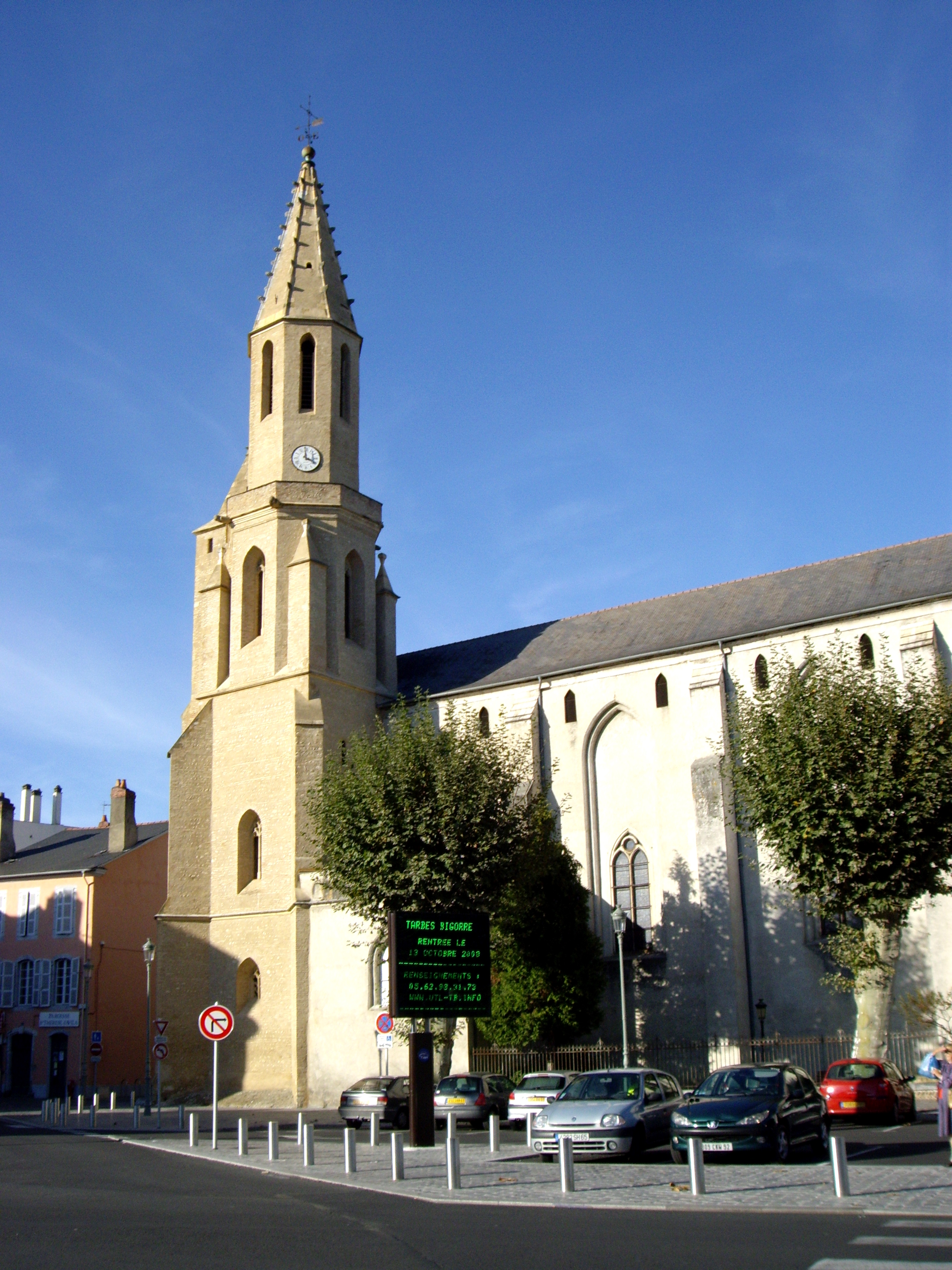
Église Sainte-Thérèse

Les chapelles
- L'actuel lycée Théophile-Gautier, rue de l'Abbé-Torne, jadis dirigé par les Doctrinaires (frères de la doctrine chrétienne), abrite une chapelle dont l'autel majeur est classé monument historique. Il a été réalisé par le sculpteur bigourdan Dominique Ferrère à l'époque baroque.
- L'institution Jeanne-d'Arc comporte une chapelle à la décoration d'inspiration art déco.
- L'hôpital de l'Ayguerote, rue d'Ayguerote, devenu maison de retraite, comprend une chapelle baroque.
- Le Carmel, rue Théophile-Gautier, de Tarbes a été fondé en 1870. Il a reçu la visite de sainte Elisabeth de la Trinité lors de son séjour dans les Pyrénées. Aujourd'hui les carmélites ont quitté la ville. Les bâtiments sont la propriété de la ville de Tarbes: la chapelle est devenue un lieu d'expositions. Le cloître n'est pas accessible au public.
- Le conservatoire Henri-Duparc, rue Larrey, a progressivement investi la chapelle qui lui est attenante[166].

La chapelle du lycée Saint-Vincent-Paul, rue Saint-Vincent-de-Paul, la chapelle ensemble scolaire du Pradeau de Séde, rue Mesclin, la chapelle (ANRAS), rue Eugène Térot.

##### Protestantisme
- Église Protestante Unie de France en Hautes-Pyrénées, rue du Régiment-de-Bigorre[167].
- Église évangélique Assemblée de Dieu, rue de la Fraternité[168].

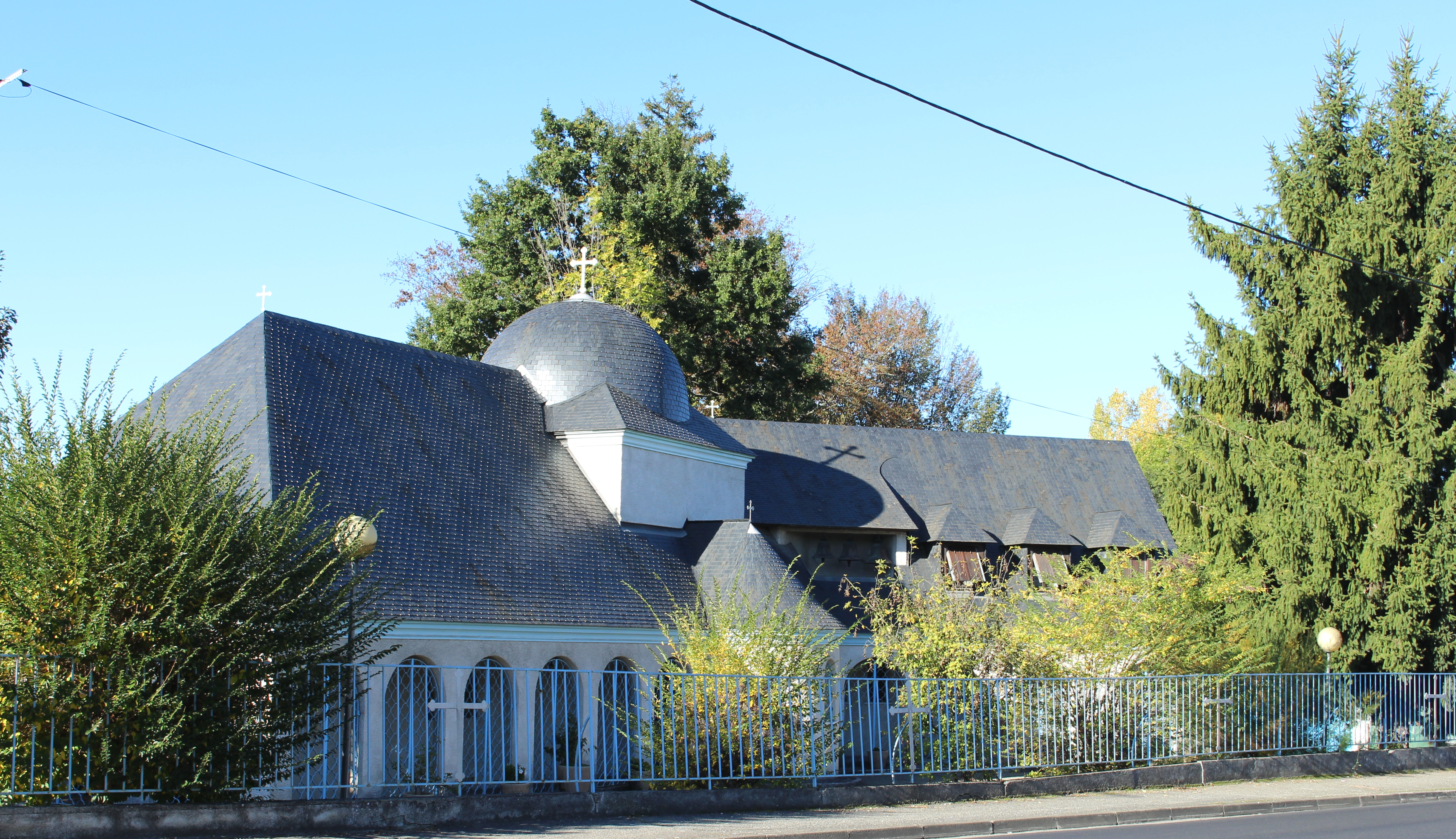
Église orthodoxe Notre-Dame-Source-de-Vie de Tarbes

- Église évangélique Vie et Lumière, chemin des Carrerot.
- Assemblée évangélique, rue du Maquis-de-Sombrun.
- Église protestante évangélique, rue Jean-Larcher[169].
- Église évangélique Assemblée de Dieu, place du Foirial.Église orthodoxe Notre-Dame-Source-de-Vie de Tarbes

##### L’Église orthodoxe
Fondée en 1986, l'Église orthodoxe serbe Notre-Dame-Source-de-Vie, avenue Aristide-Briand, est ornée de magnifiques peintures murales.

##### Les mosquées de Tarbes
La mosquée Omar ibn al-Khattâb accueille la communauté musulmane de la ville. Cette mosquée, construite en 2005, sur un terrain acheté à la ville, comprend, notamment, deux salles de prière (l'une de 150 m2 pouvant accueillir jusqu’à 300 fidèles, l'autre, à l'étage, prévue pour 200 personnes), une salle de lecture d’une capacité de 80 personnes, une salle pour les ablutions et divers locaux et sanitaires. L’intérieur de la mosquée s’ouvre sur une cour avec patio. Un minaret de style andalou surmonte l’édifice.
La mosquée El-hijra située dans le quartier Laubadere.

#### Églises millénaristes américaines
L'Église de Jésus-Christ des saints des derniers jours, rue Corneille et la salle du royaume des Témoins de Jéhovah, quai de l'Embarquement.

#### Demeures anciennes
Hôtel de Briquet (XVIIe siècle) (maison plus ancienne de Tarbes).
Dans le quartier La Sède où sont visibles la préfecture et la cathédrale, la maison familiale du maréchal Foch datant du XVIIe siècle a été aménagée en musée. Il s'agit d'une demeure typiquement bigourdane reconnaissable à sa façade jaune. Il est possible de visiter la chambre natale et le bureau du maréchal et d'observer des objets lui étant relatifs.
D'autres beaux exemples de maisons bigourdanes sont visibles rue de la Victoire, rue Clemenceau ou encore rue du Régiment-de-Bigorre. Elles sont reconnaissables à leurs portes en bois sculptées, à leurs crépis de couleur qui rehaussent les encadrements en pierre marmorifère grise, à leurs balcons de bois sous toit et à leurs toitures d'ardoise percées de lucarnes.

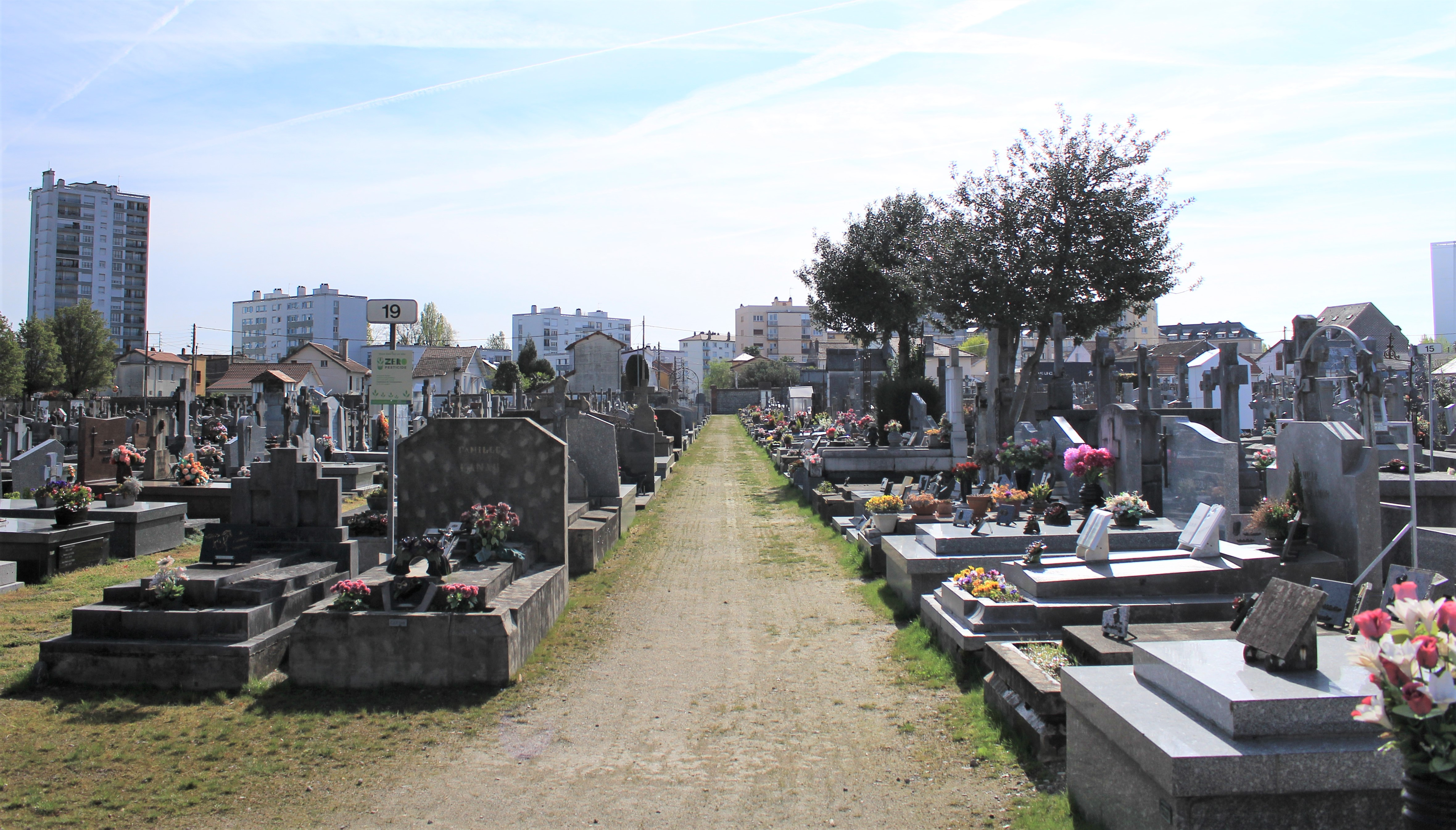
Cimetière Saint-Jean.

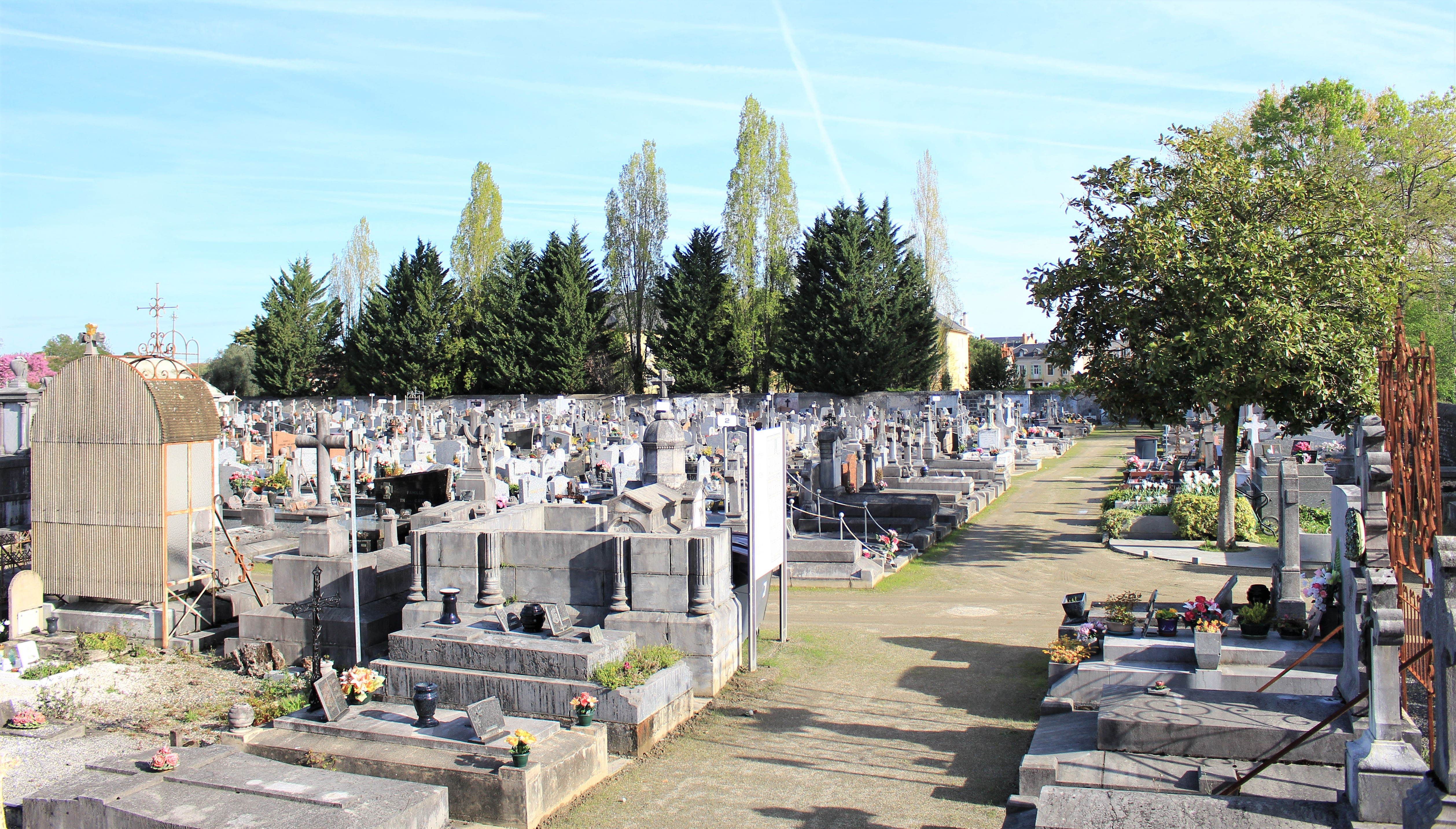
Cimetière de la Sède.

Face à l'église Saint-Jean-Baptiste, est visible la maison natale de Bertrand Barère.
Au gré des mutations de son père, Théophile Gautier est, lui aussi, né rue Brauhauban. La demeure est encore aujourd'hui visible. La famille n'y habita cependant que trois ans. La rue Brauhauban abrite également la maison natale d'un autre poète du XIXe siècle, Laurent Tailhade.
Des villas de style anglais, impérial ou encore néobasques datant des XIXe et XXe siècles, ornent le jardin Massey, le parc Bel-Air, le parc Paul-Chastellain et leurs quartiers respectifs. La villa Massey, au cœur du jardin homonyme, est néo-mauresque (XIXe siècle). La villa Fould, jadis demeure d'Achille Fould, ministre d'État de Napoléon III, vient d'être restaurée. Elle abrite désormais le siège du parc national des Pyrénées. Un peu plus loin se trouve la villa Bel-Air du début du XXe siècle.
Des bâtiments Art nouveau bordent les rues Maréchal-Foch et Bertrand-Barrère.

#### Cimetières
On trouve trois cimetières à Tarbes; le cimetière de la Sède, cimetière Saint-Jean et cimetière nord.

### Personnalités liées à la commune
De nombreuses personnalités sont nées à Tarbes, ou ont un lien avec la ville. Toutes ne peuvent être citées ici, mais il est possible d'en trouver la liste sur la page:   Catégorie:Naissance à Tarbes
Parmi ces personnalités, on peut citer :

#### Personnalités politiques
- Bertrand Barère de Vieuzac, né (1755) et mort (1841) à Tarbes. Révolutionnaire, député du Tiers état en 1789 ou il représente la Bigorre ; conventionnel et membre du Comité de Salut Public pendant la Terreur. Lors de la création des départements, il se bat pour que le Bigorre, de trop petite taille et menacée par les exigences du Béarn et de l'Armagnac, devienne le département des Hautes-Pyrénées, en prenant le complément de superficie aux alentours, et pour que Tarbes en soit le chef-lieu.
- Jean Glavany, né à Sceaux en 1949. Ancien chef de cabinet de François Mitterrand, Il a rempli différentes fonctions nationales, notamment, ministre de l'agriculture dans le Gouvernement Lionel Jospin. En 1993, Il est envoyé dans les Hautes-Pyrénées par François Mitterrand pour s'y faire élire député. En 2017, investi par le Parti Socialiste, il affirme soutenir le Président Emmanuel Macron tout en se présentant contre son candidat officiel, désigné par La République En Marche. Jean Glavany est éliminé dès le premier tour avec 14,61% des voix.
- François de Mazières, né le 22 mai 1960 à Tarbes, est un haut fonctionnaire et homme politique français. Il est maire de Versailles depuis 2008 ;
- Charles Antoine de La Roche-Aymon (1697-1777), évêque de Tarbes de 1729 à 1740. Devenu Grand aumônier de France (1760), il marie le futur roi Louis XVI à Marie-Antoinette d'Autriche (1770). Il est créé cardinal par le Pape (1771) et devient ministre de la Feuille des bénéfices. Il administre les derniers sacrements à Louis XV mourant, en 1774. Le 11 juin 1775, il sacre Louis XVI roi de France à Reims.
- Maurice Trélut (1881-1944), maire « modéré » de Tarbes de 1935 à 1944, résistant et déporté. Catholique, il est révolté par les persécutions dont sont victimes les juifs. Avec, notamment, la complicité du directeur et des religieuses de l'hôpital de Tarbes, il organise un réseau qui a sauvé un nombre important de juifs de la déportation. Arrêté par la Gestapo, il meurt en déportation à Buchenwald, en 1944. Israël lui a décerné le titre de Juste parmi les nations; son nom est inscrit au mémorial de Yad Vashem en Israël. Le stade omnisports de la ville (1969) porte son nom car il fut aussi l'un des joueurs de rugby du Stadoceste tarbais et le président du Comité Armagnac-Bigorre (rugby).
- Gérard Trémège (1944), maire de Tarbes depuis 2001, réélu en 2020, et Président de la communauté d'agglomération Tarbes-Lourdes-Pyrénées (2017). Il est aussi conseiller régional Républicain d'Occitanie depuis 2015, après avoir été conseiller de l'ancienne région Midi-Pyrénées de 2004 à 2015. Il a été (1995-1998) Président national de l'Assemblée des Chambres Françaises de Commerce et d'Industrie (ACFCI).

#### Sportifs
- Gabriel Sempé (Tarbes, 1901 - Tarbes, 1990), Médecin, cet érudit, collectionneur d'œuvres d'art, a été dans sa jeunesse un athlète: 11 fois champion de France du 110 mètres haies, deux fois recordman de France de la spécialité, en 1928, et deux fois demi-finaliste aux Jeux Olympiques (Paris, en 1924 et Amsterdam, en 1928).
- Louis Destarac (Tarbes 1902-1984), rugbyman international
- René Valmy (Tarbes, 1920 - Tarbes, 1977). Spécialiste du sprint: neuf fois champion de France, entre 1939 et 1945.
- Annick Level (Tarbes, 1942), escrimeuse (fleuret), plusieurs fois championne de France, elle participe aux JO de Tokyo (1964), et Mexico (1968), médaille de bronze aux Championnats du Monde de 1970;
- Bernard Lapasset (Tarbes le 20 octobre 1947), Président de la Fédération Française de Rugby (1991-2007), puis élu Président de l'International Rugby Board (IRB), le 19.10.2007. Il avait déjà occupé la présidence de l'IRB, à l'époque non élue et tournante, en 1995-96; Vice-président du Comité national olympique et sportif français de 1992 à 2009. Il est aujourd'hui Président d'honneur du Comité d'Organisation des Jeux Olympiques et Paralympiques d'été de 2024[173]
- Patrick Baldassara (Lyon, 1952), footballeur ancien joueur de l'Olympique Lyonnais, de Montpellier et du Stado. Reconverti entraîneur, il fait toute sa carrière au Tarbes Pyrénées Football où il devient dirigeant et éducateur.
- Philippe Dintrans (Tarbes, 1957), rugbyman ancien talonneur du Stadoceste Tarbais et capitaine du XV de France 51 sélections ;
- Christian Ortéga né à Tarbes en 1961, début à Séméac, basketteur professionnel à Orthez de 1980 à 1991 (Champion d'Europe Korac, 2 fois champion de France, Vainqueur Tournoi des As, capitaine de l'Élan Bearnais Orthez, 2 fois All Stars, 8 sélections équipe de France), St-Quentin, Mulhouse...Actuellement Coach.
- William Ayache (Alger, 1961), footballeur passé par Tarbes, l'Olympique de Marseille, Paris SG et international tricolore 21 sélections. 3e de la coupe du monde 86 ;
- Jean-Luc Sassus (Tarbes, 1962 - Toulouse, 2015), ancien joueur de football professionnel ;
- Philippe Bérot (Tarbes, 1965), ancien rugbyman trois quart aile du SU Agen et de Auch.
- Aubin Hueber (Tarbes, 1967), rugbyman ancien joueur de Tarbes, RC Toulon international tricolore 23 sélections ;
- Christophe Dupouey, Né (1968), et décédé (2009), à Tarbes. Champion du monde de VTT en 1998 et vainqueur de la coupe du monde en 1996, notamment. Il a également participé aux JO de 1996, où il a pris la quatrième place. ;
- Wilfrid Forgues (Tarbes, 1969), champion olympique à Atlanta en 1996 en Canoë Biplace Slalom avec Franck Adisson, et médaille de bronze 4 ans plus tôt à Barcelone. Par ailleurs 5 fois champion du Monde et 9 fois champion de France ;
- Frank Adisson (Tarbes, 1969), champion olympique à Atlanta en 1996 en Canoë Biplace Slalom avec Wilfrid Forgues, et médaille de bronze 4 ans plus tôt à Barcelone. Par ailleurs 5 fois champion du Monde et 9 fois champion de France ;
- Franck Hueber (Tarbes, 1972), rugbyman ancien joueur du Stadoceste tarbais, FC Grenoble, Stade français, FCS Rumilly et CS Bourgoin-Jallieu ;
- Olivier Azam (Tarbes, 1974), est un ancien joueur international français de rugby à XV
- Sylvain Tanir (Tarbes, 1975), rugbyman ancien joueur du RC Narbonne, de la Section Paloise, Us Dax et de Tarbes ;
- Sébastien Fauqué (Tarbes, 1977), rugbyman demi d'ouverture ancien joueur du MTG XV, du RC Toulon, de l'Aviron bayonnais, et de l'Atlantique Stade rochelais ;
- Julien Laharrague (Tarbes, 1978), joueur de rugby à XV tout comme son frère Nicolas Laharrague né à Tarbes en 1981 ;
- Xavier Bécas (Tarbes, 1979), footballeur ancien joueur de AC Ajaccio, FC Metz, Sedan et Istres ;
- Nicolas Lopez (Tarbes, 1980), escrimeur (sabreur), français ;
- Anne-Lise Touya (Tarbes, 1981), escrimeuse (sabreuse), française (championne du monde 2001, à Nîmes, et 2005 à Leipzig), et ses frères, Damien et Gaël, également au sommet de l’escrime mondiale (champions olympiques au sabre par équipe à Athènes en 2004), ;
- Céline Dumerc (Tarbes, 1982), basketteuse meneuse titulaire de l'équipe de France ; (championne d'Europe en 2009, vice-championne olympique à Londres en 2012)
- Vincent Forgues (Tarbes, 1983), rugbyman troisième ligne aile ancien joueur de Toulouse, Pau et Brive ;
- Mathieu Crepel (Tarbes, 1984), snowboarder français ;
- Bastien Montès (Pau, 1985), skieur de vitesse français, Tarbais depuis sa naissance. Champion du Monde 2017 avec 251,397 km/h et vainqueur du Globe de Cristal de la Coupe du Monde
- Lionel Beauxis (Tarbes, 1985), rugbyman champion du monde des moins de 21 ans en 2006 et international tricolore 23 sélections ; Ancien entraineur de Castres, Mont de Marsan et Tarbes. Actuel sélectionneur adjoint de l'équipe d'Italie.
- Wenceslas Lauret (Tarbes, 1987), rugbyman troisième ligne aile joueur du Racing Métro et ancien joueur du Biarritz olympique. International tricolore ;
- Victor Pérez (Tarbes, 1992) est un golfeur professionnel français qui joue sur le circuit européen,
- Adrien Théaux (Tarbes, 1984), skieur alpin spécialiste de la descente et du Super G ;
- Hélios Latchoumanaya, né en 2000 à Tarbes, est un pratiquant de judo, déficient visuel. Il est double Champion du monde et double champion d'Europe (2022 et 2023), dans la catégorie des moins de 90 kg. Il représente la France aux jeux paralympiques organisés à Paris en 2024. Hélios remporte la médaille d'argent (catégorie moins de 90 kg).

#### Écrivains
- Maurice Audebert (1923-2012), philosophe, romancier et homme de théâtre, né à Tarbes ;
- Paulo Coelho, né le 24 août 1947 à Rio de Janeiro, romancier et interprète brésilien qui a vécu plusieurs années à proximité de Tarbes (à Saint-Martin (Hautes-Pyrénées). Il vit désormais à Genève.
- Charles Dantzig, né à Tarbes en 1961, écrivain et éditeur, prix Jean Freustié et Roger Nimier en 2003, Prix Décembre et Elle en 2006 ;
- Marie-Armand d'Avezac de Castera-Macaya (1800-1875) : archiviste et géographe né à Tarbes ;
- Gaston Dumestre, chansonnier, romancier, librettiste et journaliste né à Tarbes (1875-1949) ;
- Isidore Ducasse (1846-1870), poète français dit Lautréamont, né à Montevideo en Uruguay, scolarisé au lycée Théophile-Gautier de Tarbes ;
- Henri-Paul Eydoux (1907-1986), homme de lettres et résistant (BCRA et FFL), né à Tarbes. D'une grande érudition, son œuvre concerne l'histoire de la géographie de l'Afrique ainsi que l'architecture et l'archéologie. Ses ouvrages à fort tirage ont permis une vulgarisation de l'archéologie vers un public cultivé ;
- Théophile Gautier (1811-1872), poète, romancier et critique d'art, né à Tarbes. Il est notamment l'auteur du Capitaine Fracasse ;
- Christian Laborde, né à Aureilhan en 1955 (banlieue de Tarbes), écrivain, chroniqueur et pamphlétaire français. Ami de Claude Nougaro, il est connu pour avoir subi la dernière censure littéraire en France (1989) ;
- Jules Laforgue (1860-1887), poète français, né à Montevideo (Uruguay) où son père, originaire de Tarbes, a ouvert une école. Il rentre à Tarbes en 1866 avant de partir pour Paris en 1875 ;
- Jean-Jacques Lefrère (1954-2015), né à Tarbes, médecin-chercheur en hématologie, biographe de Rimbaud, Lautréamont et Jules Laforgue ;
- Véronique Poivre d'Arvor, née à Tarbes en 1942, écrivaine française ;
- Christine de Rivoyre (Tarbes1921 - Paris 2019), est journaliste, écrivaine et scénariste française. Prix Interallié pour Le Petit Matin (1968), prix Pierre-de-Régnier (1979), prix Prince-Pierre-de-Monaco et grand prix de littérature Paul-Morand pour l'ensemble de son œuvre. Elle est membre du jury du prix Médicis (1971 - 2019).
- Philippe-Joseph Salazar, né en 1955 à Casablanca  (Maroc), philosophe, ancien élève du Lycée Théophile-Gautier.
- Jérôme Steiner, dit Olivier Steiner, né en 1976, à Tarbes. Écrivain (Prix Rive gauche Paris en 2012). Il est aussi producteur de radio et chroniqueur ;
- Laurent Tailhade (1854-1919), né à Tarbes, écrivain, polémiste.
- Jacques-François Abbadie (1838-1913), magistrat et historien. Président de la société de Borda.

#### Militaires

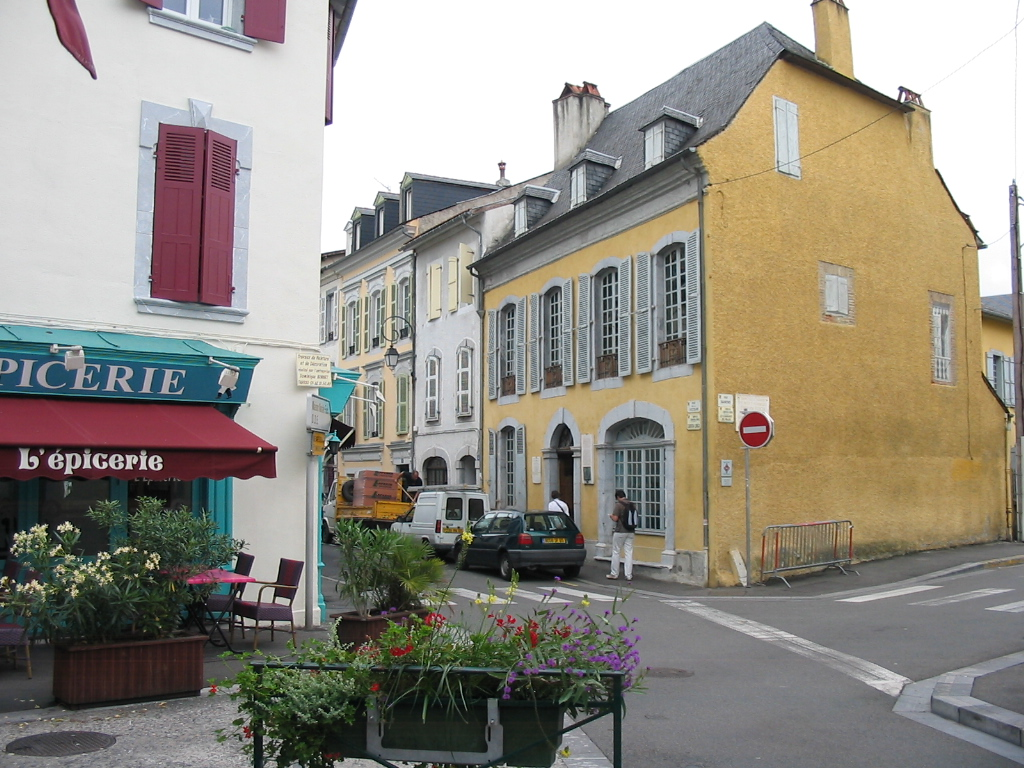
Maison natale de Ferdinand Foch.

- Alexandre Paul Guérin de Chateauneuf-Randon du Tournel, né à Tarbes (1757-1827) est un général et homme politique français de la Révolution et de l’Empire.
- Pierre Emmanuel Félix Chazal (1808-1882), né à Tarbes, devenu général et politicien belge (naturalisé belge, à la suite de l'exil imposé par la chute de Napoléon Ier).
- Jean Dembarrère, (1747-1828) général de division de Napoléon Ier, né à Tarbes d'une famille noble, le 3 juillet 1747. Son nom est gravé sur le monument de l'arc de triomphe de l'Étoile, côté Nord.
- Étienne Marie Dutilh (1751 - 1801) est un général de la révolution française, né à Tarbes
- Ferdinand Foch (1851-1929). Commandant en chef des forces alliées sur le front de l'Ouest pendant la Première Guerre mondiale. Il a été élevé à la dignité de maréchal de France (1918), de Grande-Bretagne (1919) et de Pologne (1923). Le maréchal Foch fait partie des signataires alliés de l'armistice de 1918. Le jour de l'armistice, il est nommé à l'Académie des sciences, et dix jours plus tard il est élu à l'Académie française, au fauteuil no  18. Il fut aussi membre de l'Académie de Stanislas (Nancy). Un musée a été aménagé dans sa maison natale de Tarbes, en 1951.
- Dominique Gaye Mariolle, né près de Campan en 1767 et mort dans sa maison de Tarbes en 1818. Du haut de ses 2 mètres, ce solide sergent bigourdan, connu tant pour ses actes de bravoure que pour ses facéties, présenta les armes à Napoléon Ier, en 1807 à Tilsit, avec un canon de 30 kg, au lieu du fusil réglementaire. Son nom serait à l'origine de l'expression "faire le mariole".
- Pierre-Benoît Soult (1770-1843), général français de la Révolution et de l’Empire, frère puîné du maréchal d'Empire Soult, mort à Tarbes.
- Francis Pottier (1910-1999), né à Fontaine-au Bois (Nord), général de Brigade, héros de la Résistance sous le vocable "Quasimodo", vécut en Bigorre jusqu'à sa mort. Dans la nuit du 14 au 15 avril 1944, à la tête d'une vingtaine de résistants, dont Gaston Murray et Robert Eychenne, il fait sauter, dans la banlieue de Tarbes, la fonderie des usines Hispano-Suiza (aujourd'hui Alstom) qui fabriquait des pièces d'avions destinées à la Luftwaffe allemande[174]. Cette destruction permit  à Tarbes et à sa banlieue d'éviter les bombardements de l'aviation alliée avec les nombreuses victimes civiles qui en auraient résulté. Par la suite le corps franc commandé par le général Pottier fut appelé "Le Commando Hispano".
- François de Vergès (1752-1798) est un général de brigade de la Révolution française, né à Tarbes.

#### Musiciens, chanteurs
- Barbara, (1930-1997), auteur-compositeur-interprète. Enfant, Monique Serf (son véritable nom) vécut à Tarbes, 3 bis rue des Carmes, au début de la guerre 1939-1945. Elle y subit la première agression de son père qu'elle confirmera dans ses mémoires (Il était un piano noir, page 25).
- Jean-Louis Blèze (1927-2012), humoriste, chanteur et comédien, né à Aureilhan (banlieue de Tarbes). Il connut un franc succès dans de nombreuses émissions de télévision, dès les années 1960, grâce notamment à sa gentillesse et sa "bonne humeur communicative".
- Boulevard des airs (Florent Dasque, Jean-Noël Dasque, Jérémie Plante et Laurent Garnier tous les quatre nés à Tarbes), groupe né sur les bancs du lycée Marie Curie en 2004. En février 2019, ils remportent lors de la 32e cérémonie des Victoires de la musique le trophée de la chanson de l'année avec leur titre Je me dis que toi aussi. Le maire leur remettra quelques jours après la médaille d'or de la ville[175],[176].
- Les Chanteurs Pyrénéens de Tarbes, représentent dans cette ville la tradition du chant orphéonique qui y existe depuis 1856.
- Jean Claire, né à Tarbes (1920-2006) est un moine bénédictin, musicologue grégorien[177] de référence mondiale. Il découvrit l'origine du chant grégorien ainsi que les chants liturgiques existant avant celui-ci.
- Maurice Cocagnac frère dominicain, peintre et dessinateur, auteur-compositeur, écrivain et voyageur, né à Tarbes en 1924 ;
- François Deguelt (1932-2014), né à Tarbes, auteur-compositeur-interprète, notamment du tube de l'été 1965: "Le ciel, le soleil et la mer".
- Marianne Dissard, née le 20 mai 1969 à Tarbes, est une chanteuse, parolière et réalisatrice française, ayant fait une partie de sa carrière (2007-2013) aux États-Unis.
- David Fray, pianiste, né à Tarbes le 24 mai 1981 ;
- Agnès Gayraud née à Tarbes en 1979, philosophe, journaliste et auteure-compositrice-interprète française. Elle est la fondatrice du projet musical La Féline.
- Henri Génès (1919-2005), acteur, chanteur et humoriste, né à Tarbes.
- Yvette Horner, née à Tarbes (1922-2018), musicienne, accordéoniste de renommée internationale, plusieurs fois primée. Elle est enterrée au cimetière communal.
- Robert Kaddouch, pianiste concertiste et pédagogue, reconnu sur le plan international, est le créateur de la pédagogie Kaddouch[178],[179]. La Méthode Kaddouch a fait l'objet d'une étude scientifique sur le développement global de l'enfant par des chercheurs du Groupe d'imagerie neurofonctionnelle du développement (Gindev) de l'université Paris V[180]. Tarbais depuis 1966, Robert Kaddouch a reçu deux médailles de la ville de Tarbes et été fait citoyen d'honneur par le maire de Tarbes, Gérard Trémège, le 12 juillet 2016[83]. Madame Françoise Nyssen, Ministre de la Culture, lui a décerné, en avril 2018, la médaille de chevalier des Arts et Lettres. Robert Kaddouch donne des conférences en France et à l'étranger.
- Victor de Mirecki, né à Tarbes (1847-1921) violoncelliste et professeur de musique réputé. Premier violoncelle de la société de concerts de Madrid.
- Cécile Ousset (née en 1936), pianiste ;
- Gilles Servat, auteur-compositeur-interprète, ardent défenseur de la culture...celte, est pourtant né à Tarbes le 1er février 1945.
- Édouard Souberbielle, né à Tarbes en 1899, organiste, maître de chapelle et professeur à Paris, mort en 1986.
- Vox Bigerri, ensemble vocal tarbais dédié au chant polyphonique.
- Aurore Tillac (1980-)  cheffe du chœur de l'Armée française à la Garde républicaine, élève de l'école nationale de musique de Tarbes.

#### Artistes peintres, sculpteurs
- Monique Baroni (1930-2016), artiste peintre née à Tarbes. La Fondation Taylor a créé un Prix Monique Baroni.
- René Billotte, artiste peintre, né en 1846 à Tarbes, décédé à Paris en 1815.
- Henri Borde, artiste peintre, décédé à Tarbes en 1958.
- Jacqueline Dauriac, artiste plasticienne née en 1945 à Tarbes.
- Jean-François Larrieu, artiste peintre mondialement connu, né à Tarbes le 28 février 1960. Il expose dans le monde entier: Europe, New-York, Séoul, Dubaï, Singapour, Chine, Japon, etc. Il préside la Fondation Taylor.
- Firmin Michelet, sculpteur né à Tarbes en 1875, mort en 1951.
- Jeane Saliceti, artiste-peintre, née à Tarbes en 1883, décédée à Tarbes en 1959.

#### Cinéastes, acteurs
- Sandra Colombo, comédienne
- Julie Christie, actrice anglaise, a tenu un poste de lecteur d'anglais au Lycée Marie-Curie de Tarbes, à la fin des années 50. Actrice reconnue, elle a reçu un Oscar ("Darling Chérie" 1965), un BAFTA (" Docteur Jivago"), un Golden Globe et un Screen Actors Guild Award. Elle a joué dans six films classés parmi les 100 meilleurs films britanniques du XXe siècle de l'Institut du cinéma britannique, et en 1997 un BAFTA d'honneur pour l'ensemble de sa carrière.
- Michel Dieuzaide né à Tarbes en 1951, photographe et réalisateur de cinéma ;
- Christian Gion, cinéaste né à Tarbes en 1940 ;

#### Industriels, commerçants, bienfaiteurs
- André Emlinger, militaire et chef d'entreprise, à l'origine du centre Kennedy (1909-2005)
- Placide Massey, pharmacien et botaniste, grand bienfaiteur de la ville de Tarbes (1777-1853)

#### Autres personnalités liées à la ville
- Saint Vincent de Paul (1581-1660) a été ordonné sous-diacre et diacre en la cathédrale Notre Dame de la Sède de Tarbes par l'évêque de Tarbes, en 1598.
- Bertrand-Sévère Laurence (1790-1870), né à Oroix, dans le département, évêque de Tarbes de 1845 à 1870. Il est principalement connu du grand public pour avoir été "l'évêque des apparitions", c'est-à-dire l'évêque de Tarbes durant les apparitions de Lourdes en 1858, et pour les avoir reconnues au nom de l’Église catholique quatre ans plus tard, le 18 janvier 1862.
- Sainte Élisabeth de la Trinité (1880-1906). C'est lors de leur séjour à Tarbes, en 1898, que sa mère, fermement opposée à sa vocation religieuse, commença à évoluer, impressionnée par la joie d'une jeune carmélite tarbaise.
- Jean Prat né à Tarbes (1868-1952) est un missionnaire spiritain et linguiste réputé, spécialiste des langues bantoues. À ne pas confondre avec son homonyme (1923-2005), ancien international de rugby lourdais.
- Pierre-Marie Théas (1894-1977), évêque de Tarbes et Lourdes, résistant et déporté. Comme, notamment, le cardinal Gerlier, ancien évêque de Tarbes, et Jules Saliège, archevêque de Toulouse, il est l'un des cinq évêques français à avoir protesté publiquement, avec une très grande fermeté, contre les persécutions antisémites nazies. Le dimanche 30 août 1942, alors évêque de Montauban, il fait lire en chaire dans toutes les paroisses une lettre[181] dénonçant sévèrement les persécutions et les actes de "barbare sauvagerie" dont sont alors victimes les juifs, "traités comme un vil troupeau", "au mépris de la dignité humaine". Il a aussi encouragé et apporté une assistance matérielle et morale soutenue aux juifs (faux certificats de baptêmes, camouflages dans les couvents et institutions religieuses, etc). Arrêté par la Gestapo en 1944, il sera interné au camp de Compiègne, puis libéré par les Américains. Nommé évêque de Tarbes et Lourdes (1947-1970), il fut l'initiateur de la grande basilique souterraine de Lourdes. Déclaré Juste parmi les nations par l'état d'Israël, son nom est inscrit au mémorial de Yad Vashem, en Israël. Monseigneur Théas est enterré dans la cathédrale de Tarbes, au pied de l'autel de la Vierge.

### Patrimoine culturel

#### Gastronomie

##### Produits locaux
- Le haricot tarbais[182]. La Bigorre élève jalousement ce produit gastronomique, originaire d'Amérique Latine et introduit au XVIIIe siècle en vallée de l'Adour. Il lui faut un sol aux critères bien définis et une semence à une date précise. La cueillette se fait exclusivement à la main, gousse par gousse. Ce haricot réputé a obtenu le Label rouge en 1997 et une Indication Géographique Protégée en 2000.
- La garbure[183], plat typique de Bigorre, est une revigorante soupe aux légumes et haricots tarbais dans laquelle on cuit le confit et le "camailhou" (os du jambon du pays)[184].
- Le vin de Madiran[185] appartient à la mosaïque des vignobles du Sud-Ouest. Il existe depuis l'époque gallo-romaine, cependant sa véritable création date du XIe siècle, lorsque fut fondée l'abbaye de Madiran par les moines bénédictins. Sa renommée fut établie grâce aux pèlerins de St Jacques de Compostelle qui le découvraient en traversant la région. À cheval sur trois départements, le Madiran est un vignoble de coteaux, d'une superficie d'environ 1 600 hectares. Très riche en tanins, c'est un vin rouge corsé et charpenté, rude dans sa jeunesse. Après un vieillissement, ses tanins s'assouplissent et il développe des arômes plus fins, où se mêlent les odeurs de pain grillé et d'épices.
- Le porc noir de Bigorre[186]. Très ancienne race sauvée de la disparition en 1981, ce produit d'exception nécessite des conditions d'élevage en plein air qui respectent les exigences de cette race pure et s'appuie sur un savoir-faire traditionnel. Au bout de 14 mois de soins attentifs et un affinage naturel minimum de 18 mois, le Porc Noir de Bigorre donne un jambon de premier choix.
- Le jambon de Bayonne[187]. S'il est possible d'élever les porcs destinés à la production du Jambon dit « de Bayonne » dans 22 départements du Sud-Ouest de la France , la zone de transformation de ces jambons (salage, séchage, affinage, désossage) se limite à l'Indication Géographique Protégée (IGP) c'est-à-dire à une partie du Bassin de l'Adour (Pyrénées-Atlantiques, et une partie des Hautes-Pyrénées, du Gers et des Landes). C'est ainsi qu'à proximité de Tarbes (à Bordères sur l'Echez et Louey) se trouvent deux importantes entreprises de transformation du Jambon de Bayonne.
- Le gâteau à la broche, gâteau bigourdan par excellence, au bon goût de feu de bois. C'est une recette réservée à ceux qui possèdent une cheminée car la cuisson se fait « à la broche » devant une flambée. Un cône est arrosé lentement de pâte afin d'obtenir des couches successives, qui au bout de plusieurs heures de cuisson, donnent un gâteau de forme conique[188]. Il peut se conserver plus d'un mois et ne doit être consommé qu'au bout du 3e jour avec ou sans crème anglaise.
- Le fromage des Pyrénées, de chèvre, vache, brebis ou mixte (vache-brebis). Fromage fermier, généralement moulé à la main, salé et affiné en cave fraîche.
- Le mouton « de Barèges ».

#### Tarbes dans la littérature
Jean Paulhan, Les Fleurs de Tarbes ou La Terreur dans les Lettres (1936 & 1941).
La ville de Tarbes est citée dans le manga Zero no tsukaima chapitre 28 page 8. C'est la ville où se rend le héros pour trouver une ancienne machine de guerre. Elle est aussi le lieu d'une grande bataille.
Dans Les Trois Mousquetaires (1844), le roman d'Alexandre Dumas (Père), D'Artagnan vient de Tarbes. En réalité, le D'Artagnan historique est né à une soixantaine de kilomètres de là, au château de Castelmore, près de Lupiac, dans le département voisin du Gers. Le village d'Artagnan, d'où vient la famille de sa mère, et dont il a choisi de prendre le nom, est, lui, bien situé dans les Hautes-Pyrénées, à 20 kilomètres au nord de Tarbes, ce qui peut expliquer « l'erreur » du romancier. Contrairement à une autre erreur du romancier, Artagnan est situé en Bigorre (Hautes-Pyrénées)  et non en Béarn (Pyrénées-Atlantiques).

#### Tarbes dans la peinture
- Maurice Utrillo, Tableau : Tarbes ou Winter street scene in Tarbes (1935).

### Héraldique
| Tarbes | Son blasonnement est : Écartelé d'or et de gueules. |